# Championnat d'Europe de football 2020
Pour les articles homonymes, voir Euro 2021.
Navigation
France 2016 Allemagne 2024

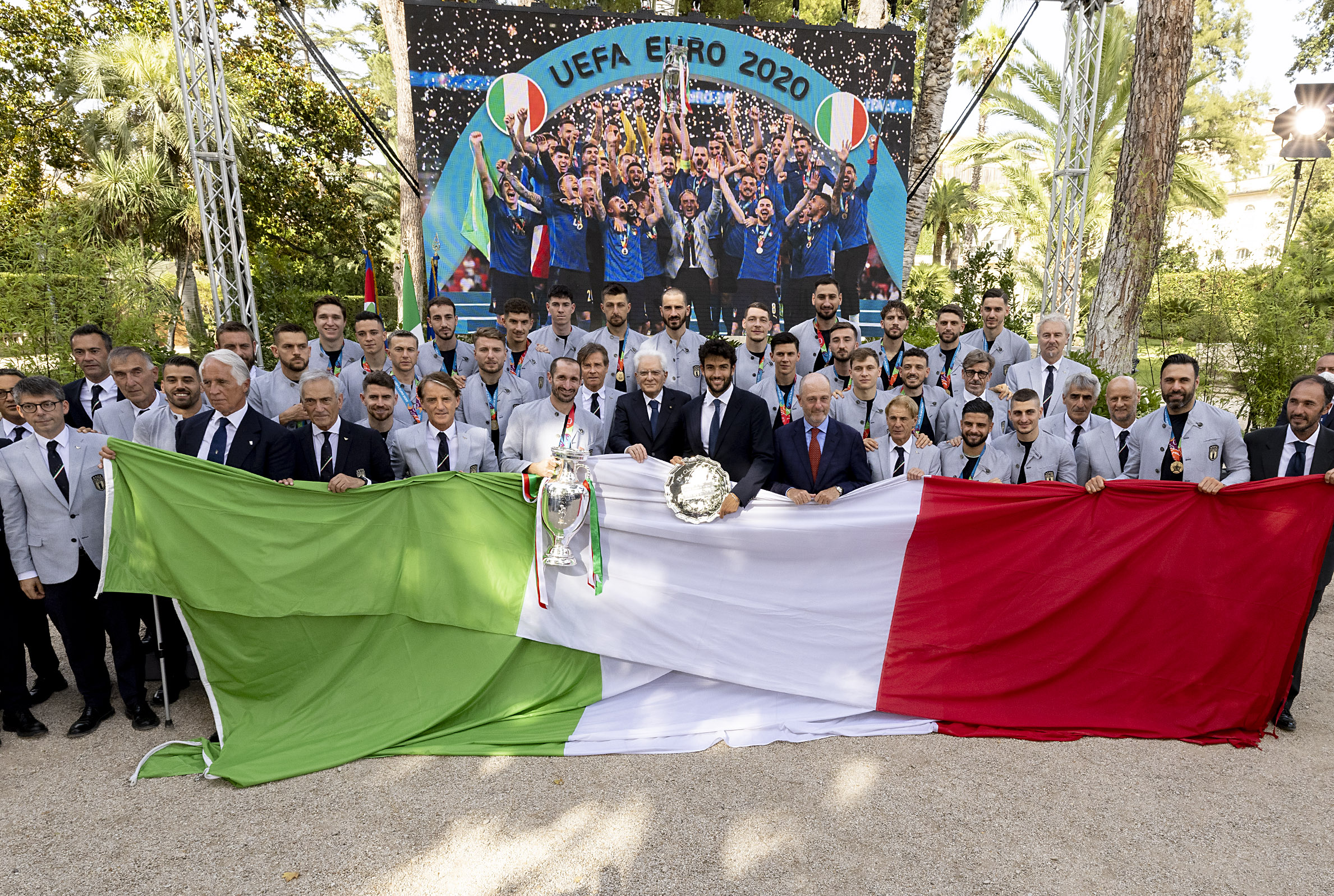
Les joueurs italiens célèbrent leur titre avec Sergio Mattarella.

Le Championnat d'Europe de football 2020, officiellement UEFA Euro 2020, est la seizième édition du Championnat d'Europe de football, compétition par équipes nationales masculines de football organisée par l'Union des associations européennes de football (UEFA).
Il était initialement programmé du 12 juin au 12 juillet 2020, mais, en raison de la pandémie de Covid-19 en Europe à ce moment, l'UEFA décida de le reporter d'un an, du 11 juin au 11 juillet 2021. Le nom officiel « UEFA Euro 2020 » est toutefois resté  inchangé, même s'il est aussi surnommé « Euro 2021 » dans le langage courant.
Pour le soixantième anniversaire de la première édition du tournoi, la Coupe d'Europe des nations 1960, et pour la première fois de son histoire, il n'est pas organisé par un ou deux pays mais aux quatre coins de l'Europe, par onze villes hôtes situées dans onze pays, les demi-finales et la finale ayant lieu au stade de Wembley à Londres.
Tous les anciens vainqueurs de la compétition sont présents (Espagne, Italie, Allemagne, France, Pays-Bas, Danemark et Portugal, ainsi que Russie pour URSS et Tchéquie pour Tchécoslovaquie) à l'exception de la Grèce dont c'est la deuxième absence consécutive à une phase finale. L'Euro 2020 marque la première participation de la Finlande et de la Macédoine du Nord, ainsi que le retour des Pays-Bas et du Danemark, absents en 2016. L'Écosse participe à son premier grand tournoi international depuis 1998. En revanche, l'Islande, l'Irlande, l'Irlande du Nord, la Roumanie et l'Albanie, présentes à l'Euro 2016, n'ont pas réussi à se qualifier. Enfin, deux pays hôtes, la Roumanie et l'Azerbaïdjan, ne qualifient pas leur équipe nationale.
Le Portugal remet en jeu son titre. Le match d'ouverture de la compétition entre la Turquie et l'Italie a lieu à Rome le 11 juin 2021 et est remporté par les Italiens (3-0). Le 1er tour, prolifique, est marqué par la désillusion de la Turquie, annoncée outsider de la compétition, qui termine avec trois défaites et le pire bilan comptable de l'Euro, ainsi que par les résultats décevants de la Russie et de la Pologne. À l'inverse, l'Autriche, le pays de Galles, la Tchéquie et la Suède sont les bonnes surprises du 1er tour, tandis que la Hongrie et la Finlande ont délivré de bonnes prestations malgré leur élimination. De nombreux favoris sont éliminés dès les huitièmes de finale : le Portugal, la France, l'Allemagne, ainsi que la Croatie et les Pays-Bas. La Suisse et l'Ukraine réalisent leur meilleur parcours en atteignant les quarts de finale. Le Danemark, sensation du tournoi, atteint les demi-finales où s'arrête également le parcours de l'Espagne. L'Angleterre joue six de ses sept matchs dans son stade de Wembley et dispute sa première finale à l'Euro le 11 juillet contre l'Italie qui remporte son deuxième titre européen (1-1 ap, tab 3-2).
Cette édition est la plus prolifique en buts dans l'histoire de la compétition avec 142 buts marqués, loin devant l'Euro 2016 (108 buts).

## Désignation des villes organisatrices
Au 15 mai 2012, date limite initialement fixée par l'UEFA aux nations candidates pour soumettre une lettre d'intention, trois candidatures avaient été reçues :
- Turquie
- Pays de Galles,  Écosse et  Irlande (conjointement)
- Azerbaïdjan et  Géorgie (conjointement)

Sept autres candidatures, un temps envisagées, n'ont finalement pas été présentées :
- Belgique
- Bosnie-Herzégovine,  Croatie et  Serbie
- Bulgarie et  Roumanie
- Allemagne et  Suède
- Hongrie et  Roumanie
- Pays-Bas

Mais le 6 décembre 2012, le comité exécutif de l'UEFA  décide de faire jouer cette compétition dans des villes de toute l'Europe,, et non au sein d'un ou plusieurs pays organisateurs, suivant ainsi le souhait de son président Michel Platini. Il s'agit de célébrer les soixante ans de la première édition de la compétition (la Coupe d'Europe des nations 1960), d'éviter d'engager des dépenses pour les infrastructures (autoroutes, aéroports, stades, hôtels…) alors que la crise économique de 2008 n'est pas terminée et de rappeler la relation historique de l'UEFA avec celle des villes d'Europe depuis la Coupe des villes de foires créée en 1954 et ancêtre de la Ligue Europa.
Les candidatures initiales présentées par des pays étant devenues obsolètes à la suite de cette annonce, chaque pays d'Europe est invité par l'UEFA à présenter une ville pour un des douze lots dits « standards », constitué de trois matchs de groupes et un huitième ou un quart de finale, ou pour un lot spécial, à savoir les deux demi-finales et la finale (il n'y a pas de match pour la troisième place).
Après avoir initialement proposé la ville de Lyon, la France décide de retirer sa candidature en 2014. En effet, le pays a déjà organisé l'édition précédente du Championnat en 2016. Le président de la Fédération française de football Noël Le Graët déclare vouloir laisser leurs chances à « d'autres villes et pays européens pour 2020 ».
Le 25 avril 2014, date limite pour la soumission des candidatures officielles, dix-neuf pays ont formellement déposé un dossier de candidature d’une ville chacun pour l’Euro 2020.
Le 19 septembre 2014, le président de l'UEFA annonce officiellement les 13 villes retenues. La fédération allemande s'est désistée de la candidature à la finale, en présentant celle pour l'Euro 2024. La fédération anglaise a démenti un accord, arguant qu'elle a le meilleur dossier et le plus grand stade. Munich reçoit néanmoins un lot standard 1 (quart de finale). Bakou est plébiscitée alors que l'Azerbaïdjan était la dernière candidature sérieuse. Il restait 10 lots pour 12 candidatures, et Cardiff (21 points de vote) et Solna (Stockholm, 18 points de vote) sont les deux candidatures malheureuses.
Le 7 décembre 2017, l'UEFA retire Bruxelles de la liste des villes hôtes du fait des retards pris dans la conception du nouveau stade, l'Eurostadium, qui sera par la suite annulé. Ses quatre matchs sont rapatriés sur Londres. Bruxelles avait réclamé le match d'ouverture à titre symbolique, alors qu'Amsterdam a obtenu davantage de votes,.

### Lot spécial
Les 2 demi-finales et la finale, stade d'au moins 60 000 places :
- Londres, Wembley (90 000)

### Lot standard 1
3 matchs de poules + un quart de finale, stade d'au moins 60 000 places :
- Munich, Allianz Arena (67 812), 38 points de vote
- Bakou, Stade olympique de Bakou (68 000), 37 points de vote
- Rome, Stade olympique de Rome (73 000), 29 points de vote
- Saint-Pétersbourg, Stade Krestovski (69 500), 20 points de vote

### Lot standard 2
3 matchs de poules + un huitième de finale, stade d'au moins 30 000 places :
- Amsterdam, Johan Cruyff Arena (54 990) 58 points de vote
- Dublin, Aviva Stadium (51 700), 55 points (hôte finalement abandonné, en raison des restrictions sanitaires due à la pandémie de Covid-19)
- Séville, Stade La Cartuja  (57 619) (à la place de Bilbao, Nouveau San Mamés qui avait obtenu 50 points)
- Budapest, Stade Ferenc-Puskás (65 000), 48 points
- Londres, Wembley (90 000) (à la place de Bruxelles, Eurostadium, qui avait obtenu 43 points)
- Glasgow, Hampden Park (52 063), 22 points
- Copenhague, Parken Stadium (38 065), vote Scandinavie
- Bucarest, Arena Națională (55 600), vote « Est »

## Report à 2021
Le 17 mars 2020, l'UEFA décide de reporter la compétition d'un an, en 2021, en raison de la pandémie de Covid-19, afin de permettre la fin des différentes compétitions de clubs alors suspendues dans toute l'Europe. Cela sera la première fois qu'un Euro se dispute une année impaire. Les dates sont provisoirement fixées du 11 juin au 11 juillet 2021. Le 23 avril, elle précise toutefois que la compétition gardera le nom « UEFA Euro 2020 ». Le 17 février 2021, Israël, qui possède une bonne gestion de la crise sanitaire, propose sa candidature à l’organisation intégrale de l’événement, afin qu’il puisse accueillir un large public ». Le 23 avril 2021, les villes de Bilbao et Dublin sont retirées officiellement de la liste des villes et elles n'accueilleront pas de matchs de l'Euro en raison de conditions sanitaires trop strictes pour garantir la présence du public à au moins 25 % comme le souhaitait l'UEFA. C'est Séville qui remplace Bilbao pour accueillir trois matchs du premier tour dans le groupe E (ceux de l'équipe d'Espagne) et un huitième de finale, Saint-Pétersbourg récupère quant à lui les trois autres matchs du groupe E et Londres recevra un deuxième huitième de finale.
Le 23 avril 2021, l'UEFA confirme que tous les matchs de l'Euro se dérouleront en présence de spectateurs mais avec des jauges adaptées aux conditions sanitaires,. Ainsi, Budapest vise le 100 % de la capacité du stade, mais avec des conditions d'entrée strictes pour les spectateurs. Saint-Pétersbourg et Bakou ont confirmé des jauges de 50 %. Amsterdam, Bucarest, Copenhague, Glasgow, Rome et Séville accueilleront 25 % - 33 % de la capacité du stade. Londres a confirmé une capacité minimale de 25 % pour les trois premiers matches de groupe et le match de huitième de finale. Enfin, Munich annonce qu'il accueillera 14 000 spectateurs, ce qui correspond à environ 20 % de la capacité du stade.

## Organisation

### Déroulement de la compétition
Lors du 38e Congrès ordinaire de l'UEFA à Astana au Kazakhstan, les 54 associations membres ont unanimement adopté, au travers d'une résolution, l'instauration d'une nouvelle compétition internationale au sein de l'UEFA : la Ligue des nations de l'UEFA. Cette compétition, ayant pour but de remplacer les matchs amicaux internationaux souvent sans grands enjeux, et dont la première édition a lieu lors de la saison 2018-2019, répartit en quatre ligues, de quatre groupes chacune, les 55 équipes nationales membres de l'UEFA, en fonction de leur Coefficient UEFA. La Ligue des nations fait désormais partie des éliminatoires du championnat d'Europe, chacune des quatre ligues se voyant octroyer une place qualificative pour la phase finale. Des matches de barrage entre les équipes vainqueurs des quatre groupes d'une même ligue, programmés en mars de l'année de l'Euro, déterminent l'attribution de quatre des 24 places qualificatives.
Les vingt autres places sont attribuées à l'issue de la phase éliminatoire qui commence en mars 2019 (et non pas en septembre 2018, directement après la Coupe du monde, comme lors des éditions précédentes) et prend fin en novembre 2019. Les dix vainqueurs des dix groupes de qualification (cinq groupes de cinq équipes et cinq groupes de six équipes) ainsi que leurs dix dauphins se voient attribuer une place pour la phase finale de juin 2021.
Si l'un des vainqueurs de groupes de la Ligue des Nations s'est déjà qualifié pour la phase finale de l'Euro par le biais des éliminatoires, il sera remplacé par l'équipe suivante la mieux classée dans la même ligue. Dans le cas où, dans une ligue, il y aurait moins de quatre équipes non encore qualifiées pour l'Euro, les places en matches de barrage seront attribuées à l'équipe suivante la mieux classée dans la ligue inférieure.
En outre, ce nouveau format offrira donc aux équipes ayant un moins bon coefficient UEFA la possibilité de participer à la compétition.
Lors du premier tour s'affronteront six groupes de quatre équipes. Les deux premières de chaque groupe seront qualifiées pour les huitièmes de finale, ainsi que les quatre meilleurs troisièmes.
Le système sera donc analogue aux coupes du monde qui s'étaient déroulées de 1986 à 1994, ainsi qu'à la précédente édition de l'Euro. Le tirage au sort des éliminatoires a eu lieu le 2 décembre 2018 à Dublin. Le tirage au sort de la phase finale a eu lieu le 30 novembre 2019 à Bucarest. Le match d'ouverture se déroule le 11 juin 2021 à Rome tandis que la finale a lieu le 11 juillet 2021 à Londres au stade de Wembley.

### Volontaires
Une nouvelle fois, les volontaires vont jouer un grand rôle dans l'organisation et le bon déroulement de l'Euro 2020.
Le processus d'inscription a été lancé au début de l'été 2019 dans les 12 villes hôtes.

## Les onze villes hôtes et leur stade
Chaque ville accueille trois matchs de phase de groupes ainsi qu'au moins un match de phase à élimination directe :
- Ville hôte d'un huitième de finale
- Ville hôte d'un quart de finale
- Ville hôte de deux huitièmes de finale, des demi-finales et de la finale

| \| Rome Bakou Copenhague Saint-Pétersbourg Amsterdam Bucarest Londres Glasgow Séville Munich Budapest Légende : · Groupe A · Groupe B · Groupe B/E · Groupe C · Groupe D · Groupe E · Groupe F \| Villes hôtes de l'Euro 2020 |
| Rome Bakou Copenhague Saint-Pétersbourg Amsterdam Bucarest Londres Glasgow Séville Munich Budapest Légende : · Groupe A · Groupe B · Groupe B/E · Groupe C · Groupe D · Groupe E · Groupe F                                   |

| Rome Bakou Copenhague Saint-Pétersbourg Amsterdam Bucarest Londres Glasgow Séville Munich Budapest Légende : · Groupe A · Groupe B · Groupe B/E · Groupe C · Groupe D · Groupe E · Groupe F |

- Parmi les 11 villes hôtes sélectionnées, sept n'ont jamais organisé des matchs de phase finale d'un championnat d'Europe : Bakou, Saint-Pétersbourg, Copenhague, Bucarest, Séville, Budapest et Glasgow.
- Parmi les 11 pays hôtes sélectionnés, six n'ont jamais organisé un championnat d'Europe : l'Azerbaïdjan, le Danemark, la Hongrie, la Roumanie, la Russie et l'Écosse.
- Parmi les 11 stades sélectionnés, deux ont reçu des matches de phase finale d'un championnat d'Europe : le Stadio Olimpico et la Johan Cruyff Arena. L'ancien stade de Wembley avait déjà reçu plusieurs matches, dont la finale de 1996, mais aucun depuis sa reconstruction.

## Billets
L'UEFA a annoncé que la demande de ticket a doublé par rapport à l'Euro 2016. Ce ne sont pas moins de 28,3 millions de demandes qui ont été reçues par l'union, alors que seulement 2,5 millions de tickets sont disponibles. Deux matches se distinguent : la finale à Wembley avec 714 000 demandes de billets, mais également le match opposant la France et l'Allemagne à Munich avec 710 000.

## Communication et produits dérivés

### Logo

Logotype de l'Euro.

Le logo officiel de la compétition a été présenté le 21 septembre 2016 par l'UEFA.
Son design marqué par un pont en arche sur la partie inférieure est une représentation universelle de lien et d'unité. Le logo a été décliné en plusieurs versions distinctes, incorporant un emblème ou monument de chaque ville hôte.

### Slogan
Le slogan de la compétition, dévoilé par l'UEFA, est : « Live it. For real ». Ce slogan a été créé pour encourager les fans à se rendre au stade et dans les villes hôtes pour vivre la compétition.

### Chanson officielle
L'artiste produisant la chanson officielle a été annoncé par l'UEFA le 19 octobre 2019 ; il s'agit du DJ néerlandais Martin Garrix. Le titre s'intitule We Are The People et est réalisé en collaboration avec Bono et The Edge du groupe U2. Le titre est dévoilé pour la première fois le 14 mai 2021. À noter que la cérémonie d'ouverture s'est tenue le 11 juin 2021 au Stadio Olimpico de Rome.

### Mascotte
La mascotte est présentée le 24 mars 2019 avant le match qualificatif Pays-Bas-Allemagne. Elle se nomme Skillzy, un personnage inspiré de la culture du freestyle, du street football et du panna.

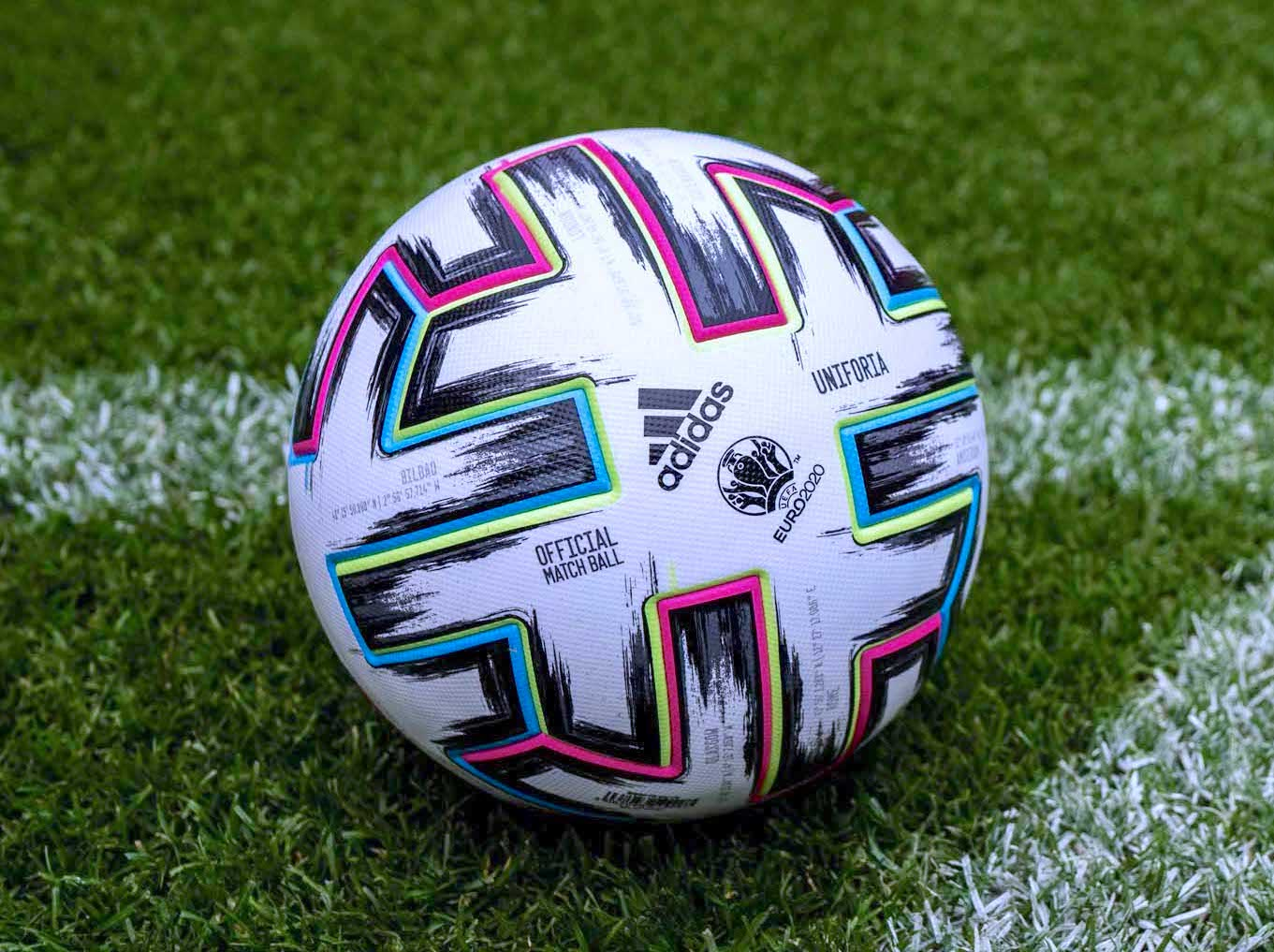
Ballon officiel de l'Euro.

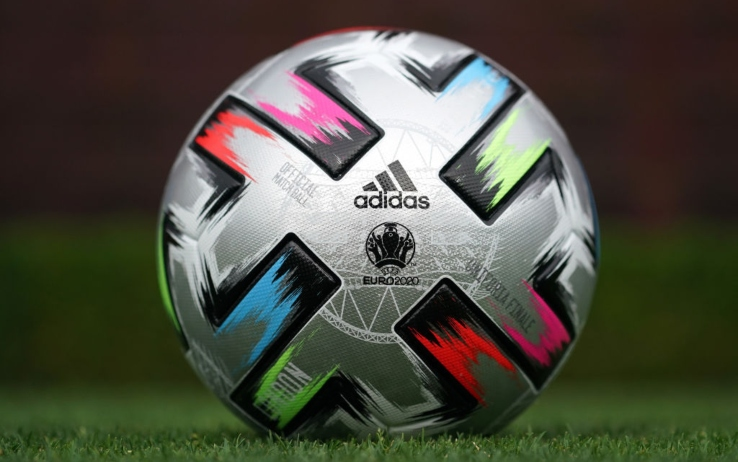
Ballon officiel des demi-finales et de la finale de l'Euro.

### Ballon
Adidas a présenté le 6 novembre 2019 le ballon officiel de la compétition baptisé Uniforia.
Le design du ballon est composé d'une base blanche avec un graphique noir effet « coup de pinceau » agrémenté par des touches de bleu, de jaune et de rose. Ce design commémore ainsi la notion de ponts qui se croisent, alliant frontières et diversité à travers une collision unique entre art et football. Les coordonnées GPS des 12 villes hôtes initiales figurent également sur le ballon à travers des motifs complexes.
Pour les demi-finales et la finale disputées à Londres, une version spécifique baptisée Uniforia Finale a été présenté le 5 juillet 2021. Contrairement au ballon des 48 premiers matchs, le design du ballon est de couleur argentée avec des graphismes simplifiées de vert, rouge, cyan et rose, inspirés des symboles londoniens et de couleurs traditionnelles, sur un fond sombre représentant le ciel nocturne de Londres. Une représentation en filigrane du stade de Wembley est présente ainsi que les coordonnées GPS de la capitale britannique.

## Éliminatoires

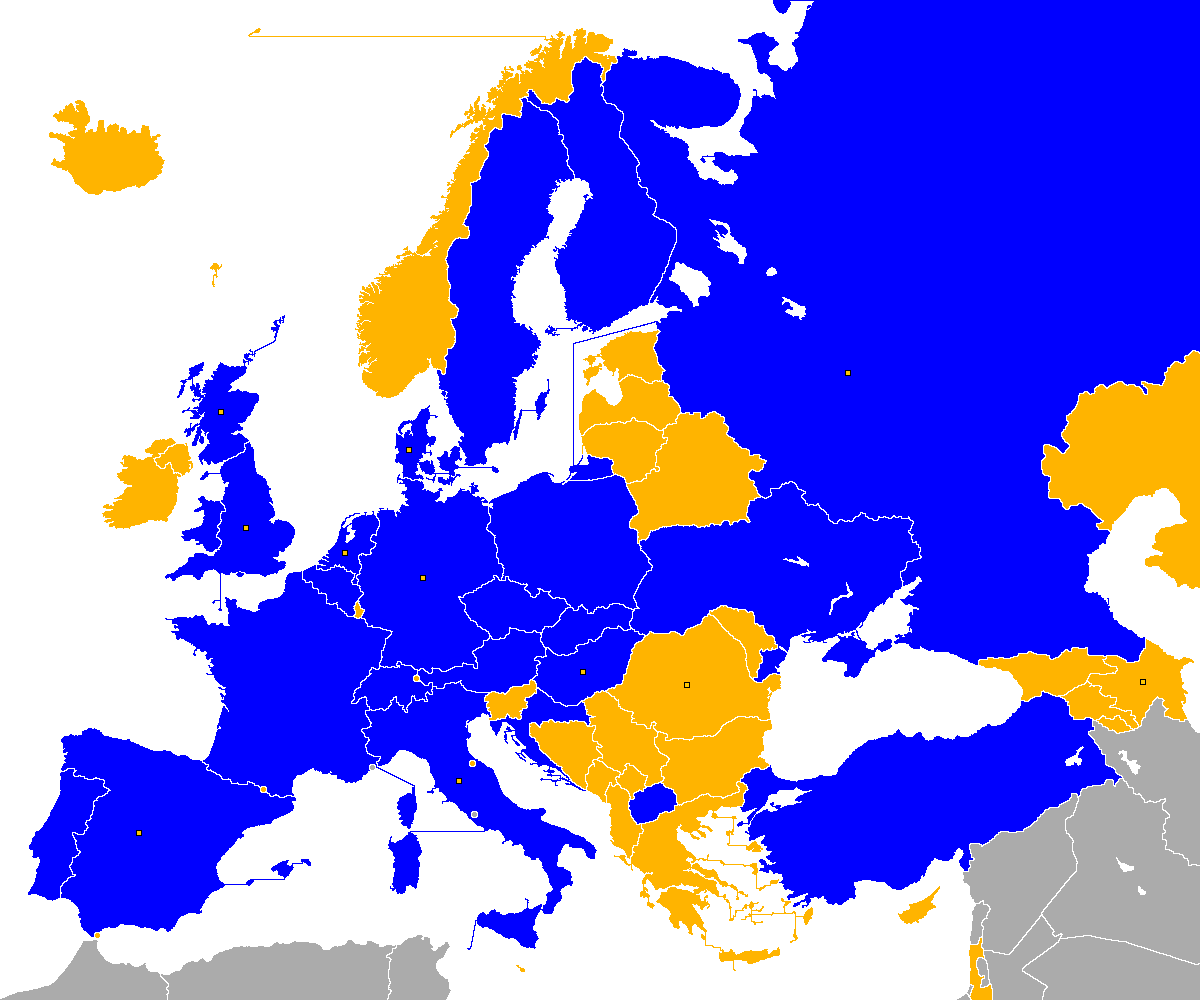
Équipes qualifiées pour l’Euro 2020
Équipes éliminées

Le tirage au sort des éliminatoires a lieu le dimanche 2 décembre 2018 au Convention Centre de Dublin en Irlande. La phase de groupes débute le 21 mars 2019 et se conclut le 19 novembre. Les barrages sont disputés en mars 2020.
55 équipes se disputent 20 des 24 places qualificatives. Elles sont réparties en dix groupes (cinq groupes de six et cinq groupes de cinq). Les 20 places qualificatives vont aux vainqueurs et deuxièmes de groupe, qui s'assurent donc directement une participation à la phase finale de la compétition.

### Résultats de éliminatoires par groupe
| Groupe A            | Groupe B            | Groupe C                    | Groupe D                     | Groupe E               | Groupe F         | Groupe G          | Groupe H                 | Groupe I                      | Groupe J                    |
| ------------------- | ------------------- | --------------------------- | ---------------------------- | ---------------------- | ---------------- | ----------------- | ------------------------ | ----------------------------- | --------------------------- |
| Angleterre Tchéquie | Ukraine Portugal    | Allemagne Pays-Bas          | Suisse Danemark              | Croatie Pays de Galles | Espagne Suède    | Pologne Autriche  | France Turquie           | Belgique Russie               | Italie Finlande             |
|                     |                     |                             |                              | Hongrie Slovaquie      |                  | Macédoine du Nord |                          | Écosse                        |                             |
| Kosovo Bulgarie     | Serbie              | Irlande du Nord Biélorussie | République d'Irlande Géorgie |                        | Roumanie Norvège | Israël            | Islande                  |                               | Bosnie-Herzégovine          |
| Monténégro          | Luxembourg Lituanie | Estonie                     | Gibraltar                    | Azerbaïdjan            | Îles Féroé Malte | Slovénie Lettonie | Albanie Andorre Moldavie | Chypre Kazakhstan Saint-Marin | Grèce Arménie Liechtenstein |

- Sélection directement qualifiée.
- Sélection qualifiée via les barrages.
- Sélection éliminée en barrages.
- Sélection directement éliminée.

### Barragistes
À l'issue de la phase éliminatoire principale, 16 équipes sont repêchées pour disputer les barrages (quatre groupes de quatre).

#### Les groupes de barrages
Ligue A
1. Islande
2. Bulgarie
3. Hongrie
4. Roumanie

Ligue B
1. Bosnie-Herzégovine
2. Slovaquie
3. République d'Irlande
4. Irlande du Nord

Ligue C
1. Écosse
2. Norvège
3. Serbie
4. Israël

Ligue D
1. Géorgie
2. Macédoine du Nord
3. Kosovo
4. Biélorussie

## Acteurs de l'Euro

### Qualifiés
Pour la première fois dans l'histoire du championnat d'Europe des Nations il n'y a pas de qualifié d'office pour la phase finale. 20 équipes (sur les 24 du tournoi final) se sont qualifiées à l'issue des éliminatoires de l'Euro 2020, soit les deux premiers de chacun des dix groupes de la phase éliminatoire. Les quatre dernières places seront attribuées lors des barrages pour lesquels sont repêchées les meilleures équipes (non-qualifiées pour l'Euro) de chacune des quatre ligues A, B, C et D de la Ligue des nations.
Plusieurs équipes bénéficieront de ce format de qualification. Ainsi, la Macédoine du Nord (première participation à l'Euro) et l'Écosse (dernière participation à l'Euro 1996), sont repêchés pour les barrages et gagnent leurs places à l'Euro. La Finlande finit deuxième derrière l'Italie, et participe à sa première compétition internationale.
À l'inverse, l'Irlande, l'Irlande du Nord, la Roumanie et l'Islande, toutes présentes à l'édition précédente, échouent aux barrages. L'Islande, quart-de-finaliste du précédent Euro et qualifiée à la Coupe du Monde 2018, déçoit particulièrement. D'autre part, la Grèce est absente une nouvelle fois de l'Euro après avoir manqué les barrages en raison de son mauvais classement en Ligue des Nations (présente en Ligue C). Elle est la seule nation anciennement championne d'Europe absente de cette compétition.
| Pays                                     | Date de qualification | Participations au tournoi final                                             | Meilleur résultat (en tournoi final uniquement) | Dernière participation (résultat obtenu) | Classement FIFA du 27 mai 2021 (avant la compétition) |
| ---------------------------------------- | --------------------- | --------------------------------------------------------------------------- | ----------------------------------------------- | ---------------------------------------- | ----------------------------------------------------- |
| Belgique Groupe I - 1re place            | 10 octobre 2019       | +5, (1972, 1980, 1984, 2000, 2016)                                          | Finaliste (1) · (1980)                          | 2016 (1/4 de finaliste)                  | 1                                                     |
| Italie Groupe J - 1re place              | 12 octobre 2019       | +9, (1968, 1980, 1988, 1996, 2000, 2004, 2008, 2012, 2016)                  | Vainqueur (1) · (1968)                          | 2016 (1/4 de finaliste)                  | 7                                                     |
| Russie Groupe I - 2e place               | 13 octobre 2019       | +5, (1996, 2004, 2008, 2012, 2016)                                          | 1/2 finaliste (1) (2008)                        | 2016 (Premier tour)                      | 38                                                    |
| Pologne Groupe G - 1re place             | 13 octobre 2019       | +3, (2008, 2012, 2016)                                                      | 1/4 de finaliste (1) (2016)                     | 2016 (1/4 de finaliste)                  | 21                                                    |
| Ukraine Groupe B - 1re place             | 14 octobre 2019       | +2, (2012, 2016)                                                            | Premier tour (2) (2012, 2016)                   | 2016 (Premier tour)                      | 24                                                    |
| Espagne Groupe F - 1re place             | 15 octobre 2019       | +10, (1964,1980,1984, 1988, 1996, 2000, 2004, 2008, 2012, 2016)             | Vainqueur (3) · (1964, 2008, 2012)              | 2016 (1/8 de finaliste)                  | 6                                                     |
| France Groupe H - 1re place              | 14 novembre 2019      | +9, (1960, 1984, 1992, 1996, 2000, 2004, 2008, 2012, 2016)                  | Vainqueur (2) · (1984, 2000)                    | 2016 · (Finaliste )                      | 2                                                     |
| Turquie Groupe H - 2e place              | 14 novembre 2019      | +4, (1996, 2000, 2008, 2016)                                                | 1/2 finaliste (1) (2008)                        | 2016 (Premier tour)                      | 29                                                    |
| Angleterre Groupe A - 1re place          | 14 novembre 2019      | +9, (1968,1980, 1988, 1992, 1996, 2000, 2004, 2012, 2016)                   | 1/2 finaliste (2) (1968, 1996)                  | 2016 (1/8 de finaliste)                  | 4                                                     |
| Tchéquie Groupe A - 2e place             | 14 novembre 2019      | +6, (1996, 2000, 2004, 2008, 2012, 2016)                                    | Finaliste (1) · (1996)                          | 2016 (Premier tour)                      | 40                                                    |
| Finlande Groupe J - 2e place             | 15 novembre 2019      | +0, (Première apparition)                                                   | -                                               | -                                        | 54                                                    |
| Suède Groupe F - 2e place                | 15 novembre 2019      | +6, (1992, 2000, 2004, 2008, 2012, 2016)                                    | 1/2 finaliste (1) (1992)                        | 2016 (Premier tour)                      | 18                                                    |
| Allemagne Groupe C - 1re place           | 16 novembre 2019      | +12, (1972,1976,1980, 1984, 1988, 1992, 1996, 2000, 2004, 2008, 2012, 2016) | Vainqueur (3) · (1972, 1980, 1996)              | 2016 (1/2 finaliste)                     | 12                                                    |
| Pays-Bas Groupe C - 2e place             | 16 novembre 2019      | +9, (1976,1980, 1988, 1992, 1996, 2000, 2004, 2008, 2012)                   | Vainqueur (1) · (1988)                          | 2012 (Premier tour)                      | 16                                                    |
| Croatie Groupe E - 1re place             | 16 novembre 2019      | +5, (1996, 2004, 2008, 2012, 2016)                                          | 1/4 de finaliste (2) (1996, 2008)               | 2016 (1/8 de finaliste)                  | 14                                                    |
| Autriche Groupe G - 2e place             | 16 novembre 2019      | +2, (2008, 2016)                                                            | Premier tour (2) (2008, 2016)                   | 2016 (Premier tour)                      | 23                                                    |
| Portugal Groupe B - 2e place             | 17 novembre 2019      | +7, (1984, 1996, 2000, 2004, 2008, 2012, 2016)                              | Vainqueur (1) · (2016)                          | 2016 · (Vainqueur )                      | 5                                                     |
| Suisse Groupe D - 1re place              | 18 novembre 2019      | +4, (1996, 2004, 2008, 2016)                                                | 1/8 finaliste (1) (2016)                        | 2016 (1/8 de finaliste)                  | 13                                                    |
| Danemark Groupe D - 2e place             | 18 novembre 2019      | +8, (1964, 1984, 1988, 1992, 1996, 2000, 2004, 2012)                        | Vainqueur (1) · (1992)                          | 2012 (Premier tour)                      | 10                                                    |
| Pays de Galles Groupe E - 2e place       | 19 novembre 2019      | +1, (2016)                                                                  | 1/2 finaliste (1) (2016)                        | 2016 (1/2 finaliste)                     | 17                                                    |
| Hongrie Barrages de la Ligue A           | 12 novembre 2020      | +3, (1964, 1972, 2016)                                                      | 1/2 finaliste (2) (1964, 1972)                  | 2016 (1/8 finaliste)                     | 37                                                    |
| Slovaquie Barrages de la Ligue B         | 12 novembre 2020      | +1, (2016)                                                                  | 1/8 finaliste (1) (2016)                        | 2016 (1/8 finaliste)                     | 36                                                    |
| Écosse Barrages de la Ligue C            | 12 novembre 2020      | +2, (1992, 1996)                                                            | Premier tour (2) (1992, 1996)                   | 1996 (Premier tour)                      | 44                                                    |
| Macédoine du Nord Barrages de la Ligue D | 12 novembre 2020      | +0, Première apparition (en tant que nation indépendante)                   | -                                               | -                                        | 62                                                    |

### Non-qualifiés de l'édition 2016
- Islande : Quarts de finale
- République d'Irlande : Huitièmes de finale
- Irlande du Nord : Huitièmes de finale
- Albanie : 1er tour
- Roumanie : 1er tour

### Pays hôtes non-qualifiés
- Azerbaïdjan
- Roumanie

### Camps de base
| Équipe            | Camp de base                                                             |
| ----------------- | ------------------------------------------------------------------------ |
| Allemagne         | Herzogenaurach                                                           |
| Angleterre        | Burton upon Trent                                                        |
| Autriche          | Seefeld in Tirol                                                         |
| Belgique          | Tubize                                                                   |
| Croatie           | Rovinj                                                                   |
| Danemark          | Elseneur                                                                 |
| Écosse            | Middlesbrough                                                            |
| Espagne           | Las Rozas de Madrid                                                      |
| France            | Clairefontaine-en-Yvelines                                               |
| Finlande          | Repino                                                                   |
| Hongrie           | Budapest                                                                 |
| Italie            | Florence                                                                 |
| Macédoine du Nord | Bucarest                                                                 |
| Pays-Bas          | Zeist                                                                    |
| Pays de Galles    | Bakou (phase de groupes) Vale of Glamorgan (phase à élimination directe) |
| Pologne           | Sopot                                                                    |
| Portugal          | Budapest                                                                 |
| Russie            | Khimki                                                                   |
| Slovaquie         | Saint-Pétersbourg                                                        |
| Suède             | Maynooth                                                                 |
| Suisse            | Bakou Rome                                                               |
| Tchéquie          | Prague                                                                   |
| Turquie           | Bakou                                                                    |
| Ukraine           | Bucarest                                                                 |

| \| Rome Vale of Glamorgan Bakou Bucarest Budapest Herzogenaurach Burton upon Trent Seefeld in Tirol Tubize Rovinj Elseneur Las Rozas de Madrid Clairefontaine-en-Yvelines Repino Florence Zeist Sopot Khimki Maynooth Prague Middlesbrough Saint-Pétersbourg \| Camps de base de l'Euro 2020 |
| Rome Vale of Glamorgan Bakou Bucarest Budapest Herzogenaurach Burton upon Trent Seefeld in Tirol Tubize Rovinj Elseneur Las Rozas de Madrid Clairefontaine-en-Yvelines Repino Florence Zeist Sopot Khimki Maynooth Prague Middlesbrough Saint-Pétersbourg                                    |

### Effectifs des équipes
Le 4 mai 2021, l'UEFA a annoncé, compte tenu de la situation sanitaire actuelle liée à la pandémie de Covid-19, que les effectifs de joueurs sont portés à 26 joueurs au lieu de 23 habituellement. Cependant, seuls 23 joueurs au maximum pourront être inscrits sur la feuille de match pour chaque rencontre (conformément à la Loi 3 des Lois du Jeu de l’IFAB, qui autorise au maximum 12 remplaçants pour les matches des équipes nationales A), dont trois gardiens.
Après la soumission de la liste de joueurs, le 1er juin 2021, le règlement actuel autorise un nombre illimité de remplacements en cas de blessure ou de maladie grave avant le premier match, sous réserve de la présentation d’un certificat médical.
À des fins de clarté, les joueurs testés positifs au Covid-19 ou qui ont été déclarés « cas contact » de personnes testées positives – et doivent donc être mis en quarantaine – sur décision des autorités compétentes sont considérés comme des cas de maladie grave et peuvent donc être remplacés avant le premier match, sous réserve de l’approbation de l’Administration de l’UEFA.
Les nouvelles dispositions autoriseront aussi le remplacement des gardiens avant chaque match du tournoi en cas d’incapacité physique, même si un ou deux gardiens de la liste de joueurs sont encore disponibles.
Afin de garantir l’intégrité de la compétition, un joueur qui a été remplacé sur la liste de joueurs ne pourra plus y figurer.

### Les arbitres
Le 21 avril 2021, l'UEFA a désigné les dix-neuf arbitres centraux qui vont officier lors du championnat d'Europe 2020. Pour la deuxième fois de l'histoire après l'édition 2000, un arbitre non-européen, l'argentin Fernando Rapallini est sélectionné comme arbitre lors d'un championnat d'Europe. Deux nouveautés apparaissent également dans cette liste. La première est la présence d'arbitres vidéo et la deuxième est la présence pour la première fois d'une femme, Stéphanie Frappart en tant qu'arbitre de réserve.
| Arbitres                | Arbitres assistants                                      |
| ----------------------- | -------------------------------------------------------- |
| Felix Brych             | Mark Borsch Stefan Lupp                                  |
| Cüneyt Çakır            | Bahattin Duran Tarik Ongun                               |
| Carlos del Cerro Grande | Juan Carlos Yuste Jiménez Roberto Alonso Fernández       |
| Andreas Ekberg          | Mehmet Culum Stefan Hallberg                             |
| Orel Grinfeld           | Roy Hassan Idan Yarkoni                                  |
| Ovidiu Hațegan          | Sebastian Gheorghe Radu Ghinguleac                       |
| Sergueï Karassiov       | Igor Demechko Maxim Gavriline                            |
| István Kovács           | Vasile Marinescu Mihai Artene                            |
| Björn Kuipers           | Serder van Roekel Erwin Zeinstra                         |
| Danny Makkelie          | Hessel Steegstra Jan de Vries                            |
| Antonio Mateu Lahoz     | Pau Cebrián Devis Roberto Díaz Pérez del Palomar         |
| Michael Oliver          | Stuart Burt Simon Peter Bennett                          |
| Daniele Orsato          | Alessandro Giallatini Fabiano Preti                      |
| Fernando Rapallini      | Juan Pablo Bellati Diego Bonfá                           |
| Daniel Siebert          | Jan Seidel Rafael Foltyn                                 |
| Artur Soares Dias       | Rui Licino Barbosa Tavares Paulo Alexandre Santos Soares |
| Anthony Taylor          | Gary Beswick Adam Nunn                                   |
| Clément Turpin          | Nicolas Danos Cyril Gringore                             |
| Slavko Vinčić           | Tomaž Klančnik Andraž Kovačič                            |

| Arbitres VAR                                                                                   | Arbitres VAR pour hors-jeu |
| ---------------------------------------------------------------------------------------------- | -------------------------- |
| Bastian Dankert Christian Dingert (en) Marco Fritz (en)                                        | Christian Gittelmann       |
| Stuart Attwell (en) Christopher Kavanagh (en)                                                  | Lee Betts                  |
| Alejandro Hernández Hernández (en) Juan Martínez Munuera (en) José María Sánchez Martínez (en) | Íñigo Prieto               |
| Jérôme Brisard François Letexier                                                               | Benjamin Pagès             |
| Marco Di Bello (en) Massimiliano Irrati Paolo Valeri (en)                                      | Filippo Meli               |
| Kevin Blom Pol van Boekel (en)                                                                 |                            |
| Paweł Gil                                                                                      |                            |
| João Pinheiro (en)                                                                             |                            |

| Arbitres de réserve     | Arbitres assistants de réserve |
| ----------------------- | ------------------------------ |
| Bartosz Frankowski (en) | Marcin Boniek                  |
| Stéphanie Frappart      | Mikaël Berchebru               |
| Srđan Jovanović (en)    | Uroš Stojković                 |
| Georgi Kabakov (en)     | Martin Margaritov              |
| Davide Massa (en)       | Stefano Alassio                |
| Sandro Schärer (en)     | Stéphane De Almeida            |

### Calendrier des rencontres
| Dates               | Dates               | 11   | 12   | 13   | 14   | 15   | 16   | 17   | 18   | 19   | 20   | 21   | 22   | 23   | 24   | 25   | 26   | 27   | 28   | 29   | 30   | 1er     | 2       | 3       | 4       | 5       | 6       | 7       | 8       | 9       | 10      | 11      |
| Dates               | Dates               | juin | juin | juin | juin | juin | juin | juin | juin | juin | juin | juin | juin | juin | juin | juin | juin | juin | juin | juin | juin | juillet | juillet | juillet | juillet | juillet | juillet | juillet | juillet | juillet | juillet | juillet |
| ------------------- | ------------------- | ---- | ---- | ---- | ---- | ---- | ---- | ---- | ---- | ---- | ---- | ---- | ---- | ---- | ---- | ---- | ---- | ---- | ---- | ---- | ---- | ------- | ------- | ------- | ------- | ------- | ------- | ------- | ------- | ------- | ------- | ------- |
| Groupe A            | Groupe A            | 1    | 1    |      |      |      | 2    |      |      |      | 2    |      |      |      |      |      |      |      |      |      |      |         |         |         |         |         |         |         |         |         |         |         |
| Groupe B            | Groupe B            |      | 2    |      |      |      | 1    | 1    |      |      |      | 2    |      |      |      |      |      |      |      |      |      |         |         |         |         |         |         |         |         |         |         |         |
| Groupe C            | Groupe C            |      |      | 2    |      |      |      | 2    |      |      |      | 2    |      |      |      |      |      |      |      |      |      |         |         |         |         |         |         |         |         |         |         |         |
| Groupe D            | Groupe D            |      |      | 1    | 1    |      |      |      | 2    |      |      |      | 2    |      |      |      |      |      |      |      |      |         |         |         |         |         |         |         |         |         |         |         |
| Groupe E            | Groupe E            |      |      |      | 2    |      |      |      | 1    | 1    |      |      |      | 2    |      |      |      |      |      |      |      |         |         |         |         |         |         |         |         |         |         |         |
| Groupe F            | Groupe F            |      |      |      |      | 2    |      |      |      | 2    |      |      |      | 2    |      |      |      |      |      |      |      |         |         |         |         |         |         |         |         |         |         |         |
| Huitièmes de finale | Huitièmes de finale |      |      |      |      |      |      |      |      |      |      |      |      |      |      |      | 2    | 2    | 2    | 2    |      |         |         |         |         |         |         |         |         |         |         |         |
| Quarts de finale    | Quarts de finale    |      |      |      |      |      |      |      |      |      |      |      |      |      |      |      |      |      |      |      |      |         | 2       | 2       |         |         |         |         |         |         |         |         |
| Demi-finales        | Demi-finales        |      |      |      |      |      |      |      |      |      |      |      |      |      |      |      |      |      |      |      |      |         |         |         |         |         | 1       | 1       |         |         |         |         |
| Finale              | Finale              |      |      |      |      |      |      |      |      |      |      |      |      |      |      |      |      |      |      |      |      |         |         |         |         |         |         |         |         |         |         | 1       |

- Nombre de matchs disputés par journée

## Phase de groupes

### Tirage au sort
Le tirage au sort de la phase finale de l'Euro 2020 a eu lieu le 30 novembre 2019 à Bucarest.
- Les équipes seront placées dans les chapeaux en fonction du classement général des qualifications européennes sur la base de leurs résultats aux éliminatoires de l'UEFA Euro 2020.
- Chaque pays hôte qualifié sera garanti de jouer deux matches de phase de groupes à domicile.
- Si deux équipes hôtes se qualifient directement pour le tournoi final et se retrouvent dans le même groupe, un tirage au sort décidera quelle équipe accueillera leur confrontation.

| Chapeau 1   | Chapeau 2 | Chapeau 3 | Chapeau 4         |
| ----------- | --------- | --------- | ----------------- |
| Belgique    | France    | Portugal  | Pays de Galles    |
| ItalieH     | Pologne   | Turquie   | Finlande          |
| AngleterreH | Suisse    | DanemarkH | HongrieH          |
| AllemagneH  | Croatie   | Autriche  | Slovaquie         |
| EspagneH    | Pays-BasH | Suède     | ÉcosseH           |
| Ukraine     | RussieH   | Tchéquie  | Macédoine du Nord |

| Groupe A       | Groupe B | Groupe C          | Groupe D   | Groupe E  | Groupe F  |
| -------------- | -------- | ----------------- | ---------- | --------- | --------- |
| Turquie        | Danemark | Pays-Bas          | Angleterre | Espagne   | Hongrie   |
| Italie         | Finlande | Ukraine           | Croatie    | Suède     | Portugal  |
| Pays de Galles | Belgique | Autriche          | Écosse     | Pologne   | France    |
| Suisse         | Russie   | Macédoine du Nord | Tchéquie   | Slovaquie | Allemagne |

### Critères de départage
En cas d'égalité de points à l'issue des trois journées, les équipes sont classées ou départagées suivant les critères, dans l'ordre :
1. Plus grand nombre de points obtenus dans les matches de groupe disputés entre les équipes concernées ;
2. Meilleure différence de buts dans les matches de groupe disputés entre les équipes concernées ;
3. Plus grand nombre de buts marqués dans les matches de groupe disputés entre les équipes concernées ;
4. Si, après l’application des critères 1, 2 et 3 plusieurs équipes sont toujours à égalité, les critères 1, 2 et 3 sont à nouveau appliqués exclusivement aux matches entre les équipes restantes. Si cette procédure ne donne pas de résultat, les critères 5 à 10 s’appliquent dans l'ordre ;
5. Meilleure différence de buts générale ;
6. Plus grand nombre de buts marqués ;
7. Plus grand nombre de victoires ;
8. Cas particulier : si deux équipes à égalité parfaite de points et de buts marqués et concédés se rencontrent lors de la dernière journée et font match nul, une séance de tirs au but en fin de match est prévue afin de les départager. Cette procédure n'est pas utilisée si plus de deux équipes ont le même nombre de points ;
9. Plus petit nombre de points disciplinaires dans tous les matches du groupe suivant le barème : -1 point pour un carton jaune, -3 points pour deux cartons jaunes menant à un carton rouge, -3 points pour un carton rouge direct, -4 points pour un carton jaune suivi d'un carton rouge direct ;
10. Position dans le classement général des qualifications européennes.

### Groupe A (RomeetBakou)

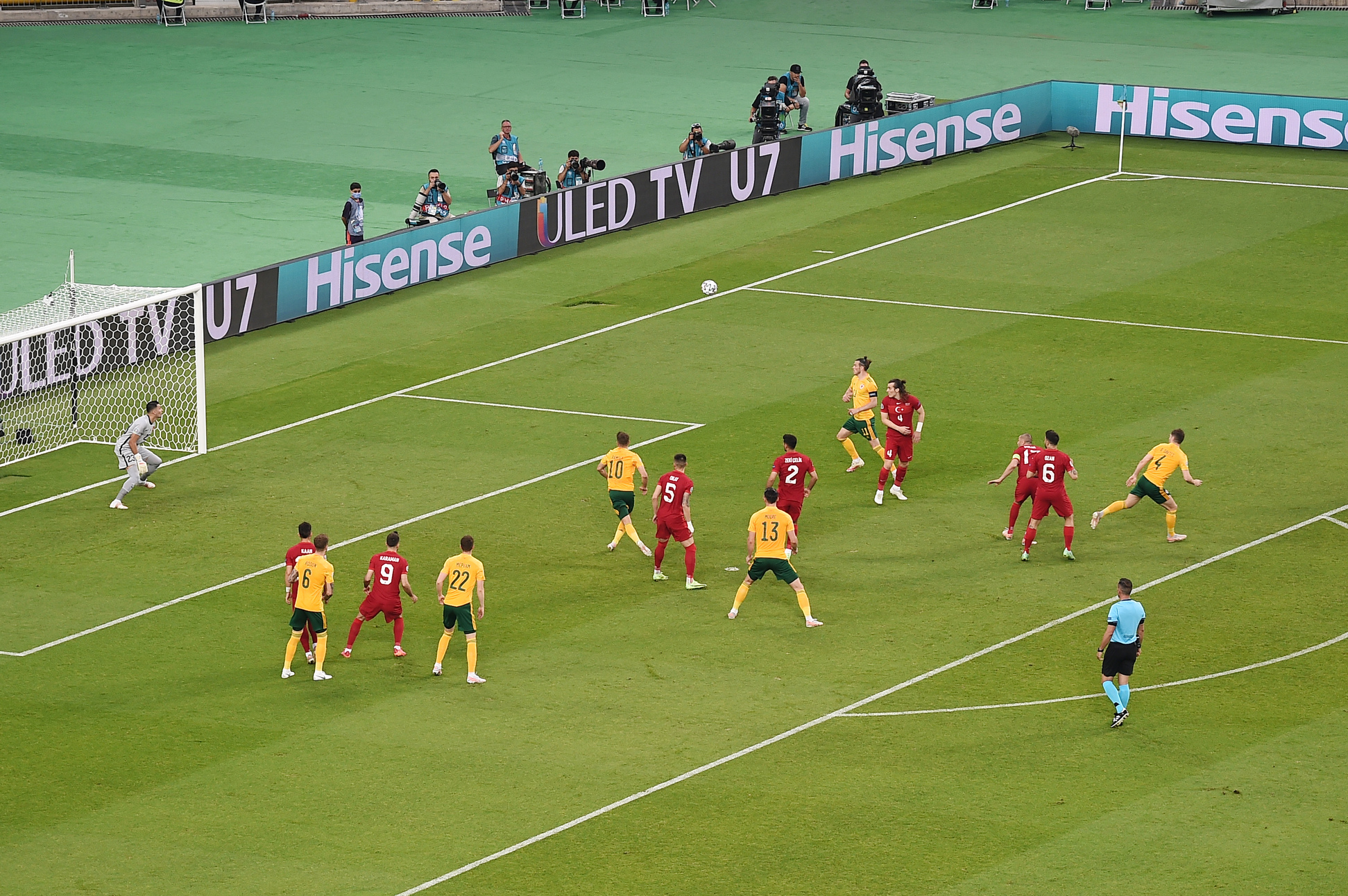
Turquie vs Pays de Galles

| v · m | Équipe         | Pts | J | G | N | P | Bp | Bc | Diff |
| ----- | -------------- | --- | - | - | - | - | -- | -- | ---- |
| 1     | Italie         | 9   | 3 | 3 | 0 | 0 | 7  | 0  | +7   |
| 2     | Pays de Galles | 4   | 3 | 1 | 1 | 1 | 3  | 2  | +1   |
| 3     | Suisse         | 4   | 3 | 1 | 1 | 1 | 4  | 5  | -1   |
| 4     | Turquie        | 0   | 3 | 0 | 0 | 3 | 1  | 8  | -7   |

#### 1rejournée
| Match d'ouverture       | Turquie | 0 - 3   | Italie                                                                              | Stadio Olimpico, Rome                                                      |                                                                            |
| 11 juin 2021 21h00 CEST |         | (0 - 0) | 53e (csc) Demiral (Berardi ) · 66e Immobile (Spinazzola ) · 79e Insigne (Immobile ) | Spectateurs : 12 916 Arbitrage : Danny Makkelie Arbitre vidéo : Kevin Blom | Spectateurs : 12 916 Arbitrage : Danny Makkelie Arbitre vidéo : Kevin Blom |
| 11 juin 2021 21h00 CEST | Rapport |         |                                                                                     | Spectateurs : 12 916 Arbitrage : Danny Makkelie Arbitre vidéo : Kevin Blom | Spectateurs : 12 916 Arbitrage : Danny Makkelie Arbitre vidéo : Kevin Blom |

| Match 2                 | Pays de Galles       | 1 - 1   | Suisse                | Stade olympique, Bakou                                                           |                                                                                  |
| 12 juin 2021 15h00 CEST | ( Morrell) Moore 74e | (0 - 0) | 49e Embolo (Shaqiri ) | Spectateurs : 8 782 Arbitrage : Clément Turpin Arbitre vidéo : François Letexier | Spectateurs : 8 782 Arbitrage : Clément Turpin Arbitre vidéo : François Letexier |
| 12 juin 2021 15h00 CEST | Rapport              |         |                       | Spectateurs : 8 782 Arbitrage : Clément Turpin Arbitre vidéo : François Letexier | Spectateurs : 8 782 Arbitrage : Clément Turpin Arbitre vidéo : François Letexier |

#### 2ejournée
| Match 14                | Turquie | 0 - 2   | Pays de Galles                             | Stade olympique, Bakou                                                           |                                                                                  |
| 16 juin 2021 18h00 CEST |         | (0 - 1) | 43e Ramsey (Bale ) · 90+5e Roberts (Bale ) | Spectateurs : 19 762 Arbitrage : Artur Soares Dias Arbitre vidéo : João Pinheiro | Spectateurs : 19 762 Arbitrage : Artur Soares Dias Arbitre vidéo : João Pinheiro |
| 16 juin 2021 18h00 CEST | Rapport |         |                                            | Spectateurs : 19 762 Arbitrage : Artur Soares Dias Arbitre vidéo : João Pinheiro | Spectateurs : 19 762 Arbitrage : Artur Soares Dias Arbitre vidéo : João Pinheiro |

| Match 15                | Italie                                                                      | 3 - 0   | Suisse | Stadio Olimpico, Rome                                                           |                                                                                 |
| 16 juin 2021 21h00 CEST | ( Berardi) Locatelli 26e · ( Barella) Locatelli 51e · ( Tolói) Immobile 89e | (1 - 0) |        | Spectateurs : 12 445 Arbitrage : Sergei Karasev Arbitre vidéo : Bastian Dankert | Spectateurs : 12 445 Arbitrage : Sergei Karasev Arbitre vidéo : Bastian Dankert |
| 16 juin 2021 21h00 CEST | Rapport                                                                     |         |        | Spectateurs : 12 445 Arbitrage : Sergei Karasev Arbitre vidéo : Bastian Dankert | Spectateurs : 12 445 Arbitrage : Sergei Karasev Arbitre vidéo : Bastian Dankert |

#### 3ejournée
| Match 25                | Italie                  | 1 - 0   | Pays de Galles | Stadio Olimpico, Rome                                                     |                                                                           |
| 20 juin 2021 18h00 CEST | ( Verratti) Pessina 39e | (1 - 0) |                | Spectateurs : 11 541 Arbitrage : Ovidiu Hațegan Arbitre vidéo : Paweł Gil | Spectateurs : 11 541 Arbitrage : Ovidiu Hațegan Arbitre vidéo : Paweł Gil |
| 20 juin 2021 18h00 CEST | Rapport                 |         |                | Spectateurs : 11 541 Arbitrage : Ovidiu Hațegan Arbitre vidéo : Paweł Gil | Spectateurs : 11 541 Arbitrage : Ovidiu Hațegan Arbitre vidéo : Paweł Gil |

| Match 26                | Suisse                                                              | 3 - 1   | Turquie                   | Stade olympique, Bakou                                                         |                                                                                |
| 20 juin 2021 18h00 CEST | ( Zuber) Seferović 6e · ( Zuber) Shaqiri 26e · ( Zuber) Shaqiri 68e | (2 - 0) | 62e Kahveci (Çalhanoğlu ) | Spectateurs : 17 138 Arbitrage : Slavko Vinčić Arbitre vidéo : Bastian Dankert | Spectateurs : 17 138 Arbitrage : Slavko Vinčić Arbitre vidéo : Bastian Dankert |
| 20 juin 2021 18h00 CEST | Rapport                                                             |         |                           | Spectateurs : 17 138 Arbitrage : Slavko Vinčić Arbitre vidéo : Bastian Dankert | Spectateurs : 17 138 Arbitrage : Slavko Vinčić Arbitre vidéo : Bastian Dankert |

Le groupe A, dont les matchs se jouent à Rome et Bakou, regroupe l'Italie avec la Turquie, le pays de Galles et la Suisse. Depuis sa non-qualification surprise à la Coupe du monde 2018, l'Italie s'est qualifiée pour l'Euro avec dix victoires sous l'impulsion de Roberto Mancini et part favorite du groupe même si son milieu de terrain Marco Verratti revient d'une blessure au genou. Elle va disputer ses trois matchs à Rome du fait de la non-qualification de l'Azerbaïdjan. La Turquie détient l'un des meilleurs bilans des éliminatoires avec seulement trois buts encaissés. Elle a remporté une victoire et décroché un nul en phase qualificative contre la France, championne du monde en titre (2-0 ; 1-1), ainsi que battu nettement la Norvège (3-0) et les Pays-Bas (4-2) au début des éliminatoires de la Coupe du monde 2022. Elle peut s'appuyer sur la forme de ses joueurs lillois, Burak Yılmaz, Yusuf Yazıcı et Zeki Çelik. Demi-finaliste de l'Euro 2016, le pays de Galles ne s'est pas qualifié pour la Coupe du monde en 2018, mais a devancé la Slovaquie et la Hongrie pour se qualifier à l'Euro. Il s'appuie sur la forme de Harry Wilson et sur son attaquant vedette Gareth Bale. La Suisse a souvent été présente aux grands rendez-vous, dépassant tous les premiers tours de compétition depuis 2014. Elle affiche une série de cinq victoires depuis novembre 2020 mais son calendrier est l'un des plus désavantageux de la compétition, ses deux matchs disputés à Bakou étant séparés par son déplacement à Rome contre l'Italie.
Lors du match d'ouverture, l'Italie s'impose largement en deuxième mi-temps contre la Turquie qui ne confirme pas ses performances aux éliminatoires (3-0). Dans l'autre rencontre, la Nati domine la 1re mi-temps et ouvre le score au début de la 2e mi-temps mais le pays de Galles réagit par sa surprise Kieffer Moore et obtient le match nul (1-1). Dans la 2e journée, le pays de Galles bat une décevante équipe de Turquie malgré un penalty manqué par Gareth Bale (2-0) tandis que l'Italie devient la 1re équipe qualifiée pour le tour suivant en réitérant son succès de la 1re journée, cette fois contre la Suisse avec un doublé de Manuel Locatelli (3-0). La Squadra Azzura perd néanmoins son capitaine Giorgio Chiellini sur blessure. Le match Suisse - Turquie est une finale de groupe. La Suisse s'impose contre la Turquie et se place en ballotage pour se qualifier parmi les meilleurs troisièmes de groupe (3-1) pendant que le pays de Galles se qualifie en s'inclinant courtement contre l'Italie qui confirme sa première place (1-0). La qualification de la Suisse se confirme le lendemain du match avec les défaites de l'Ukraine et de la Finlande. La Turquie, annoncée comme un des outsiders de la compétition, termine lanterne rouge de l'Euro avec trois défaites en autant de matchs et une différence de buts de -7. Elle est considérée comme une des grandes déceptions de la phase de groupes.

### Groupe B (Saint-PétersbourgetCopenhague)

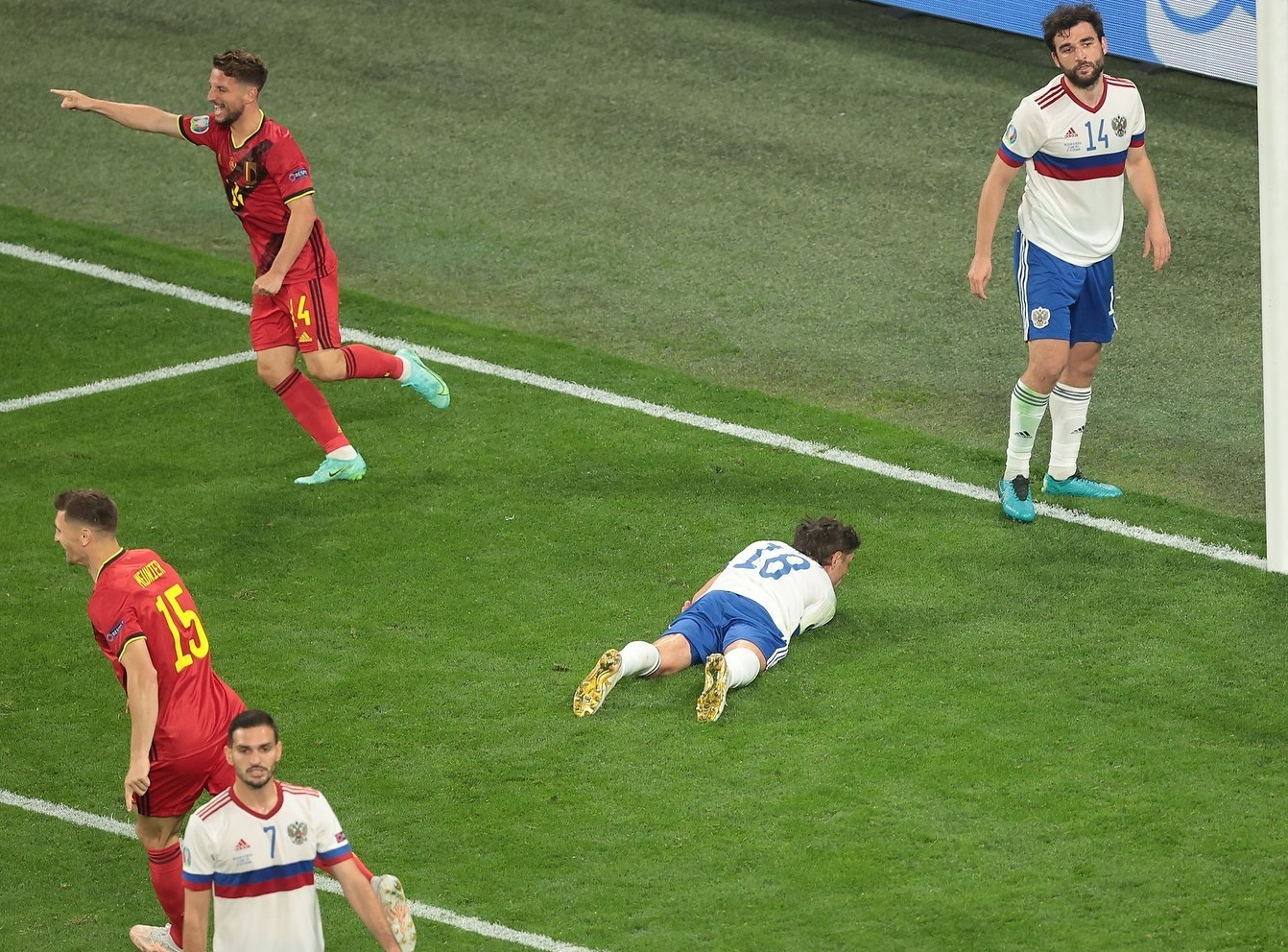
Belgique vs Russie

| v · m | Équipe   | Pts | J | G | N | P | Bp | Bc | Diff |
| ----- | -------- | --- | - | - | - | - | -- | -- | ---- |
| 1     | Belgique | 9   | 3 | 3 | 0 | 0 | 7  | 1  | +6   |
| 2     | Danemark | 3   | 3 | 1 | 0 | 2 | 5  | 4  | +1   |
| 3     | Finlande | 3   | 3 | 1 | 0 | 2 | 1  | 3  | -2   |
| 4     | Russie   | 3   | 3 | 1 | 0 | 2 | 2  | 7  | -5   |

#### 1rejournée
| Match 3                 | Danemark | 0 - 1   | Finlande                 | Parken Stadium, Copenhague                                                     |                                                                                |
| 12 juin 2021 18h00 CEST |          | (0 - 0) | 60e Pohjanpalo (Uronen ) | Spectateurs : 15 200 Arbitrage : Anthony Taylor Arbitre vidéo : Stuart Attwell | Spectateurs : 15 200 Arbitrage : Anthony Taylor Arbitre vidéo : Stuart Attwell |
| 12 juin 2021 18h00 CEST | Rapport  |         |                          | Spectateurs : 15 200 Arbitrage : Anthony Taylor Arbitre vidéo : Stuart Attwell | Spectateurs : 15 200 Arbitrage : Anthony Taylor Arbitre vidéo : Stuart Attwell |

| Match 4                 | Belgique                                                    | 3 - 0   | Russie | Stade Krestovski, Saint-Pétersbourg                                                                | |
| 12 juin 2021 21h00 CEST | ( Mertens) Lukaku 10e · Meunier 34e · ( Meunier) Lukaku 88e | (2 - 0) |        | Spectateurs : 26 264 Arbitrage : Antonio Mateu Lahoz Arbitre vidéo : Alejandro Hernández Hernández | Spectateurs : 26 264 Arbitrage : Antonio Mateu Lahoz Arbitre vidéo : Alejandro Hernández Hernández |
| 12 juin 2021 21h00 CEST | Rapport                                                     |         |        | Spectateurs : 26 264 Arbitrage : Antonio Mateu Lahoz Arbitre vidéo : Alejandro Hernández Hernández | Spectateurs : 26 264 Arbitrage : Antonio Mateu Lahoz Arbitre vidéo : Alejandro Hernández Hernández |

#### 2ejournée
| Match 13                | Finlande | 0 - 1   | Russie                       | Stade Krestovski, Saint-Pétersbourg                                            |                                                                                |
| 16 juin 2021 15h00 CEST |          | (0 - 1) | 45+2e Mirantchouk (Dziouba ) | Spectateurs : 24 540 Arbitrage : Danny Makkelie Arbitre vidéo : Pol van Boekel | Spectateurs : 24 540 Arbitrage : Danny Makkelie Arbitre vidéo : Pol van Boekel |
| 16 juin 2021 15h00 CEST | Rapport  |         |                              | Spectateurs : 24 540 Arbitrage : Danny Makkelie Arbitre vidéo : Pol van Boekel | Spectateurs : 24 540 Arbitrage : Danny Makkelie Arbitre vidéo : Pol van Boekel |

| Match 17                | Danemark               | 1 - 2   | Belgique                                                | Parken Stadium, Copenhague                                                    |                                                                               |
| 17 juin 2021 18h00 CEST | ( Højbjerg) Poulsen 2e | (1 - 0) | 55e T. Hazard (De Bruyne ) · 70e De Bruyne (E. Hazard ) | Spectateurs : 23 395 Arbitrage : Björn Kuipers Arbitre vidéo : Pol van Boekel | Spectateurs : 23 395 Arbitrage : Björn Kuipers Arbitre vidéo : Pol van Boekel |
| 17 juin 2021 18h00 CEST | Rapport                |         |                                                         | Spectateurs : 23 395 Arbitrage : Björn Kuipers Arbitre vidéo : Pol van Boekel | Spectateurs : 23 395 Arbitrage : Björn Kuipers Arbitre vidéo : Pol van Boekel |

#### 3ejournée
| Match 29                | Russie             | 1 - 4   | Danemark                                                                          | Parken Stadium, Copenhague                                                        |                                                                                   |
| 21 juin 2021 21h00 CEST | Dziouba 70e (pen.) | (0 - 1) | 38e Damsgaard ( Højbjerg) · 59e Poulsen · 79e Christensen · 82e Mæhle ( Højbjerg) | Spectateurs : 23 644 Arbitrage : Clément Turpin Arbitre vidéo : François Letexier | Spectateurs : 23 644 Arbitrage : Clément Turpin Arbitre vidéo : François Letexier |
| 21 juin 2021 21h00 CEST | Rapport            |         |                                                                                   | Spectateurs : 23 644 Arbitrage : Clément Turpin Arbitre vidéo : François Letexier | Spectateurs : 23 644 Arbitrage : Clément Turpin Arbitre vidéo : François Letexier |

| Match 30                | Finlande | 0 - 2   | Belgique                                                  | Stade Krestovski, Saint-Pétersbourg                                      |                                                                          |
| 21 juin 2021 21h00 CEST |          | (0 - 0) | 74e (csc) Hrádecky ( Vermaelen) · 81e Lukaku ( De Bruyne) | Spectateurs : 18 545 Arbitrage : Felix Brych Arbitre vidéo : Marco Fritz | Spectateurs : 18 545 Arbitrage : Felix Brych Arbitre vidéo : Marco Fritz |
| 21 juin 2021 21h00 CEST | Rapport  |         |                                                           | Spectateurs : 18 545 Arbitrage : Felix Brych Arbitre vidéo : Marco Fritz | Spectateurs : 18 545 Arbitrage : Felix Brych Arbitre vidéo : Marco Fritz |

Le groupe B est le seul où les deux pays hôtes, la Russie et le Danemark, sont qualifiés au moment du tirage au sort. Un autre tirage détermine que le choc Russie - Danemark va se jouer à Copenhague et non à Saint-Pétersbourg. La composition du groupe est déjà presque totalement connue avant le tirage au sort : la Belgique, qui est la seule tête de série disponible à ne pas faire partie des pays hôtes, est assurée d'être tirée dans ce groupe, l'Ukraine ne pouvant pas être opposée à la Russie. Troisième de la Coupe du monde 2018 et meilleur bilan comptable des éliminatoires, la Belgique est favorite du groupe et un des prétendants à la victoire finale. La Russie reste sur un quart-de-finale chez elle en 2018 et une campagne de qualification aisée, mais aussi un revers important en Ligue des nations contre la Serbie (0-5). Le Danemark est sur une dynamique forte et n'a perdu que deux matchs officiels en cinq ans. La Finlande participe à sa première compétition internationale, emmenée par son buteur Teemu Pukki qui a porté Norwich City vers la Premier League, son capitaine Tim Sparv et son milieu Glen Kamara qui a porté le Rangers FC.
Le premier match entre équipes scandinaves est marqué par le malaise cardiaque de Christian Eriksen qui entraîne son hospitalisation et une heure d'interruption du match jusqu'à ce que le joueur soit déclaré dans un état stable. Dans ces conditions particulières, la Finlande réussit l'exploit de battre le Danemark grâce à un but en seconde période de Joel Pohjanpalo (1-0). Le match entre la Belgique et la Russie, qui se retrouvent après les éliminatoires, se solde par une large victoire des Diables rouges par des buts de Romelu Lukaku, auteur d'un doublé et Thomas Meunier contre une Sbornaïa limitée, à l'image de son défenseur Andreï Semionov (3-0). Lors d'une deuxième journée marquée par l'hommage à Eriksen, la Russie réagit à Saint-Pétersbourg contre la Finlande sur le « front de Carélie » (1-0). Les jeunes Russes Igor Diveïev et Matveï Safonov, qui ont remplacé leurs homologues décevants du premier match, s'illustrent. Dans l'autre rencontre, l'entrée de Kevin De Bruyne, absent depuis sa blessure au visage en finale de la Ligue des Champions, permet à la Belgique de venir difficilement à bout du Danemark qui avait ouvert le score (2-1). Les Diables Rouges se qualifient ainsi pour les huitièmes de finale. Lors de la dernière journée, la Russie, la Finlande et le Danemark peuvent tous terminer 2e. Le scénario offre aux supporters ce qui est qualifié de « terrible ascenseur émotionnel ». Malgré une 1re période « compliquée » contre la Russie, le Danemark ouvre le score par un but spectaculaire de Mikkel Damsgaard, puis l'emporte largement en 2de période, profitant notamment d'une erreur du défenseur Roman Zobnine. Quatrième au coup d'envoi, le Danemark passe 3e puis 2e grâce à la défaite en fin de match de la Finlande contre la Belgique (0-2),. La Russie remonte temporairement en 3e place grâce à la réduction du score d'Artyom Dziouba sur penalty suivie de la défaite finlandaise, avant d'encaisser deux autres buts danois synonymes d'élimination à la différence de buts particulière (1-4). Les buts danois redressent la Finlande en 3e place, mais en ballotage défavorable pour une qualification. Le Danemark est la première équipe de l'histoire de l'Euro à se qualifier après avoir perdu ses deux premiers matchs. Le scénario miracle ne se produit pas pour la Finlande qui voit son élimination confirmée par la victoire de la Croatie et le nul du Portugal, malgré les défaites de la Slovaquie et de la Pologne.

### Groupe C (AmsterdametBucarest)
| v · m | Équipe            | Pts | J | G | N | P | Bp | Bc | Diff |
| ----- | ----------------- | --- | - | - | - | - | -- | -- | ---- |
| 1     | Pays-Bas          | 9   | 3 | 3 | 0 | 0 | 8  | 2  | +6   |
| 2     | Autriche          | 6   | 3 | 2 | 0 | 1 | 4  | 3  | +1   |
| 3     | Ukraine           | 3   | 3 | 1 | 0 | 2 | 4  | 5  | -1   |
| 4     | Macédoine du Nord | 0   | 3 | 0 | 0 | 3 | 2  | 8  | -6   |

#### 1rejournée
| Match 6                 | Autriche                                                                     | 3 - 1   | Macédoine du Nord | Arena Națională, Bucarest                                                      |                                                                                |
| 13 juin 2021 18h00 CEST | ( Sabitzer) Lainer 19e · ( Alaba) Gregoritsch 78e · ( Laimer) Arnautović 89e | (1 - 1) | 28e Pandev        | Spectateurs : 9 082 Arbitrage : Andreas Ekberg Arbitre vidéo : Bastian Dankert | Spectateurs : 9 082 Arbitrage : Andreas Ekberg Arbitre vidéo : Bastian Dankert |
| 13 juin 2021 18h00 CEST | Rapport                                                                      |         |                   | Spectateurs : 9 082 Arbitrage : Andreas Ekberg Arbitre vidéo : Bastian Dankert | Spectateurs : 9 082 Arbitrage : Andreas Ekberg Arbitre vidéo : Bastian Dankert |

| Match 7                 | Pays-Bas                                           | 3 - 2   | Ukraine                                                       | Johan Cruyff Arena, Amsterdam                                            |                                                                          |
| 13 juin 2021 21h00 CEST | Wijnaldum 52e · Weghorst 58e · ( Aké) Dumfries 85e | (0 - 0) | 75e Iarmolenko (Iaremtchouk ) · 79e Iaremtchouk (Malinovsky ) | Spectateurs : 15 837 Arbitrage : Felix Brych Arbitre vidéo : Marco Fritz | Spectateurs : 15 837 Arbitrage : Felix Brych Arbitre vidéo : Marco Fritz |
| 13 juin 2021 21h00 CEST | Rapport                                            |         |                                                               | Spectateurs : 15 837 Arbitrage : Felix Brych Arbitre vidéo : Marco Fritz | Spectateurs : 15 837 Arbitrage : Felix Brych Arbitre vidéo : Marco Fritz |

#### 2ejournée
| Match 16                | Ukraine                                                     | 2 - 1   | Macédoine du Nord | Arena Națională, Bucarest                                                                         |                                                                                                   |
| 17 juin 2021 15h00 CEST | ( Karavaïev) Iarmolenko 29e · ( Iarmolenko) Iaremtchouk 34e | (2 - 0) | 57e Alioski       | Spectateurs : 10 001 Arbitrage : Fernando Rapallini Arbitre vidéo : Alejandro Hernández Hernández | Spectateurs : 10 001 Arbitrage : Fernando Rapallini Arbitre vidéo : Alejandro Hernández Hernández |
| 17 juin 2021 15h00 CEST | Rapport                                                     |         |                   | Spectateurs : 10 001 Arbitrage : Fernando Rapallini Arbitre vidéo : Alejandro Hernández Hernández | Spectateurs : 10 001 Arbitrage : Fernando Rapallini Arbitre vidéo : Alejandro Hernández Hernández |

| Match 18                | Pays-Bas                                 | 2 - 0   | Autriche | Johan Cruyff Arena, Amsterdam                                            |                                                                          |
| 17 juin 2021 21h00 CEST | Depay 11e (pen.) · ( Malen) Dumfries 67e | (1 - 0) |          | Spectateurs : 15 243 Arbitrage : Orel Grinfeld Arbitre vidéo : Paweł Gil | Spectateurs : 15 243 Arbitrage : Orel Grinfeld Arbitre vidéo : Paweł Gil |
| 17 juin 2021 21h00 CEST | Rapport                                  |         |          | Spectateurs : 15 243 Arbitrage : Orel Grinfeld Arbitre vidéo : Paweł Gil | Spectateurs : 15 243 Arbitrage : Orel Grinfeld Arbitre vidéo : Paweł Gil |

#### 3ejournée
| Match 27                | Macédoine du Nord | 0 - 3   | Pays-Bas                                                             | Johan Cruyff Arena, Amsterdam                                                 |                                                                               |
| 21 juin 2021 18h00 CEST |                   | (0 - 1) | 24e Depay (Malen ) · 51e Wijnaldum (Depay ) · 58e Wijnaldum (Depay ) | Spectateurs : 15 227 Arbitrage : István Kovács Arbitre vidéo : Marco di Bello | Spectateurs : 15 227 Arbitrage : István Kovács Arbitre vidéo : Marco di Bello |
| 21 juin 2021 18h00 CEST | Rapport           |         |                                                                      | Spectateurs : 15 227 Arbitrage : István Kovács Arbitre vidéo : Marco di Bello | Spectateurs : 15 227 Arbitrage : István Kovács Arbitre vidéo : Marco di Bello |

| Match 28                | Ukraine | 0 - 1   | Autriche                 | Arena Națională, Bucarest                                                         |                                                                                   |
| 21 juin 2021 18h00 CEST |         | (0 - 1) | 21e Baumgartner (Alaba ) | Spectateurs : 10 472 Arbitrage : Cüneyt Çakır Arbitre vidéo : Massimiliano Irrati | Spectateurs : 10 472 Arbitrage : Cüneyt Çakır Arbitre vidéo : Massimiliano Irrati |
| 21 juin 2021 18h00 CEST | Rapport |         |                          | Spectateurs : 10 472 Arbitrage : Cüneyt Çakır Arbitre vidéo : Massimiliano Irrati | Spectateurs : 10 472 Arbitrage : Cüneyt Çakır Arbitre vidéo : Massimiliano Irrati |

Le groupe C est l'une des deux poules de la compétition dont les deux pays hôtes ne sont pas tête de série. De ce fait, l'Ukraine savait avant le tirage au sort qu'elle serait versée dans le groupe C, car ne pouvant pas être dans le même groupe que la Russie. Considérée comme une surprise potentielle de l'Euro, la Zbirna ukrainienne doit son statut de tête de série à une campagne de qualification réussie où elle est parvenue à devancer le champion d'Europe portugais (2-1 ; 0-0) et à étriller la Serbie (5-0). Néanmoins, les Pays-Bas restent les favoris du groupe C. Les Oranjes néerlandais font leur retour en compétition après leurs absences à l'Euro 2016 et la Coupe du monde 2018. La non-qualification de la Roumanie leur assure de jouer leurs trois matchs de poule à domicile à Amsterdam. L'Autriche bénéficie d'un large contingent de joueurs évoluant en Allemagne bien qu'elle n'ait jamais remporté de victoire en phase finale de l'Euro. La Macédoine du Nord participe à sa première compétition internationale et fait office de petit poucet, bien que les Lions rouges aient remportés quelques succès dont la surprenante victoire en Allemagne (2-1) aux éliminatoires de la Coupe du monde 2022.
Lors du premier match du groupe, la Macédoine du Nord tient pendant longtemps la dragée haute aux Autrichiens mais doit finalement s'incliner après avoir encaissé deux buts dans le dernier quart d'heure (3-1). L'Autriche remporte ainsi la première victoire de son histoire dans cette compétition et son premier match dans une grande compétition depuis 31 ans. De leur côté, les Pays-Bas battent difficilement l'Ukraine (3-2) au terme d'un match riche en rebondissements. Après une première période entraînante mais sans but, les Pays-Bas enflamment le match en seconde période en marquant deux buts en quelques minutes par Georginio Wijnaldum et Wout Weghorst, mais les Ukrainiens reviennent à 2-2 grâce à Andri Iarmolenko et Roman Iaremtchouk. Il faut attendre les cinq dernières minutes pour que Denzel Dumfries offre la victoire aux Néerlandais. Deux équipes connaissent leur sort dès la deuxième journée. Les Pays-Bas, qui remportent à domicile leur deuxième match face à une Autriche trop peu entreprenante (2-0), s'assurent la première place tout en officialisant l'élimination de la Macédoine du Nord, battue quelques heures auparavant et assurée de terminer dernière du groupe. En effet, l'Ukraine se relance en marquant deux buts en 1re mi-temps par les mêmes Andri Iarmolenko et Roman Iaremtchouk, bien que la Macédoine du Nord oppose une forte résistance en 2de mi-temps (2-1). Dans un match sans enjeu, les Pays-Bas battent la Macédoine du Nord lors d'un match marqué par les adieux du leader macédonien Goran Pandev qui met fin à sa carrière internationale (3-0),. Le match entre l'Ukraine et l'Autriche est un « seizième de finale ». Alors qu'un match nul peut qualifier les deux équipes, scénario exclu par le sélectionneur ukrainien Andri Chevtchenko, l'Autriche décroche sa première qualification pour la phase à élimination directe de l'Euro en battant une équipe d'Ukraine méconnaissable en ballotage défavorable dans le classement des 3e (1-0). Les Ukrainiens se qualifient de justesse grâce aux défaites de la Russie et de la Finlande dans le groupe B, puis de la Slovaquie et de la Pologne dans le groupe E.

### Groupe D (LondresetGlasgow)
| v · m | Équipe     | Pts | J | G | N | P | Bp | Bc | Diff |
| ----- | ---------- | --- | - | - | - | - | -- | -- | ---- |
| 1     | Angleterre | 7   | 3 | 2 | 1 | 0 | 2  | 0  | +2   |
| 2     | Croatie    | 4   | 3 | 1 | 1 | 1 | 4  | 3  | +1   |
| 3     | Tchéquie   | 4   | 3 | 1 | 1 | 1 | 3  | 2  | +1   |
| 4     | Écosse     | 1   | 3 | 0 | 1 | 2 | 1  | 5  | -4   |

#### 1rejournée
| Match 5                 | Angleterre               | 1 - 0   | Croatie | Stade de Wembley, Londres                                                           |                                                                                     |
| 13 juin 2021 15h00 CEST | ( Phillips) Sterling 57e | (0 - 0) |         | Spectateurs : 18 497 Arbitrage : Daniele Orsato Arbitre vidéo : Massimiliano Irrati | Spectateurs : 18 497 Arbitrage : Daniele Orsato Arbitre vidéo : Massimiliano Irrati |
| 13 juin 2021 15h00 CEST | Rapport                  |         |         | Spectateurs : 18 497 Arbitrage : Daniele Orsato Arbitre vidéo : Massimiliano Irrati | Spectateurs : 18 497 Arbitrage : Daniele Orsato Arbitre vidéo : Massimiliano Irrati |

| Match 8                 | Écosse  | 0 - 2   | Tchéquie                          | Hampden Park, Glasgow                                                      |                                                                            |
| 14 juin 2021 15h00 CEST |         | (0 - 1) | 42e Schick (Coufal ) · 52e Schick | Spectateurs : 9 847 Arbitrage : Daniel Siebert Arbitre vidéo : Marco Fritz | Spectateurs : 9 847 Arbitrage : Daniel Siebert Arbitre vidéo : Marco Fritz |
| 14 juin 2021 15h00 CEST | Rapport |         |                                   | Spectateurs : 9 847 Arbitrage : Daniel Siebert Arbitre vidéo : Marco Fritz | Spectateurs : 9 847 Arbitrage : Daniel Siebert Arbitre vidéo : Marco Fritz |

#### 2ejournée
| Match 20                | Croatie                 | 1 - 1   | Tchéquie          | Hampden Park, Glasgow                                                                         |                                                                                               |
| 18 juin 2021 18h00 CEST | ( Kramarić) Perišić 47e | (0 - 1) | 37e (pen.) Schick | Spectateurs : 5 607 Arbitrage : Carlos del Cerro Grande Arbitre vidéo : Juan Martínez Munuera | Spectateurs : 5 607 Arbitrage : Carlos del Cerro Grande Arbitre vidéo : Juan Martínez Munuera |
| 18 juin 2021 18h00 CEST | Rapport                 |         |                   | Spectateurs : 5 607 Arbitrage : Carlos del Cerro Grande Arbitre vidéo : Juan Martínez Munuera | Spectateurs : 5 607 Arbitrage : Carlos del Cerro Grande Arbitre vidéo : Juan Martínez Munuera |

| Match 21                | Angleterre | 0 - 0 | Écosse | Stade de Wembley, Londres                                                                          | |
| 18 juin 2021 21h00 CEST |            |       |        | Spectateurs : 20 306 Arbitrage : Antonio Mateu Lahoz Arbitre vidéo : Alejandro Hernández Hernández | Spectateurs : 20 306 Arbitrage : Antonio Mateu Lahoz Arbitre vidéo : Alejandro Hernández Hernández |
| 18 juin 2021 21h00 CEST | Rapport    |       |        | Spectateurs : 20 306 Arbitrage : Antonio Mateu Lahoz Arbitre vidéo : Alejandro Hernández Hernández | Spectateurs : 20 306 Arbitrage : Antonio Mateu Lahoz Arbitre vidéo : Alejandro Hernández Hernández |

#### 3ejournée
| Match 31                | Tchéquie | 0 - 1   | Angleterre               | Stade de Wembley, Londres                                                        |                                                                                  |
| 22 juin 2021 21h00 CEST |          | (0 - 1) | 12e Sterling (Grealish ) | Spectateurs : 19 104 Arbitrage : Artur Soares Dias Arbitre vidéo : João Pinheiro | Spectateurs : 19 104 Arbitrage : Artur Soares Dias Arbitre vidéo : João Pinheiro |
| 22 juin 2021 21h00 CEST | Rapport  |         |                          | Spectateurs : 19 104 Arbitrage : Artur Soares Dias Arbitre vidéo : João Pinheiro | Spectateurs : 19 104 Arbitrage : Artur Soares Dias Arbitre vidéo : João Pinheiro |

| Match 32                | Croatie                                                               | 3 - 1   | Écosse       | Hampden Park, Glasgow                                                                            |                                                                                                  |
| 22 juin 2021 21h00 CEST | ( Perišić) Vlašić 17e · ( Kovačić) Modrić 62e · ( Modrić) Perišić 77e | (1 - 1) | 42e McGregor | Spectateurs : 9 896 Arbitrage : Fernando Rapallini Arbitre vidéo : Alejandro Hernández Hernández | Spectateurs : 9 896 Arbitrage : Fernando Rapallini Arbitre vidéo : Alejandro Hernández Hernández |
| 22 juin 2021 21h00 CEST | Rapport                                                               |         |              | Spectateurs : 9 896 Arbitrage : Fernando Rapallini Arbitre vidéo : Alejandro Hernández Hernández | Spectateurs : 9 896 Arbitrage : Fernando Rapallini Arbitre vidéo : Alejandro Hernández Hernández |

Le groupe D propose plusieurs affiches aux airs de retrouvailles. La Croatie, vice-championne du monde, a plusieurs fois rencontré l'Angleterre qu'elle a éliminée en demi-finale de la Coupe du monde 2018 (2-1, ap.) avant que les Three Lions ne prennent leur revanche sur les Vatreni en Ligue des nations (2-1). La Tchéquie et la Croatie ont été dans le même groupe à l'Euro 2016 et s'étaient neutralisées dans une rencontre perturbée par des jets de fumigènes croates. La Tchéquie retrouve également l'Angleterre à qui elle a infligé sa première défaite depuis 2009 aux éliminatoires (2-1) alors que les Anglais s'étaient largement imposés au match aller (5-0). Enfin, à la suite de sa victoire aux barrages de la phase qualificative, l'Écosse participe à nouveau à l'Euro, 25 ans après sa dernière participation lors de l'édition 1996. Du fait de la non-qualification directe de l'Écosse, l'Angleterre joue ses trois matchs de poule dans le stade de Wembley dont le match entre rivaux britanniques. L'Écosse bénéficie néanmoins de l'avantage de jouer deux matchs de poule à domicile, dans le stade Hampden Park de Glasgow. La Croatie et l'Angleterre, finaliste et demi-finaliste de la Coupe du monde 2018, sont favorites du groupe D. Les Anglais, portés par une jeune génération prometteuse notamment au milieu et en attaque (24,8 ans d'âge moyen, seulement 9 joueurs présents en 2018), ambitionnent d'atteindre au moins les demi-finales (par ailleurs disputées à Wembley), tandis que les Croates, auteurs d'une campagne 2018-2020 difficile qui a vu le vieillissement de plusieurs cadres, doivent vaincre la malédiction du vice-champion du monde. L'Italie en 1996, l'Allemagne en 2004, la France en 2008 et les Pays-Bas en 2012 ont tous été éliminés dès le premier tour de l'Euro qui a suivi leur parcours de finaliste.
Lors du 1er match, l’Angleterre prend sa revanche de la Coupe du monde sur la Croatie grâce à un but de Raheem Sterling sur un service de Kalvin Phillips (1-0). Dominateurs mais parfois maladroits dans le dernier geste, les Anglais remportent pour la première fois de leur histoire leur match d’ouverture d’un Championnat d'Europe. Dans l'autre match, la Tchéquie vient à bout de l'Écosse grâce à un doublé de Patrik Schick, qui inscrit notamment un but spectaculaire depuis le milieu du terrain, estimé à 45,5 mètres de distance (2-0). Les matches de la 2e journée se soldent par des scores nuls. L'Angleterre et l'Écosse se neutralisent (0-0), avec un seul tir cadré pour les premiers, et deux franches occasions de but pour les seconds dans un match marqué par la mauvaise performance du capitaine anglais et avant-centre Harry Kane, fustigé par la presse de son pays. Dans l'autre rencontre entre la Croatie et la Tchéquie, Ivan Perišić répond à un penalty transformé par Patrik Schick (à ce stade le meilleur buteur de l'Euro avec trois réalisations) qui s'est « fait justice » lui-même après avoir reçu un coup de coude de Dejan Lovren dans la surface, faute confirmée par la VAR (1-1). La Tchéquie et l'Angleterre sont qualifiées au minimum en tant que meilleurs 3e à la suite de la défaite de l'Ukraine et de la Finlande. Avant la dernière journée, les scénarios possibles du groupe prêtent à des calculs délicats. Dans le match décisif qui les oppose, la Croatie et l'Écosse doivent impérativement s'imposer pour se qualifier. Alors que l'Angleterre bat la Tchéquie d'un but rapide de Rahem Sterling dans un match fermé (1-0), la Croatie brise la malédiction des vice-champions du monde en marquant trois buts, dont un de l'extérieur du pied de Luka Modrić, contre une équipe d'Écosse combative (3-1). La Croatie devance la Tchéquie au nombre de buts marqués et s'empare in extremis de la 2e place.

### Groupe E (SévilleetSaint-Pétersbourg)
| v · m | Équipe    | Pts | J | G | N | P | Bp | Bc | Diff |
| ----- | --------- | --- | - | - | - | - | -- | -- | ---- |
| 1     | Suède     | 7   | 3 | 2 | 1 | 0 | 4  | 2  | +2   |
| 2     | Espagne   | 5   | 3 | 1 | 2 | 0 | 6  | 1  | +5   |
| 3     | Slovaquie | 3   | 3 | 1 | 0 | 2 | 2  | 7  | -5   |
| 4     | Pologne   | 1   | 3 | 0 | 1 | 2 | 4  | 6  | -2   |

#### 1rejournée
| Match 9                 | Pologne              | 1 - 2   | Slovaquie                                          | Stade Krestovski, Saint-Pétersbourg                                            |                                                                                |
| 14 juin 2021 18h00 CEST | ( Rybus) Linetty 46e | (0 - 1) | 18e (csc) Szczęsny (Mak ) · 69e Škriniar (Hamšík ) | Spectateurs : 12 862 Arbitrage : Ovidiu Hațegan Arbitre vidéo : Marco Di Bello | Spectateurs : 12 862 Arbitrage : Ovidiu Hațegan Arbitre vidéo : Marco Di Bello |
| 14 juin 2021 18h00 CEST | Rapport              |         |                                                    | Spectateurs : 12 862 Arbitrage : Ovidiu Hațegan Arbitre vidéo : Marco Di Bello | Spectateurs : 12 862 Arbitrage : Ovidiu Hațegan Arbitre vidéo : Marco Di Bello |

| Match 10                | Espagne | 0 - 0 | Suède | Stade La Cartuja, Séville                                                      |                                                                                |
| 14 juin 2021 21h00 CEST |         |       |       | Spectateurs : 10 559 Arbitrage : Slavko Vinčić Arbitre vidéo : Bastian Dankert | Spectateurs : 10 559 Arbitrage : Slavko Vinčić Arbitre vidéo : Bastian Dankert |
| 14 juin 2021 21h00 CEST | Rapport |       |       | Spectateurs : 10 559 Arbitrage : Slavko Vinčić Arbitre vidéo : Bastian Dankert | Spectateurs : 10 559 Arbitrage : Slavko Vinčić Arbitre vidéo : Bastian Dankert |

#### 2ejournée
| Match 19                | Suède               | 1 - 0   | Slovaquie | Stade Krestovski, Saint-Pétersbourg                                         |                                                                             |
| 18 juin 2021 15h00 CEST | Forsberg 77e (pen.) | (0 - 0) |           | Spectateurs : 11 525 Arbitrage : Daniel Siebert Arbitre vidéo : Marco Fritz | Spectateurs : 11 525 Arbitrage : Daniel Siebert Arbitre vidéo : Marco Fritz |
| 18 juin 2021 15h00 CEST | Rapport             |         |           | Spectateurs : 11 525 Arbitrage : Daniel Siebert Arbitre vidéo : Marco Fritz | Spectateurs : 11 525 Arbitrage : Daniel Siebert Arbitre vidéo : Marco Fritz |

| Match 24                | Espagne              | 1 - 1   | Pologne                    | Stade La Cartuja, Séville                                                           |                                                                                     |
| 19 juin 2021 21h00 CEST | ( Moreno) Morata 25e | (1 - 0) | 54e Lewandowski (Jóźwiak ) | Spectateurs : 11 742 Arbitrage : Daniele Orsato Arbitre vidéo : Massimiliano Irrati | Spectateurs : 11 742 Arbitrage : Daniele Orsato Arbitre vidéo : Massimiliano Irrati |
| 19 juin 2021 21h00 CEST | Rapport              |         |                            | Spectateurs : 11 742 Arbitrage : Daniele Orsato Arbitre vidéo : Massimiliano Irrati | Spectateurs : 11 742 Arbitrage : Daniele Orsato Arbitre vidéo : Massimiliano Irrati |

#### 3ejournée
| Match 33                | Suède                                                                   | 3 - 2   | Pologne                                                      | Stade Krestovski, Saint-Pétersbourg                                            |                                                                                |
| 23 juin 2021 18h00 CEST | Forsberg 2e · ( Kulusevski) Forsberg 59e · ( Kulusevski) Claesson 90+4e | (1 - 0) | 61e Lewandowski (Zieliński ) · 84e Lewandowski (Frankowski ) | Spectateurs : 14 252 Arbitrage : Michael Oliver Arbitre vidéo : Chris Kavanagh | Spectateurs : 14 252 Arbitrage : Michael Oliver Arbitre vidéo : Chris Kavanagh |
| 23 juin 2021 18h00 CEST | Rapport                                                                 |         |                                                              | Spectateurs : 14 252 Arbitrage : Michael Oliver Arbitre vidéo : Chris Kavanagh | Spectateurs : 14 252 Arbitrage : Michael Oliver Arbitre vidéo : Chris Kavanagh |

| Match 34                | Slovaquie | 0 - 5   | Espagne | Stade La Cartuja, Séville                                                          |                                                                                    |
| 23 juin 2021 18h00 CEST |           | (0 - 2) | 30e (csc) Dúbravka (Sarabia ) · 45+3e Laporte (Moreno ) · 56e Sarabia (Alba ) · 67e F. Torres (Sarabia ) · 71e (csc) Kucka (P. Torres ) | Spectateurs : 11 204 Arbitrage : Björn Kuipers Arbitre vidéo : Pol van Boekel (en) | Spectateurs : 11 204 Arbitrage : Björn Kuipers Arbitre vidéo : Pol van Boekel (en) |
| 23 juin 2021 18h00 CEST | Rapport   |         | | Spectateurs : 11 204 Arbitrage : Björn Kuipers Arbitre vidéo : Pol van Boekel (en) | Spectateurs : 11 204 Arbitrage : Björn Kuipers Arbitre vidéo : Pol van Boekel (en) |

Les matchs du groupe E devaient initialement être disputés à Bilbao et Dublin. En raison d'un manque de garanties sur la présence minimale de 25 % du public à cause de la pandémie de Covid-19, l'UEFA annonce le 23 avril 2021 que les matchs de Bilbao sont relocalisés à Séville et ceux de Dublin à Saint-Pétersbourg. Du fait de la non-qualification de l'Irlande, l'Espagne, favorite du groupe, joue à domicile ses trois matchs de poule, bien qu'elle se présente avec une équipe inexpérimentée et privée de son meneur Sergio Ramos. Malgré une qualification obtenue aisément, la Roja a connu quelques faux-pas qui interrogent comme une défaite en Ukraine (0-1) ou un nul en Suisse (1-1). Elle reste sur une préparation perturbée par le Covid-19, tout comme la Suède. Après avoir atteint les quarts de finale de la Coupe du monde 2018, les Blågult suédois du capitaine Andreas Granqvist ont le statut d'outsiders du groupe. En mars 2021, le retour d'un Zlatan Ibrahimović âgé de 39 ans suscite l'agitation médiatique, mais celui-ci doit déclarer forfait pour blessure. Malgré cela, la Suède reste l'une des sélections les plus âgées de l'Euro (28,7 ans de moyenne d'âge). Elle repose sur un important groupe de joueurs qui évoluent en Russie dont le trio Viktor Claesson, Kristoffer Olsson et Marcus Berg qui évoluent au seul FK Krasnodar. L'autre outsider du groupe est la Pologne qui reste sur une élimination dès le 1er tour de la Coupe du monde 2018 après avoir atteint les quarts de finale de l'Euro 2016. Bien que la Pologne se soit qualifiée sans encombre pour la compétition, le sélectionneur Jerzy Brzęczek a été démis de ses fonctions à la surprise générale et remplacé par Paulo Souza. La Slovaquie a connu une phase qualificative difficile où le sélectionneur Pavel Hapal a été remplacé par Štefan Tarkovič. Elle se qualifie pour l'Euro en passant par les barrages, venant à bout de l'Irlande (0-0, tab 4-2) et de l'Irlande du Nord (2-1 ap.).
Dans le match d'ouverture du groupe, la Slovaquie surprend son voisin polonais et s'impose (2-1). Quelques heures plus tard, Espagnols et Suédois se quittent sur un terne match nul (0-0), le premier sans but de la compétition. Le 18 juin, pour les deuxièmes matches du groupe, la Suède s'impose dans la douleur face à la Slovaquie, sur un penalty marqué en fin de match par Emil Forsberg après une faute du gardien Martin Dúbravka sur Robin Quaison (1-0). Cela permet à l'équipe suédoise de prendre une option sur la qualification en huitièmes de finale. Dans l'autre rencontre de cette deuxième journée, l'Espagne ne parvient pas à battre la Pologne, malgré un penalty tiré et raté par Gerard Moreno. Alvaro Morata avait ouvert le score en première mi-temps, mais en s'élevant plus haut que tout le monde, Robert Lewandowski égalise de la tête dans le deuxième acte (1-1). Ce résultat fait les affaires de la Suède, en tête avec 4 points, alors que la Pologne, dernière avec 1 point, conserve une chance de se qualifier pour les huitièmes de finale à condition de gagner son match. La dernière journée, à suspense, offre plusieurs rebondissements. Quelques minutes après avoir repoussé un penalty d'Álvaro Morata, le gardien slovaque Martin Dúbravka commet une erreur qui permet à l'Espagne d'ouvrir le score. La Slovaquie s'incline lourdement et est éliminée de la compétition (0-5). Dans l'autre rencontre à Saint-Pétersbourg, la Suède prend l'avantage grâce à un doublé d'Emil Forsberg et se classe 1re du groupe avant que Robert Lewandowski, qui a trouvé aussi la barre transversale, n'égalise pour la Pologne par un doublé à son tour à cinq minutes de la fin du temps réglementaire, reléguant la Suède à la 2e place derrière l'Espagne. En toute fin de match, alors que la Pologne pousse pour marquer le but de la qualification, Viktor Claesson redonne l'avantage à la Suède qui reprend sa 1re place (3-2). Elle affrontera l'Ukraine en huitièmes de finale, équipe qu'elle a contribué à sauver par son résultat. Encore battue en Russie, la Pologne est éliminée dès le 1er tour comme à la Coupe du monde 2018.

### Groupe F (MunichetBudapest)

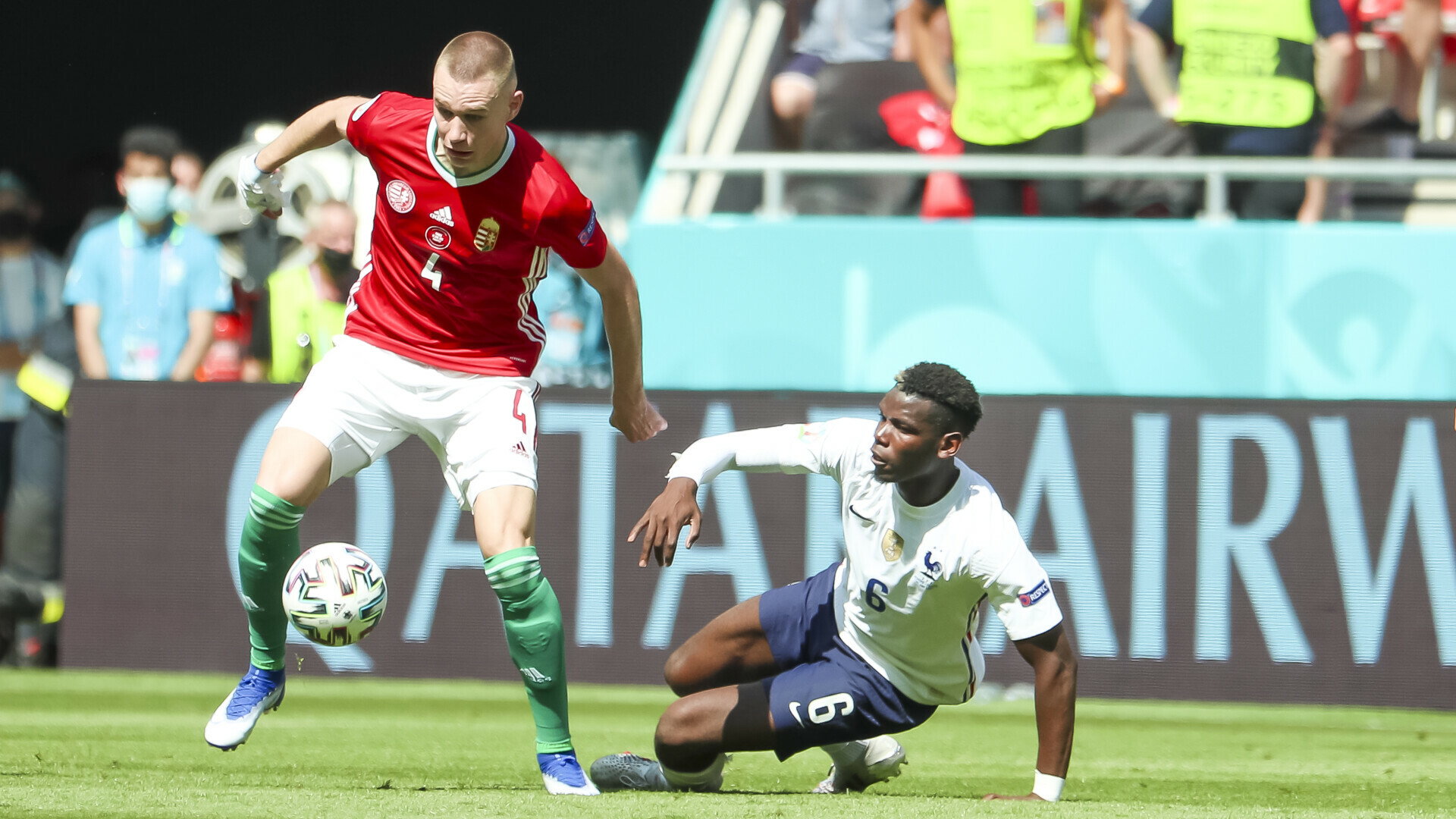
Hongrie vs France

| v · m | Équipe    | Pts | J | G | N | P | Bp | Bc | Diff |
| ----- | --------- | --- | - | - | - | - | -- | -- | ---- |
| 1     | France    | 5   | 3 | 1 | 2 | 0 | 4  | 3  | +1   |
| 2     | Allemagne | 4   | 3 | 1 | 1 | 1 | 6  | 5  | +1   |
| 3     | Portugal  | 4   | 3 | 1 | 1 | 1 | 7  | 6  | +1   |
| 4     | Hongrie   | 2   | 3 | 0 | 2 | 1 | 3  | 6  | -3   |

#### 1rejournée
| Match 11                | Hongrie | 0 - 3   | Portugal                                                           | Stade Ferenc-Puskás, Budapest                                                     |                                                                                   |
| 15 juin 2021 18h00 CEST |         | (0 - 0) | 84e Guerreiro (Rafa ) · 87e (pen.) Ronaldo · 90+2e Ronaldo (Rafa ) | Spectateurs : 55 662 Arbitrage : Cüneyt Çakır Arbitre vidéo : Massimiliano Irrati | Spectateurs : 55 662 Arbitrage : Cüneyt Çakır Arbitre vidéo : Massimiliano Irrati |
| 15 juin 2021 18h00 CEST | Rapport |         |                                                                    | Spectateurs : 55 662 Arbitrage : Cüneyt Çakır Arbitre vidéo : Massimiliano Irrati | Spectateurs : 55 662 Arbitrage : Cüneyt Çakır Arbitre vidéo : Massimiliano Irrati |

| Match 12                | France            | 1 - 0   | Allemagne | Allianz Arena, Munich                                                                          |                                                                                                |
| 15 juin 2021 21h00 CEST | Hummels 19e (csc) | (1 - 0) |           | Spectateurs : 13 000 Arbitrage : Carlos del Cerro Grande Arbitre vidéo : Juan Martínez Munuera | Spectateurs : 13 000 Arbitrage : Carlos del Cerro Grande Arbitre vidéo : Juan Martínez Munuera |
| 15 juin 2021 21h00 CEST | Rapport           |         |           | Spectateurs : 13 000 Arbitrage : Carlos del Cerro Grande Arbitre vidéo : Juan Martínez Munuera | Spectateurs : 13 000 Arbitrage : Carlos del Cerro Grande Arbitre vidéo : Juan Martínez Munuera |

#### 2ejournée
| Match 22                | Hongrie               | 1 - 1   | France        | Stade Ferenc-Puskás, Budapest                                                  |                                                                                |
| 19 juin 2021 15h00 CEST | ( Sallai) Fiola 45+2e | (1 - 0) | 66e Griezmann | Spectateurs : 55 998 Arbitrage : Michael Oliver Arbitre vidéo : Chris Kavanagh | Spectateurs : 55 998 Arbitrage : Michael Oliver Arbitre vidéo : Chris Kavanagh |
| 19 juin 2021 15h00 CEST | Rapport               |         |               | Spectateurs : 55 998 Arbitrage : Michael Oliver Arbitre vidéo : Chris Kavanagh | Spectateurs : 55 998 Arbitrage : Michael Oliver Arbitre vidéo : Chris Kavanagh |

| Match 23                | Portugal                                  | 2 - 4   | Allemagne                                                                            | Allianz Arena, Munich                                                          |                                                                                |
| 19 juin 2021 18h00 CEST | ( Jota) Ronaldo 15e · ( Ronaldo) Jota 67e | (1 - 2) | 35e (csc) Dias · 39e (csc) Guerreiro · 51e Havertz (Gosens ) · 60e Gosens (Kimmich ) | Spectateurs : 12 926 Arbitrage : Anthony Taylor Arbitre vidéo : Stuart Attwell | Spectateurs : 12 926 Arbitrage : Anthony Taylor Arbitre vidéo : Stuart Attwell |
| 19 juin 2021 18h00 CEST | Rapport                                   |         |                                                                                      | Spectateurs : 12 926 Arbitrage : Anthony Taylor Arbitre vidéo : Stuart Attwell | Spectateurs : 12 926 Arbitrage : Anthony Taylor Arbitre vidéo : Stuart Attwell |

#### 3ejournée
| Match 35                | Portugal                                | 2 - 2   | France                                      | Stade Ferenc-Puskás, Budapest                                                                           | |
| 23 juin 2021 21h00 CEST | Ronaldo 31e (pen.) · Ronaldo 60e (pen.) | (1 - 1) | 45+2e (pen.) Benzema · 47e Benzema (Pogba ) | Spectateurs : 54 886 Arbitrage : Antonio Mateu Lahoz Arbitre vidéo : Alejandro Hernández Hernández (en) | Spectateurs : 54 886 Arbitrage : Antonio Mateu Lahoz Arbitre vidéo : Alejandro Hernández Hernández (en) |
| 23 juin 2021 21h00 CEST | Rapport                                 |         |                                             | Spectateurs : 54 886 Arbitrage : Antonio Mateu Lahoz Arbitre vidéo : Alejandro Hernández Hernández (en) | Spectateurs : 54 886 Arbitrage : Antonio Mateu Lahoz Arbitre vidéo : Alejandro Hernández Hernández (en) |

| Match 36                | Allemagne                             | 2 - 2   | Hongrie                                      | Allianz Arena, Munich                                                               |                                                                                     |
| 23 juin 2021 21h00 CEST | ( Hummels) Havertz 66e · Goretzka 84e | (0 - 1) | 11e Szalai (Sallai ) · 68e Schäfer (Szalai ) | Spectateurs : 12 413 Arbitrage : Sergei Karasev Arbitre vidéo : Massimiliano Irrati | Spectateurs : 12 413 Arbitrage : Sergei Karasev Arbitre vidéo : Massimiliano Irrati |
| 23 juin 2021 21h00 CEST | Rapport                               |         |                                              | Spectateurs : 12 413 Arbitrage : Sergei Karasev Arbitre vidéo : Massimiliano Irrati | Spectateurs : 12 413 Arbitrage : Sergei Karasev Arbitre vidéo : Massimiliano Irrati |

Le groupe F, dont les rencontres se jouent à Munich et Budapest, est le plus relevé de la compétition et a été qualifié de « groupe de la mort » avec le tenant du titre et les deux derniers champions du monde en titre. Championne du monde en titre en 2018 mais autrice d'une double contre-performance contre la Turquie aux éliminatoires (1-1 ; 0-2), la France de Didier Deschamps ambitionne de reproduire le doublé historique Coupe du monde-Euro qu'elle avait réalisé en 1998-2000. Parmi les vingt-six sélectionnés de l'équipe de France, quatorze joueurs ont participé à la victoire en Coupe du monde 2018. L'effectif comprend quatre joueurs du Bayern Munich qui a remporté la Ligue des champions, ainsi que Marcus Thuram, fils de Lilian Thuram, et Karim Benzema qui effectue son retour chez les Bleus après cinq ans d'absence. Tenant du titre, le Portugal reste sur une Coupe du monde 2018 moyenne et un parcours qualificatif compliqué qui l'a vu terminer derrière l'Ukraine (0-0 ; 1-2), d'où son positionnement dans le 3e chapeau du tirage au sort. Il dispose néanmoins d'un mélange avantageux de joueurs d'expérience et de jeunes. Cristiano Ronaldo est le joueur le plus capé de l'Euro avec 174 sélections (cinquième participation à un Euro). Onze joueurs sélectionnés ont contribué à la victoire portugaise à l'Euro 2016 contre la France (1-0 ap.). La Selecção comprend quatre joueurs des Wolverhampton Wanderers, club qui bénéficie du réseau de l'agent de Cristiano Ronaldo Jorge Mendes. Double demi-finaliste de l'Euro, l'Allemagne reste sur une élimination dès le 1er tour de la Coupe du monde 2018 par la Corée du Sud (0-2). Malgré une qualification obtenue aisément, la Mannschaft a subi plusieurs revers inquiétants comme la correction contre l'Espagne en Ligue des nations (0-6) ou le revers à domicile contre la Macédoine du Nord aux éliminatoires du Mondial 2022 (1-2). La sélection comprend huit joueurs du Bayern Munich et cinq joueurs de l'effectif vainqueur de la Coupe du monde 2014. Manuel Neuer, Mats Hummels, Toni Kroos et Thomas Müller participent à leur troisième Euro et le sélectionneur Joachim Löw entame son quatrième Euro. La Hongrie de Marco Rossi, qui retrouve le Portugal dans son groupe comme en 2016, a arraché sa qualification contre l'Islande en barrages de l'Euro 2020 (2-1) après avoir terminé 4e de son groupe. Neuf joueurs ont fait partie de l'équipe huitième de finaliste de l'Euro 2016. Touchée par plusieurs blessures, la Hongrie est privée de son joueur vedette Dominik Szoboszlai, blessé, mais aussi du milieu Zsolt Kalmár et du défenseur Szilveszter Hangya. Péter Gulásci du RB Leipzig a succédé au gardien Gábor Király. Willi Orbán et le jeune Attila Szalai tiennent la défense. Le capitaine Ádám Szalai mène le secteur offensif qui comprend aussi Roland Sallai, tandis que le milieu est soutenu par Ádám Nagy et László Kleinheisler ainsi que le joueur d'origine française Loïc Nego. Pays hôte, la Hongrie bénéficie de l'avantage d'être le seul pays à ne pas avoir de limite d'affluence dans sa Puskás Arena.
Lors de la 1re journée dans un stade Ferenc-Puskás à guichets fermés, la Hongrie met en difficulté le Portugal qui ne s'impose qu'en fin de match avec trois buts dont un doublé de Cristiano Ronaldo (3-0). Ce dernier bat le record de buts et d'apparitions à l'Euro avec 11 buts, dépassant Michel Platini, et 39 apparitions. Peu avant le coup d'envoi de la revanche de la demi-finale de l'Euro 2016 entre les deux derniers champions du monde allemand et français, l'Allianz Arena de Munich évite de justesse un drame ; un militant de Greenpeace heurte le câble de la Spidercam en paramoteur dans le ciel munichois et effectue une chute à grande vitesse dans l'enceinte, se blessant avec deux personnes. Après cette frayeur, la France bat l'Allemagne grâce à un but contre son camp de Mats Hummels (1-0). Les Bleus retrouvent la solidité défensive qui les avait conduits au titre mondial en 2018, s'appuyant sur leur milieu de terrain Adrien Rabiot, N'Golo Kanté et Paul Pogba, élu homme du match. Dans l'ambiance « brûlante » des 33 °C (37 °C au ressenti) d'une Puskás Arena pleine à craquer, les Magyarok hongrois, portés par le public, secouent le champion du monde français et ouvrent le score par Attila Fiola sur contre-attaque. C'est la première fois en onze matchs que l'équipe de France est menée à la mi-temps. Elle égalise néanmoins en 2e mi-temps par Antoine Griezmann (1-1). Les Hongrois célèbrent le nul comme une victoire. L'autre rencontre voit l'Allemagne renverser le Portugal au terme d'un match spectaculaire après avoir encaissé l'ouverture du score (4-2). Avant la 3e journée, la France valide sa qualification au minimum comme meilleure 3e à la suite des défaites de l'Ukraine, de la Russie et de la Finlande. Toutes les autres équipes du groupe peuvent se qualifier en gagnant leur match. La rencontre Allemagne - Hongrie, dont l'avant-match est marqué par le Rainbowgate, voit l'ouverture du score surprenante de la Hongrie par Ádám Szalai qui élimine provisoirement l'Allemagne. Dans la revanche de la finale de l'Euro 2016, le Portugal ouvre le score contre la France sur un penalty de Cristiano Ronaldo ce qui lui permet de prendre provisoirement la tête du groupe. Cependant, un doublé de Karim Benzema sur penalty en fin de 1re mi-temps puis sur un tir croisé au début du 2d acte donne l'avantage à la France et relègue provisoirement le Portugal en 4e position, synonyme d'élimination. Un nouveau penalty transformé par Cristiano Ronaldo, qui marque pour la 109e fois en sélection et égale le record d'Ali Daei en équipe d'Iran, redresse le Portugal, ce qui assure sa qualification (2-2). En Allemagne, la Hongrie répond à l'égalisation allemande de Kai Havertz de la 66e minute par un but d'András Schäfer à la 68e. La Mannschaft se retrouve de nouveau éliminée jusqu'à l'égalisation de Leon Goretzka à la 84e minute (2-2). La France termine 1re, suivie de l'Allemagne 2e et du Portugal parmi les meilleurs 3e (comme en 2016), deux favoris qui ont risqué l'élimination, puis de la Hongrie 4e dont la prestation « héroïque » est saluée par la presse locale et internationale.

### Meilleurs troisièmes

#### Classement
Quatre équipes classées troisièmes de leur poule sont repêchées pour compléter le tableau des huitièmes de finale. Pour désigner les 4 meilleurs troisièmes (parmi les 6 au total), un classement est effectué en comparant les résultats dans leur groupe respectif de chacune des équipes :
Règles de départage :
1. Plus grand nombre de points obtenus ;
2. Meilleure différence de buts ;
3. Plus grand nombre de buts marqués ;
4. Plus petit nombre de points disciplinaires. Barème : deux cartons jaunes dans le même match ou un carton rouge direct donnent -3 points, et un carton jaune donne -1 point ;
5. Position dans le classement général des éliminatoires.

| Rang | Équipe             | Pts | J | G | N | P | Bp | Bc | Diff |
| ---- | ------------------ | --- | - | - | - | - | -- | -- | ---- |
| 1    | Portugal (Grp. F)  | 4   | 3 | 1 | 1 | 1 | 7  | 6  | +1   |
| 2    | Tchéquie (Grp. D)  | 4   | 3 | 1 | 1 | 1 | 3  | 2  | +1   |
| 3    | Suisse (Grp. A)    | 4   | 3 | 1 | 1 | 1 | 4  | 5  | -1   |
| 4    | Ukraine (Grp. C)   | 3   | 3 | 1 | 0 | 2 | 4  | 5  | -1   |
| 5    | Finlande (Grp. B)  | 3   | 3 | 1 | 0 | 2 | 1  | 3  | -2   |
| 6    | Slovaquie (Grp. E) | 3   | 3 | 1 | 0 | 2 | 2  | 7  | -5   |

Le Portugal, la Tchéquie, la Suisse et l'Ukraine sont qualifiés pour les huitièmes de finale.

#### Appariements en huitièmes de finale
Puisque quatre des six groupes placent une troisième équipe dans le tableau final, les différentes combinaisons formées par les groupes de provenance des équipes qualifiées servent à les répartir contre les premiers des groupes B, C, E et F (voir tableau final ci-dessus), comme suit :
| Groupes d'origine des meilleurs 3e | Groupes d'origine des meilleurs 3e | Groupes d'origine des meilleurs 3e | Groupes d'origine des meilleurs 3e | Groupes d'origine des meilleurs 3e | Groupes d'origine des meilleurs 3e | Adversaires de | Adversaires de | Adversaires de | Adversaires de |
| Groupes d'origine des meilleurs 3e | Groupes d'origine des meilleurs 3e | Groupes d'origine des meilleurs 3e | Groupes d'origine des meilleurs 3e | Groupes d'origine des meilleurs 3e | Groupes d'origine des meilleurs 3e | [1B] Belgique  | [1C] Pays-Bas  | [1E] Suède     | [1F] France    |
| ---------------------------------- | ---------------------------------- | ---------------------------------- | ---------------------------------- | ---------------------------------- | ---------------------------------- | -------------- | -------------- | -------------- | -------------- |
| A                                  | B                                  | C                                  | D                                  |                                    |                                    | [3A] Suisse    | [3D] Tchéquie  | [3B] Finlande  | [3C] Ukraine   |
| A                                  | B                                  | C                                  |                                    | E                                  |                                    | [3A] Suisse    | [3E] Slovaquie | [3B] Finlande  | [3C] Ukraine   |
| A                                  | B                                  | C                                  |                                    |                                    | F                                  | [3A] Suisse    | [3F] Portugal  | [3B] Finlande  | [3C] Ukraine   |
| A                                  | B                                  |                                    | D                                  | E                                  |                                    | [3D] Tchéquie  | [3E] Slovaquie | [3A] Suisse    | [3B] Finlande  |
| A                                  | B                                  |                                    | D                                  |                                    | F                                  | [3D] Tchéquie  | [3F] Portugal  | [3A] Suisse    | [3B] Finlande  |
| A                                  | B                                  |                                    |                                    | E                                  | F                                  | [3E] Slovaquie | [3F] Portugal  | [3B] Finlande  | [3A] Suisse    |
| A                                  |                                    | C                                  | D                                  | E                                  |                                    | [3E] Slovaquie | [3D] Tchéquie  | [3C] Ukraine   | [3A] Suisse    |
| A                                  |                                    | C                                  | D                                  |                                    | F                                  | [3F] Portugal  | [3D] Tchéquie  | [3C] Ukraine   | [3A] Suisse    |
| A                                  |                                    | C                                  |                                    | E                                  | F                                  | [3E] Slovaquie | [3F] Portugal  | [3C] Ukraine   | [3A] Suisse    |
| A                                  |                                    |                                    | D                                  | E                                  | F                                  | [3E] Slovaquie | [3F] Portugal  | [3D] Tchéquie  | [3A] Suisse    |
|                                    | B                                  | C                                  | D                                  | E                                  |                                    | [3E] Slovaquie | [3D] Tchéquie  | [3B] Finlande  | [3C] Ukraine   |
|                                    | B                                  | C                                  | D                                  |                                    | F                                  | [3F] Portugal  | [3D] Tchéquie  | [3C] Ukraine   | [3B] Finlande  |
|                                    | B                                  | C                                  |                                    | E                                  | F                                  | [3F] Portugal  | [3E] Slovaquie | [3C] Ukraine   | [3B] Finlande  |
|                                    | B                                  |                                    | D                                  | E                                  | F                                  | [3F] Portugal  | [3E] Slovaquie | [3D] Tchéquie  | [3B] Finlande  |
|                                    |                                    | C                                  | D                                  | E                                  | F                                  | [3F] Portugal  | [3E] Slovaquie | [3D] Tchéquie  | [3C] Ukraine   |

- Combinaison réalisée

## Phase à élimination directe

### Tableau final
|  | Huitièmes de finale                          | Huitièmes de finale                               |            |         | Quarts de finale                       | Quarts de finale                       |  |  | Demi-finales                               | Demi-finales                               |  |  | Finale                                      | Finale                                      |
|  | Huitièmes de finale                          | Huitièmes de finale                               |            |         | Quarts de finale                       | Quarts de finale                       |  |  | Demi-finales                               | Demi-finales                               |  |  | Finale                                      | Finale                                      |
|  |                                              |                                                   |            |         |                                        |                                        |  |  |                                            |                                            |  |  |                                             |                                             |
|  | 27 juin 2021 - Stade La Cartuja, Séville     | 27 juin 2021 - Stade La Cartuja, Séville          |            |         | 2 juillet 2021 - Allianz Arena, Munich | 2 juillet 2021 - Allianz Arena, Munich |  |  | 6 juillet 2021 - Stade de Wembley, Londres | 6 juillet 2021 - Stade de Wembley, Londres |  |  | 11 juillet 2021 - Stade de Wembley, Londres | 11 juillet 2021 - Stade de Wembley, Londres |
|  | 27 juin 2021 - Stade La Cartuja, Séville     | 27 juin 2021 - Stade La Cartuja, Séville          |            |         | 2 juillet 2021 - Allianz Arena, Munich | 2 juillet 2021 - Allianz Arena, Munich |  |  | 6 juillet 2021 - Stade de Wembley, Londres | 6 juillet 2021 - Stade de Wembley, Londres |  |  | 11 juillet 2021 - Stade de Wembley, Londres | 11 juillet 2021 - Stade de Wembley, Londres |
|  | Belgique                                     | 1                                                 |            |         | 2 juillet 2021 - Allianz Arena, Munich | 2 juillet 2021 - Allianz Arena, Munich |  |  | 6 juillet 2021 - Stade de Wembley, Londres | 6 juillet 2021 - Stade de Wembley, Londres |  |  | 11 juillet 2021 - Stade de Wembley, Londres | 11 juillet 2021 - Stade de Wembley, Londres |
|  | Belgique                                     | 1                                                 |            |         | 2 juillet 2021 - Allianz Arena, Munich | 2 juillet 2021 - Allianz Arena, Munich |  |  | 6 juillet 2021 - Stade de Wembley, Londres | 6 juillet 2021 - Stade de Wembley, Londres |  |  | 11 juillet 2021 - Stade de Wembley, Londres | 11 juillet 2021 - Stade de Wembley, Londres |
|  | Portugal                                     | 0                                                 |            |         | 2 juillet 2021 - Allianz Arena, Munich | 2 juillet 2021 - Allianz Arena, Munich |  |  | 6 juillet 2021 - Stade de Wembley, Londres | 6 juillet 2021 - Stade de Wembley, Londres |  |  | 11 juillet 2021 - Stade de Wembley, Londres | 11 juillet 2021 - Stade de Wembley, Londres |
|  | Portugal                                     | 0                                                 | Belgique   | 1       |                                        |                                        |  |  | 6 juillet 2021 - Stade de Wembley, Londres | 6 juillet 2021 - Stade de Wembley, Londres |  |  | 11 juillet 2021 - Stade de Wembley, Londres | 11 juillet 2021 - Stade de Wembley, Londres |
|  | 26 juin 2021 - Stade de Wembley, Londres     |                                                   | Belgique   | 1       |                                        |                                        |  |  | 6 juillet 2021 - Stade de Wembley, Londres | 6 juillet 2021 - Stade de Wembley, Londres |  |  | 11 juillet 2021 - Stade de Wembley, Londres | 11 juillet 2021 - Stade de Wembley, Londres |
|  |                                              | Italie                                            | 2          |         |                                        |                                        |  |  | 6 juillet 2021 - Stade de Wembley, Londres | 6 juillet 2021 - Stade de Wembley, Londres |  |  | 11 juillet 2021 - Stade de Wembley, Londres | 11 juillet 2021 - Stade de Wembley, Londres |
|  | Italie                                       | Italie                                            | 2          | 2 ap    |                                        |                                        |  |  | 6 juillet 2021 - Stade de Wembley, Londres | 6 juillet 2021 - Stade de Wembley, Londres |  |  | 11 juillet 2021 - Stade de Wembley, Londres | 11 juillet 2021 - Stade de Wembley, Londres |
|  | Italie                                       | 2 juillet 2021 - Stade Krestovski, St-Pétersbourg |            | 2 ap    |                                        |                                        |  |  | 6 juillet 2021 - Stade de Wembley, Londres | 6 juillet 2021 - Stade de Wembley, Londres |  |  | 11 juillet 2021 - Stade de Wembley, Londres | 11 juillet 2021 - Stade de Wembley, Londres |
|  | Autriche                                     | 1                                                 |            |         |                                        |                                        |  |  | 6 juillet 2021 - Stade de Wembley, Londres | 6 juillet 2021 - Stade de Wembley, Londres |  |  | 11 juillet 2021 - Stade de Wembley, Londres | 11 juillet 2021 - Stade de Wembley, Londres |
|  | Autriche                                     | 1                                                 | Italie     | 1tab(4) |                                        |                                        |  |  |                                            |                                            |  |  | 11 juillet 2021 - Stade de Wembley, Londres | 11 juillet 2021 - Stade de Wembley, Londres |
|  | 28 juin 2021 - Arena Națională, Bucarest     |                                                   | Italie     | 1tab(4) |                                        |                                        |  |  |                                            |                                            |  |  | 11 juillet 2021 - Stade de Wembley, Londres | 11 juillet 2021 - Stade de Wembley, Londres |
|  |                                              | Espagne                                           | 1ap (2)    |         |                                        |                                        |  |  |                                            |                                            |  |  | 11 juillet 2021 - Stade de Wembley, Londres | 11 juillet 2021 - Stade de Wembley, Londres |
|  | France                                       | Espagne                                           | 1ap (2)    | 3ap(4)  |                                        |                                        |  |  |                                            |                                            |  |  | 11 juillet 2021 - Stade de Wembley, Londres | 11 juillet 2021 - Stade de Wembley, Londres |
|  | France                                       | 7 juillet 2021 - Stade de Wembley, Londres        |            | 3ap(4)  |                                        |                                        |  |  |                                            |                                            |  |  | 11 juillet 2021 - Stade de Wembley, Londres | 11 juillet 2021 - Stade de Wembley, Londres |
|  | Suisse                                       | 3tab(5)                                           |            |         |                                        |                                        |  |  |                                            |                                            |  |  | 11 juillet 2021 - Stade de Wembley, Londres | 11 juillet 2021 - Stade de Wembley, Londres |
|  | Suisse                                       | 3tab(5)                                           | Suisse     | 1ap(1)  |                                        |                                        |  |  |                                            |                                            |  |  | 11 juillet 2021 - Stade de Wembley, Londres | 11 juillet 2021 - Stade de Wembley, Londres |
|  | 28 juin 2021 - Parken Stadium, Copenhague    |                                                   | Suisse     | 1ap(1)  |                                        |                                        |  |  |                                            |                                            |  |  | 11 juillet 2021 - Stade de Wembley, Londres | 11 juillet 2021 - Stade de Wembley, Londres |
|  |                                              | Espagne                                           | 1tab(3)    |         |                                        |                                        |  |  |                                            |                                            |  |  | 11 juillet 2021 - Stade de Wembley, Londres | 11 juillet 2021 - Stade de Wembley, Londres |
|  | Croatie                                      | Espagne                                           | 1tab(3)    | 3       |                                        |                                        |  |  |                                            |                                            |  |  | 11 juillet 2021 - Stade de Wembley, Londres | 11 juillet 2021 - Stade de Wembley, Londres |
|  | Croatie                                      | 3 juillet 2021 - Stadio Olimpico, Rome            |            | 3       |                                        |                                        |  |  |                                            |                                            |  |  | 11 juillet 2021 - Stade de Wembley, Londres | 11 juillet 2021 - Stade de Wembley, Londres |
|  | Espagne                                      | 5 ap                                              |            |         |                                        |                                        |  |  |                                            |                                            |  |  | 11 juillet 2021 - Stade de Wembley, Londres | 11 juillet 2021 - Stade de Wembley, Londres |
|  | Espagne                                      | 5 ap                                              | Italie     | 1tab(3) |                                        |                                        |  |  |                                            |                                            |  |  |                                             |                                             |
|  | 29 juin 2021 - Hampden Park, Glasgow         |                                                   | Italie     | 1tab(3) |                                        |                                        |  |  |                                            |                                            |  |  |                                             |                                             |
|  |                                              | Angleterre                                        | 1ap (2)    |         |                                        |                                        |  |  |                                            |                                            |  |  |                                             |                                             |
|  | Suède                                        | Angleterre                                        | 1ap (2)    | 1       |                                        |                                        |  |  |                                            |                                            |  |  |                                             |                                             |
|  | Suède                                        |                                                   |            | 1       |                                        |                                        |  |  |                                            |                                            |  |  |                                             |                                             |
|  | Ukraine                                      | 2 ap                                              |            |         |                                        |                                        |  |  |                                            |                                            |  |  |                                             |                                             |
|  | Ukraine                                      | 2 ap                                              | Ukraine    | 0       |                                        |                                        |  |  |                                            |                                            |  |  |                                             |                                             |
|  | 29 juin 2021 - Stade de Wembley, Londres     |                                                   | Ukraine    | 0       |                                        |                                        |  |  |                                            |                                            |  |  |                                             |                                             |
|  |                                              | Angleterre                                        | 4          |         |                                        |                                        |  |  |                                            |                                            |  |  |                                             |                                             |
|  | Angleterre                                   | Angleterre                                        | 4          | 2       |                                        |                                        |  |  |                                            |                                            |  |  |                                             |                                             |
|  | Angleterre                                   | 3 juillet 2021 - Stade olympique, Bakou           |            | 2       |                                        |                                        |  |  |                                            |                                            |  |  |                                             |                                             |
|  | Allemagne                                    | 0                                                 |            |         |                                        |                                        |  |  |                                            |                                            |  |  |                                             |                                             |
|  | Allemagne                                    | 0                                                 | Angleterre | 2 ap    |                                        |                                        |  |  |                                            |                                            |  |  |                                             |                                             |
|  | 27 juin 2021 - Stade Ferenc-Puskás, Budapest |                                                   | Angleterre | 2 ap    |                                        |                                        |  |  |                                            |                                            |  |  |                                             |                                             |
|  |                                              | Danemark                                          | 1          |         |                                        |                                        |  |  |                                            |                                            |  |  |                                             |                                             |
|  | Pays-Bas                                     | Danemark                                          | 1          | 0       |                                        |                                        |  |  |                                            |                                            |  |  |                                             |                                             |
|  | Pays-Bas                                     |                                                   |            | 0       |                                        |                                        |  |  |                                            |                                            |  |  |                                             |                                             |
|  | Tchéquie                                     | 2                                                 |            |         |                                        |                                        |  |  |                                            |                                            |  |  |                                             |                                             |
|  | Tchéquie                                     | 2                                                 | Tchéquie   | 1       |                                        |                                        |  |  |                                            |                                            |  |  |                                             |                                             |
|  | 26 juin 2021 - Johan Cruyff Arena, Amsterdam |                                                   | Tchéquie   | 1       |                                        |                                        |  |  |                                            |                                            |  |  |                                             |                                             |
|  |                                              | Danemark                                          | 2          |         |                                        |                                        |  |  |                                            |                                            |  |  |                                             |                                             |
|  | Pays de Galles                               | Danemark                                          | 2          | 0       |                                        |                                        |  |  |                                            |                                            |  |  |                                             |                                             |
|  | Pays de Galles                               |                                                   |            | 0       |                                        |                                        |  |  |                                            |                                            |  |  |                                             |                                             |
|  | Danemark                                     | 4                                                 |            |         |                                        |                                        |  |  |                                            |                                            |  |  |                                             |                                             |
|  | Danemark                                     | 4                                                 |            |         |                                        |                                        |  |  |                                            |                                            |  |  |                                             |                                             |

### Huitièmes de finale
| Match 37                | Pays de Galles | 0 - 4   | Danemark                                                                                      | Johan Cruyff Arena, Amsterdam                                                   |                                                                                 |
| 26 juin 2021 18h00 CEST |                | (0 - 1) | 27e Dolberg (Damsgaard ) · 48e Dolberg · 88e Mæhle (Jensen ) · 90+4e Braithwaite (Cornelius ) | Spectateurs : 14 645 Arbitrage : Daniel Siebert Arbitre vidéo : Bastian Dankert | Spectateurs : 14 645 Arbitrage : Daniel Siebert Arbitre vidéo : Bastian Dankert |
| 26 juin 2021 18h00 CEST | Rapport        |         |                                                                                               | Spectateurs : 14 645 Arbitrage : Daniel Siebert Arbitre vidéo : Bastian Dankert | Spectateurs : 14 645 Arbitrage : Daniel Siebert Arbitre vidéo : Bastian Dankert |

Ce premier huitième de finale voit une opposition inédite entre le Danemark, qualifié à la deuxième place du groupe B avec seulement 3 points, et le pays de Galles, 2e du groupe A avec 4 points. Le début de rencontre est à l'avantage du pays de Galles, qui se procure quelques situations offensives. Cependant, le Danemark ouvre le score sur l'une de ses premières offensives à la suite d'une belle frappe enveloppée de Kasper Dolberg. Dès lors, les Danois se montrent plus dominateurs et doublent même la mise en tout début de seconde période, avec un second but pour Dolberg. Le reste de la partie est globalement maitrisé par les Danois, qui ajoutent deux buts supplémentaires en toute fin de match par l'intermédiaire de Joakim Mæhle et de Martin Braithwaite, qui concluent une seconde très bonne performance de suite pour les Danois, qui restaient déjà sur une brillante et décisive victoire 4-1 sur la Russie. Le Danemark devient de ce fait la première équipe à marquer quatre buts dans deux matchs de suite à l'Euro. Son record est de courte durée, battu par celui de l'Espagne qui enchaîne deux matchs avec cinq buts marqués quelques jours plus tard.
| Match 38                | Italie                                            | 2 - 1 a. p.           | Autriche                 | Stade de Wembley, Londres                                                      |                                                                                |
| 26 juin 2021 21h00 CEST | ( Spinazzola) Chiesa 95e · ( Acerbi) Pessina 105e | (0 - 0, 0 - 0, 2 - 0) | 114e Kalajdžić (Schaub ) | Spectateurs : 18 910 Arbitrage : Anthony Taylor Arbitre vidéo : Stuart Attwell | Spectateurs : 18 910 Arbitrage : Anthony Taylor Arbitre vidéo : Stuart Attwell |
| 26 juin 2021 21h00 CEST | Rapport                                           |                       |                          | Spectateurs : 18 910 Arbitrage : Anthony Taylor Arbitre vidéo : Stuart Attwell | Spectateurs : 18 910 Arbitrage : Anthony Taylor Arbitre vidéo : Stuart Attwell |

Sur le papier, ce huitième semble être le plus déséquilibré. Pourtant, les Autrichiens réalisent une très bonne performance. Ils parviennent à contrer toutes les offensives italiennes en première mi-temps. En deuxième période, les Italiens jusque-là brillants dans la compétition sont méconnaissables et se retrouvent à défendre face au pressing autrichien. Ils finissent même par encaisser le premier but de la rencontre signé Marko Arnautović, mais ce dernier est signalé hors-jeu sur l'action. Après 90 minutes, le score reste vierge et la partie se prolonge. Grâce aux bons changements tactiques opérés par Mancini, la Squadra Azzura trompe à deux reprises l'arrière-garde autrichienne par Chiesa et Pessina. Les Autrichiens réduisent la marque par Kalajdžić, mais cela ne suffit pas à empêcher la qualification des Italiens pour les quarts de finale.
| Match 40                | Pays-Bas | 0 - 2   | Tchéquie                                 | Stade Ferenc-Puskás, Budapest                                                  |                                                                                |
| 27 juin 2021 18h00 CEST |          | (0 - 0) | 68e Holeš (Kalas ) · 80e Schick (Holeš ) | Spectateurs : 52 834 Arbitrage : Sergei Karasev Arbitre vidéo : Stuart Attwell | Spectateurs : 52 834 Arbitrage : Sergei Karasev Arbitre vidéo : Stuart Attwell |
| 27 juin 2021 18h00 CEST | Rapport  |         |                                          | Spectateurs : 52 834 Arbitrage : Sergei Karasev Arbitre vidéo : Stuart Attwell | Spectateurs : 52 834 Arbitrage : Sergei Karasev Arbitre vidéo : Stuart Attwell |

Le tournant de ce huitième de finale a lieu après 52 minutes de jeu, alors que les deux équipes sont à égalité 0-0. Donyell Malen rate une énorme occasion devant le gardien tchèque Tomáš Vaclík, et dans la foulée, sur un longue relance, Matthijs de Ligt lutte avec Patrik Schick, chute, et lui enlève le ballon des pieds avec sa main. Cette action jugée volontaire vaut un carton rouge au défenseur néerlandais. Réduits à dix, les Oranje perdent le fil du match, leurs adversaires s'enhardissent, partent à l'attaque et concrétisent deux fois. À la 68e minute, une combinaison sur coup franc aboutit à une tête victorieuse de Tomáš Holeš. Á dix minutes de la fin, ce dernier est le plus prompt à se saisir du ballon au milieu du terrain, charge et lance Schick qui ne laisse aucune chance à Maarten Stekelenburg. L'élimination des Pays-Bas en huitièmes constitue la première grande surprise de cet Euro.
| Match 39                | Belgique                 | 1 - 0   | Portugal | Stade La Cartuja, Séville                                                |                                                                          |
| 27 juin 2021 21h00 CEST | ( Meunier) T. Hazard 42e | (1 - 0) |          | Spectateurs : 11 504 Arbitrage : Felix Brych Arbitre vidéo : Marco Fritz | Spectateurs : 11 504 Arbitrage : Felix Brych Arbitre vidéo : Marco Fritz |
| 27 juin 2021 21h00 CEST | Rapport                  |         |          | Spectateurs : 11 504 Arbitrage : Felix Brych Arbitre vidéo : Marco Fritz | Spectateurs : 11 504 Arbitrage : Felix Brych Arbitre vidéo : Marco Fritz |

Dans un match cadenassé, les tenants du titre portugais se procurent le plus grand nombre d'occasions, mais soit ils ne cadrent pas, soit ils trouvent Thibaut Courtois à la parade. Le seul tir cadré des Belges dans ce huitième de finale est une belle frappe flottante de Thorgan Hazard déclenchée à l'extérieur de la surface à la 42e minute, et qui trompe Rui Patrício. L'entraîneur portugais Fernando Santos a beau dire « Ils ont tiré six fois et ont marqué sur leur seul tir cadré ; nous avons tiré 29 fois », le Portugal reste sans solution face à la défense belge qui préserve son but d'avance jusqu'au bout. Inefficace, Cristiano Ronaldo pensait sans doute avoir disputé à Séville son dernier match à l'Euro, compétition à laquelle il aura participé cinq fois (record) et dans laquelle il aura marqué 14 buts (record), toutefois il sera sélectionné pour participer à l'édition 2024.
| Match 42                | Croatie                                              | 3 - 5 a. p.           | Espagne | Parken Stadium, Copenhague                                                    |                                                                               |
| 28 juin 2021 18h00 CEST | Pedri 20e (csc) · Oršić 85e · ( Oršić) Pašalić 90+2e | (1 - 1, 3 - 3, 3 - 5) | 38e Sarabia · 57e Azpilicueta (F. Torres ) · 77e F. Torres (P. Torres ) · 100e Morata (Olmo ) · 103e Oyarzabal (Olmo ) | Spectateurs : 22 771 Arbitrage : Cüneyt Çakır Arbitre vidéo : Bastian Dankert | Spectateurs : 22 771 Arbitrage : Cüneyt Çakır Arbitre vidéo : Bastian Dankert |
| 28 juin 2021 18h00 CEST | Rapport                                              |                       | | Spectateurs : 22 771 Arbitrage : Cüneyt Çakır Arbitre vidéo : Bastian Dankert | Spectateurs : 22 771 Arbitrage : Cüneyt Çakır Arbitre vidéo : Bastian Dankert |

Vice-championne du monde, la Croatie retrouve l'Espagne qu'elle avait battue à l'Euro 2016, mais elle est privée d'Ivan Perišić, positif au Covid-19. Les deux équipes ont réalisé un 1er tour mitigé mais restent sur la dynamique de leur victoire au dernier match de la phase de poules contre respectivement l'Écosse et la Slovaquie. La Croatie ouvre le score sur un but gag de Pedri sur une passe en retrait que le gardien Unai Simón laisse filer dans le but. La Roja se remet de cette ouverture du score en inscrivant trois buts par Pablo Sarabia, César Azpilicueta et Ferran Torres. Alors que les Vatreni semblent sonnés et incapables de réagir, Mislav Oršić relance son équipe à cinq minutes de la fin avant que Mario Pašalić accomplisse l'exploit dans le temps additionnel d'arracher la prolongation. Sur des buts d'Álvaro Morata et de Mikel Oyarzabal, l'Espagne reprend un avantage de deux buts et élimine le vice-champion du monde au terme d'un match fou, démontrant des capacités psychologiques. Quelques jours après le record du Danemark qui était devenu la première équipe à marquer quatre buts dans deux matchs d'affilée à l'Euro, l'Espagne devient la première équipe à marquer cinq buts dans deux matchs de suite.
| Match 41                | France                                                       | 3 - 3 a. p.           | Suisse                                                                    | Arena Națională, Bucarest                                                                      |                                                                                                |
| 28 juin 2021 21h00 CEST | ( Mbappé) Benzema 57e · ( Griezmann) Benzema 59e · Pogba 75e | (0 - 1, 3 - 3, 3 - 3) | 15e Seferović (Zuber ) · 81e Seferović (Mbabu ) · 90e Gavranović (Xhaka ) | Spectateurs : 22 642 Arbitrage : Fernando Rapallini Arbitre vidéo : Juan Martínez Munuera (en) | Spectateurs : 22 642 Arbitrage : Fernando Rapallini Arbitre vidéo : Juan Martínez Munuera (en) |
| 28 juin 2021 21h00 CEST | Rapport                                                      |                       |                                                                           | Spectateurs : 22 642 Arbitrage : Fernando Rapallini Arbitre vidéo : Juan Martínez Munuera (en) | Spectateurs : 22 642 Arbitrage : Fernando Rapallini Arbitre vidéo : Juan Martínez Munuera (en) |
| 28 juin 2021 21h00 CEST | Pogba · Giroud · Thuram · Kimpembe · Mbappé                  | Tirs au but 4 - 5     | Gavranović · Schär · Akanji · Vargas · Mehmedi                            | Spectateurs : 22 642 Arbitrage : Fernando Rapallini Arbitre vidéo : Juan Martínez Munuera (en) | Spectateurs : 22 642 Arbitrage : Fernando Rapallini Arbitre vidéo : Juan Martínez Munuera (en) |

Dans la foulée de l'élimination spectaculaire de la Croatie, vice-championne du monde, l'équipe de France, championne du monde, se retrouve à son tour éliminée par la Suisse. L'ouverture du score de Haris Seferović punit le mauvais fonctionnement du schéma à trois défenseurs centraux, ce qui oblige Didier Deschamps à reconfigurer sa défense avec quatre joueurs à plat avant la fin du premier acte. En 2e mi-temps, le match bascule en l'espace de quatre minutes. La Nati peut doubler la mise sur un penalty accordé par la VAR. Hugo Lloris repousse le penalty de Ricardo Rodríguez à la 55e minute, une première en quinze penalties concédés par les Bleus. Dans les minutes qui suivent, Karim Benzema marque deux buts aux 57e et 59e minutes et renverse la situation en faveur de la France qui alourdit la marque par Paul Pogba à la 75e minute d'une frappe aux 25 mètres. Cependant, pour la deuxième fois dans la même soirée, l'équipe menée 1-3 remonte à 3-3 et arrache la prolongation, la Suisse parvenant à réduire le score par Seferović à la 81e minute avant d'égaliser dans les arrêts de jeu grâce à Mario Gavranović. La prolongation, « irrespirable », voit plusieurs occasions manquées dont une grosse de Kylian Mbappé qui ne marque aucun but. La France doit disputer sa première séance de tirs au but depuis celle de la finale de la Coupe du monde 2006. Alors que tous les joueurs marquent leur penalty, Yann Sommer repousse la tentative de Mbappé, le cinquième tireur français, ce qui qualifie la Suisse au bout du suspense. La Nati, qui remporte la première séance de tirs au but de son histoire, franchit un palier après trois éliminations en huitièmes de finale de la Coupe du monde 2014, de l'Euro 2016 et de la Coupe du monde 2018. Elle brise une malédiction vieille de 83 ans en se qualifiant à l'issue d'un match à élimination directe de compétition internationale pour la première fois depuis 1938 !,, La France rejoint les autres finalistes de l'Euro 2016 et de la Coupe du monde 2018, le Portugal et la Croatie, parmi les grands éliminés des huitièmes de finale. Il s'agit de la deuxième grande surprise des huitièmes de finale après l'élimination des Pays-Bas. Les Bleus « ont pris trois buts parce que Lenglet, sur le premier, n'était pas prêt à cette bataille dans laquelle Deschamps l'avait lancé, parce qu'ils n'avaient pas d'arrière gauche, sur le deuxième, et parce que Pogba a trouvé le moyen de perdre un ballon dans le rond central à la dernière minute du temps réglementaire » écrit Vincent Duluc dans l'Équipe, pointant par ailleurs le raté tactique de Didier Deschamps (« impréparation et bricolage »), qui connaît un premier accroc majeur dans son parcours de sélectionneur depuis 2012. Enfin c'est la première fois depuis l'Euro 1976 qu'une équipe ayant mené de deux buts dans un match à élimination directe le perd.
| Match 43                | Angleterre                                  | 2 - 0   | Allemagne | Stade de Wembley, Londres                                                           |                                                                                     |
| 29 juin 2021 18h00 CEST | ( Shaw) Sterling 75e · ( Grealish) Kane 86e | (0 - 0) |           | Spectateurs : 41 973 Arbitrage : Danny Makkelie Arbitre vidéo : Pol van Boekel (en) | Spectateurs : 41 973 Arbitrage : Danny Makkelie Arbitre vidéo : Pol van Boekel (en) |
| 29 juin 2021 18h00 CEST | Rapport                                     |         |           | Spectateurs : 41 973 Arbitrage : Danny Makkelie Arbitre vidéo : Pol van Boekel (en) | Spectateurs : 41 973 Arbitrage : Danny Makkelie Arbitre vidéo : Pol van Boekel (en) |

L'Allemagne et l'Angleterre se sont affrontées de nombreuses fois en grandes compétitions internationales. L'Angleterre reste sur plusieurs éliminations de suite sur les matchs à élimination directe de l'Euro, sortie par le Portugal en 2004, par l'Italie en 2012 et par l'Islande en 2016. De son côté, l'Allemagne a été présente à toutes les demi-finales depuis 2004, mais depuis son élimination dès le 1er tour de la Coupe du monde 2018 par la Corée du Sud, l'Allemagne a produit plusieurs contre-performances. Elle ne doit sa qualification pour les 8e de finale qu'à une égalisation dans les dernières minutes du match final contre la Hongrie. Les Three Lions et la Mannschaft se livrent à un duel physique, tactique et fermé. Sans être spectaculaires, les Anglais délivrent une prestation solide dans leur stade de Wembley qui les voit ouvrir le score par l'intermédiaire de Raheem Sterling, déjà auteur des deux seuls buts en phase de groupe, à l'entame du dernier quart d'heure. Les Allemands sont sonnés et ne s'en relèvent pas. Harry Kane double la mise dans les dernières minutes, ce qui permet à l'Angleterre de vaincre la malédiction des matchs à élimination directe de l'Euro et de se qualifier en restant la seule équipe du tournoi à ne pas avoir encaissé de but. C'est la première fois que l'Angleterre remporte un match à élimination directe dans un Euro avant les tirs au but à l'exception d'une victoire en petite finale de l'Euro 1968 contre l'Union soviétique. L'élimination de l'Allemagne complète la déroute en 8e de finale de tous les vainqueurs et finalistes des Coupe du monde 2014, Euro 2016 et Coupe du monde 2018, ainsi que celle de toutes les équipes sorties du « groupe de la mort ». Toni Kroos prend sa retraite internationale et Joachim Löw quitte sur une déception le banc de l'équipe d'Allemagne qu'il occupait depuis 2006.
| Match 44                | Suède                | 1 - 2 a. p.           | Ukraine                                                    | Hampden Park, Glasgow                                                              |                                                                                    |
| 29 juin 2021 21h00 CEST | ( Isak) Forsberg 43e | (1 - 1, 1 - 1, 1 - 1) | 27e Zintchenko (Iarmolenko ) · 120+1e Dovbyk (Zintchenko ) | Spectateurs : 9 221 Arbitrage : Daniele Orsato Arbitre vidéo : Massimiliano Irrati | Spectateurs : 9 221 Arbitrage : Daniele Orsato Arbitre vidéo : Massimiliano Irrati |
| 29 juin 2021 21h00 CEST | Rapport              |                       |                                                            | Spectateurs : 9 221 Arbitrage : Daniele Orsato Arbitre vidéo : Massimiliano Irrati | Spectateurs : 9 221 Arbitrage : Daniele Orsato Arbitre vidéo : Massimiliano Irrati |

La confrontation entre la Suède et l'Ukraine est l'affiche la plus inattendue et intrigante des 8e de finale. Les Blågult et la Zbirna s'étaient rencontrés en phase de groupe de l'Euro 2012 pour une victoire ukrainienne (2-1). Le sélectionneur ukrainien Andri Chevtchenko avait alors inscrit en tant que joueur le doublé de la victoire de son équipe. Neuf ans plus tard, la Suède a sauvé l'Ukraine de l'élimination en battant la Pologne, un but en fin de match lui ayant permis de terminer 1re devant l'Espagne (3-2). Alors que les Suédois s'étaient montrés solides, les Ukrainiens ont affiché des visages contradictoires. Dans un Hampden Park à Glasgow entièrement jaune et bleu (les deux pays ayant les mêmes couleurs nationales), les deux équipes délivrent un match animé. L'Ukraine, dont c'est la première participation à un match à élimination directe de l'Euro, ouvre le score à la demi-heure de jeu sur une passe très technique de l'extérieur du pied d'Andri Iarmolenko qui permet à Oleksandr Zintchenko de marquer. La Suède égalise sur une frappe d'Emil Forsberg, déviée par le défenseur Illia Zabarny juste avant la mi-temps. À la reprise, le ballon va d'un but à l'autre. Serhi Sydortchouk frappe le poteau pour l'Ukraine à la 55e minute juste avant qu'Emil Forsberg trouve à son tour le poteau pour la Suède à la 56e minute, puis la barre transversale à la 69e minute. Pour la quatrième fois de ces 8e, le match doit se décider en prolongation. La prolongation est intense mais pauvre en occasions, les deux équipes paraissant épuisées. Plusieurs joueurs tombent sur le sol, entraînant de courtes interruptions. Alors que la Suède domine légèrement, le coup du sort survient peu avant la mi-temps de la prolongation lorsque Marcus Danielson exécute une semelle violente sur l'entrant Artem Biessiedine qui oblige la sortie de l'attaquant ukrainien avec une poche de glace sur la jambe. Le Suédois reçoit un carton rouge. L'Ukraine prend alors toute la possession. Alors que la rencontre semble se diriger vers les tirs au but, l'attaquant débutant Artem Dovbyk, qui joue ses premières minutes pour la Zbirna, marque le but de la qualification dans les dernières secondes du match. Cinq joueurs suédois, Andreas Granqvist, Sebastian Larsson, Mikael Lustig, Marcus Berg et Gustav Svensson prennent leur retraite internationale.

### Quarts de finale
| Match 45                  | Suisse                               | 1 - 1 a. p.           | Espagne                                      | Stade Krestovski, Saint-Pétersbourg                                                       |                                                                                           |
| 2 juillet 2021 18h00 CEST | ( Freuler) Shaqiri 68e               | (0 - 1, 1 - 1, 1 - 1) | 8e (csc) Zakaria (Alba )                     | Spectateurs : 24 764 Arbitrage : Michael Oliver Arbitre vidéo : Christopher Kavanagh (en) | Spectateurs : 24 764 Arbitrage : Michael Oliver Arbitre vidéo : Christopher Kavanagh (en) |
| 2 juillet 2021 18h00 CEST | Rapport                              |                       |                                              | Spectateurs : 24 764 Arbitrage : Michael Oliver Arbitre vidéo : Christopher Kavanagh (en) | Spectateurs : 24 764 Arbitrage : Michael Oliver Arbitre vidéo : Christopher Kavanagh (en) |
| 2 juillet 2021 18h00 CEST | Gavranović · Schär · Akanji · Vargas | Tirs au but 1 - 3     | Busquets · Olmo · Rodri · Gerard · Oyarzabal | Spectateurs : 24 764 Arbitrage : Michael Oliver Arbitre vidéo : Christopher Kavanagh (en) | Spectateurs : 24 764 Arbitrage : Michael Oliver Arbitre vidéo : Christopher Kavanagh (en) |

La confrontation entre la Suisse et l'Espagne au Stade Krestovski de Saint-Pétersbourg ouvre les quarts de finale. Le match se joue dans un contexte de grave flambée épidémique de variant Delta de Covid-19 en Russie, ce qui suscite l'inquiétude des médecins russes. Malgré la situation sanitaire, le match est maintenu. Après les 8e de finale dramatiques qu'elles ont disputés contre la France et la Croatie, la Suisse et l'Espagne proposent un match moins spectaculaire. L'Espagne ouvre le score en début de match sur un but contre son camp de Denis Zakaria (0-1, 8e). C'est le dixième CSC de la compétition, ce qui constitue un record. En plus d'être menée, la Suisse doit faire face à la sortie précoce de Breel Embolo sur blessure. Comme lors de plusieurs autres rencontres, la Roja peine à sécuriser son avantage malgré une possession très favorable de 70 %. La Nati met en difficulté les ailiers espagnols et profite d'une erreur de la charnière adverse pour égaliser par Xherdan Shaqiri (1-1, 68e). La Suisse connaît un deuxième événement difficile avec l'expulsion de Remo Freuler à la 77e minute pour un tacle non maîtrisé sur Gerard Moreno. Très en difficulté et acculée, la Nati parvient à arracher les prolongations puis les tirs au but en résistant aux assauts espagnols grâce à la forte prestation du gardien Yann Sommer. La séance de tirs au but, marquée par la fébrilité des attaquants qui manquent cinq tentatives au total, voit la qualification de l'Espagne après les trois tirs ratés de Fabian Schär, Manuel Akanji et Ruben Vargas.
| Match 46                  | Belgique            | 1 - 2   | Italie                                           | Allianz Arena, Munich                                                          |                                                                                |
| 2 juillet 2021 21h00 CEST | Lukaku 45+2e (pen.) | (1 - 2) | 31e Barella (Verratti ) · 44e Insigne (Barella ) | Spectateurs : 12 984 Arbitrage : Slavko Vinčić Arbitre vidéo : Bastian Dankert | Spectateurs : 12 984 Arbitrage : Slavko Vinčić Arbitre vidéo : Bastian Dankert |
| 2 juillet 2021 21h00 CEST | Rapport             |         |                                                  | Spectateurs : 12 984 Arbitrage : Slavko Vinčić Arbitre vidéo : Bastian Dankert | Spectateurs : 12 984 Arbitrage : Slavko Vinčić Arbitre vidéo : Bastian Dankert |

L'Allianz Arena de Munich donne lieu à un choc des styles entre la Belgique et l'Italie. Alors que les Diables rouges se montrent pragmatiques, la Squadra Azzurra retrouve son allant offensif après un 8e de finale difficile contre l'Autriche. Ce sont néanmoins les Belges qui débutent le mieux. Gianluigi Donnarumma réalise plusieurs arrêts décisifs, notamment sur deux tirs de Kevin De Bruyne et de Romelu Lukaku. Au bout de 25 minutes, la physionomie s'inverse et le secteur offensif italien se met en marche. L'Italie, dont le premier but a été refusé à Leonardo Bonucci, ouvre le score par un but de Nicolò Barella qui efface trois défenseurs (0-1, 31e). À peine dix minutes plus tard, Lorenzo Insigne bat Thibaut Courtois d'un tir spectaculaire (0-2, 44e). Toutefois, alors que les deux équipes jouent les arrêts de jeu de la 1re mi-temps, la Belgique se relance par un penalty de Romelu Lukaku (1-2, 45+2e). La 2e mi-temps voit plusieurs occasions de buts des deux côtés. Leonardo Spinazzola arrête le ballon sur la ligne face à Lukaku avant de manquer lui-même la balle du troisième but, puis de sortir sur blessure en pleurs. Dans les quinze dernières minutes, la Squadra Azzurra ferme les espaces pour sécuriser sa victoire et qualification pour les demi-finales. La Belgique quitte la compétition au même stade qu'en 2016. L'Italie, « équipe la plus enthousiasmante du tournoi » selon L'Équipe, rejoint l'Espagne en demi-finale.
| Match 47                  | Tchéquie             | 1 - 2   | Danemark                                            | Stade olympique, Bakou                                                             |                                                                                    |
| 3 juillet 2021 18h00 CEST | ( Coufal) Schick 49e | (0 - 2) | 5e Delaney (Stryger Larsen ) · 42e Dolberg (Mæhle ) | Spectateurs : 16 306 Arbitrage : Björn Kuipers Arbitre vidéo : Pol van Boekel (en) | Spectateurs : 16 306 Arbitrage : Björn Kuipers Arbitre vidéo : Pol van Boekel (en) |
| 3 juillet 2021 18h00 CEST | Rapport              |         |                                                     | Spectateurs : 16 306 Arbitrage : Björn Kuipers Arbitre vidéo : Pol van Boekel (en) | Spectateurs : 16 306 Arbitrage : Björn Kuipers Arbitre vidéo : Pol van Boekel (en) |

Le duel d'outsiders des quarts de finale voit la Tchéquie, tombeuse des Pays-Bas, affronter le Danemark au Stade olympique de Bakou. Le Danemark délivre un match solide en 1re mi-temps, porté par les bonnes prestations de Thomas Delaney, de Pierre-Emile Højbjerg et de Kasper Dolberg. Thomas Delaney ouvre le score dès le début du match d'un but de la tête sur corner litigieux (0-1, 5e). De Rød-Hvide bénéficient d'une possession de 77 % dans le premier quart d'heure et se créent plusieurs occasions dangereuses, même si Petr Ševčík se fait contrer son tir, le premier du match pour les Tchèques, avant que Lukas Masopust se fasse repousser en corner son tir par le gardien Kasper Schmeichel. Thomas Delaney manque une grosse occasion dans la foulée pour le Danemark en ratant sa reprise devant le but. Peu avant la mi-temps, Kasper Dolberg reprend un centre de qualité de Joakim Mæhle ce qui permet au Danemark de doubler son avance (0-2, 42e). C'est le troisième but de Dolberg dans la compétition. En 2e mi-temps, la Tchéquie, qui a fait entrer Jakub Jankto et Michael Krmenčík, bénéficie d'un trou d'air danois pour relancer le suspense sur une reprise de volée du pied droit par Patrik Schick (1-2, 49e) qui rejoint Cristiano Ronaldo au nombre de buts marqués dans la compétition (5). La Tchéquie pousse pour égaliser tandis que le Danemark doit compter sur Schmeichel. Les Tchèques voient toutefois la sortie de Ondřej Čelůstka leur compliquer le reste du match. Le Danemark tient et manque quelques occasions en fin de match. Il se qualifie pour les demi-finales au terme d'un match plaisant. Le capitaine tchèque Vladimir Darida annonce sa retraite internationale après le bon parcours de la Národní tým.
| Match 48                  | Ukraine | 0 - 4   | Angleterre                                                                            | Stadio Olimpico, Rome                                                         |                                                                               |
| 3 juillet 2021 21h00 CEST |         | (0 - 1) | 4e Kane (Sterling ) · 46e Maguire (Shaw ) · 50e Kane (Shaw ) · 63e Henderson (Mount ) | Spectateurs : 11 880 Arbitrage : Felix Brych Arbitre vidéo : Marco Fritz (en) | Spectateurs : 11 880 Arbitrage : Felix Brych Arbitre vidéo : Marco Fritz (en) |
| 3 juillet 2021 21h00 CEST | Rapport |         |                                                                                       | Spectateurs : 11 880 Arbitrage : Felix Brych Arbitre vidéo : Marco Fritz (en) | Spectateurs : 11 880 Arbitrage : Felix Brych Arbitre vidéo : Marco Fritz (en) |

Entre l'Ukraine et l'Angleterre, le dernier quart de finale de l'Euro a été qualifié de match « de tous les possibles ». En effet, l'Ukraine réalise son meilleur parcours dans un Euro tandis que l'Angleterre, qui n'a jamais gagné d'Euro, a la possibilité de jouer les demi-finales et la finale dans son stade de Wembley. Au Stade olympique de Rome, l'Angleterre joue donc son seul match de la compétition hors de ses bases. En face, le parcours ukrainien suscite l'enthousiasme au pays. Le Premier ministre Denys Chmyhal et plusieurs autres politiques ont porté le maillot ukrainien après la victoire de la Zbirna contre la Suède au tour précédent. Néanmoins, l'Ukraine rate les débuts de chaque mi-temps du match. L'Angleterre en profite et ouvre le score dès le début du match par Harry Kane, sur la lancée de son réveil contre l'Allemagne au tour précédent, qui marque d'un pointu après avoir exploité une ouverture de Raheem Sterling (0-1, 4e). L'Ukraine change de système de jeu, passant du 5-3-2 au 4-3-3 plus dangereux, mais elle perd son défenseur central Serhi Kryvtsov. La Zbirna se procure ses meilleures occasions d'égaliser sur une frappe de Roman Iaremtchouk qui bute à bout portant sur Jordan Pickford avant que Mykola Chaparenko se montre maladroit juste avant la mi-temps tandis que les Three Lions butent à deux reprises sur Heorhi Bouchtchan. Handicapée dans les duels aériens, l'Ukraine connaît un trou d'air en 2e mi-temps qui la voit encaisser immédiatement deux buts sur deux têtes de Harry Maguire (0-2, 46e) et Harry Kane (0-3, 50e). Jordan Henderson parachève la victoire anglaise en marquant son premier but en sélection (0-4, 63e). L'Ukraine répète le schéma de la Coupe du monde 2006 où elle s'était inclinée largement en quarts de finale, conclusion d'un parcours historique. L'Angleterre, seule équipe de l'Euro à n'avoir encore encaissé aucun but, rejoint les demi-finales, dont les quatre participants sont tous des pays hôtes qui ont remporté leur quart de finale à l'extérieur.

### Demi-finales
| Match 49                  | Italie                                                  | 1 - 1 a. p.           | Espagne                         | Stade de Wembley, Londres                                                     |                                                                               |
| 6 juillet 2021 21h00 CEST | Chiesa 60e                                              | (0 - 0, 1 - 1, 1 - 1) | 80e Morata (Olmo )              | Spectateurs : 57 811 Arbitrage : Felix Brych Arbitre vidéo : Marco Fritz (en) | Spectateurs : 57 811 Arbitrage : Felix Brych Arbitre vidéo : Marco Fritz (en) |
| 6 juillet 2021 21h00 CEST | Rapport                                                 |                       |                                 | Spectateurs : 57 811 Arbitrage : Felix Brych Arbitre vidéo : Marco Fritz (en) | Spectateurs : 57 811 Arbitrage : Felix Brych Arbitre vidéo : Marco Fritz (en) |
| 6 juillet 2021 21h00 CEST | Locatelli · Belotti · Bonucci · Bernardeschi · Jorginho | Tirs au but 4 - 2     | Olmo · Gerard · Thiago · Morata | Spectateurs : 57 811 Arbitrage : Felix Brych Arbitre vidéo : Marco Fritz (en) | Spectateurs : 57 811 Arbitrage : Felix Brych Arbitre vidéo : Marco Fritz (en) |

L'Italie et l'Espagne se rencontrent pour la cinquième fois à l'Euro depuis l'édition 2008 pour trois nuls et une victoire chacun. Pourtant dominatrice dans ses rencontres précédentes, l'Italie subit la domination de l'Espagne qui confisque le ballon. Les joueurs de la Roja, portés par le trio Olmo-Oyarzabal-Torres, pressent haut, quadrillent parfaitement le terrain, font preuve de qualité technique et étouffent le milieu de terrain. Ils peinent toutefois dans la finition. La physionomie se maintient au début du 2d acte. Gianluigi Donnarumma doit effectuer plusieurs parades de classe. À l'heure de jeu, ce dernier effectue une relance rapide à la main sur Marco Verratti qui lance Lorenzo Insigne le long de la touche ; celui-ci transmet à Ciro Immobile devant la surface mais Aymeric Laporte tacle et lui enlève le ballon des pieds ; Federico Chiesa qui a suivi l'action, récupère la balle, crochète et bat Unai Simón d'une frappe enroulée ; l'Italie prend l'avantage (1-0, 60e). Quelques minutes plus tard, Mikel Oyarzabal manque une grosse occasion, sur un service de Koke. Entré en cours de jeu, Alvaro Morata égalise à dix minutes de la fin ; après un une-deux avec Dani Olmo dans la surface italienne, il se présente seul face à Donnarumma qu'il crucifie du plat du pied (1-1, 80e). En prolongation, l'Italie, qui s'était montrée « joueuse » au cours du tournoi, retrouve les vertus défensives qui font partie de son histoire. Solidaires, les Azzuri ne plient pas devant les assauts des joueurs de la Roja. Domenico Berardi croit marquer à la 111e minute, mais son but est refusé pour hors-jeu. Le match se décide aux tirs au but. Manuel Locatelli bute sur Simon, puis Dani Olmo tire complètement au-dessus du cadre. Alors que les cinq tirs suivants réussissent, Donnarumma arrête celui de Morata. Jorginho n'a plus qu'à conclure pour envoyer l'Italie dans sa quatrième finale européenne, pour un titre gagné en 1968.
| Match 50                  | Angleterre                         | 2 - 1 a. p.           | Danemark      | Stade de Wembley, Londres                                                      |                                                                                |
| 7 juillet 2021 21h00 CEST | ( Saka) Kjær 39e (csc) · Kane 104e | (1 - 1, 1 - 1, 2 - 1) | 30e Damsgaard | Spectateurs : 64 950 Arbitrage : Danny Makkelie Arbitre vidéo : Pol van Boekel | Spectateurs : 64 950 Arbitrage : Danny Makkelie Arbitre vidéo : Pol van Boekel |
| 7 juillet 2021 21h00 CEST | Rapport                            |                       |               | Spectateurs : 64 950 Arbitrage : Danny Makkelie Arbitre vidéo : Pol van Boekel | Spectateurs : 64 950 Arbitrage : Danny Makkelie Arbitre vidéo : Pol van Boekel |

L'Angleterre retourne à Wembley pour affronter le Danemark. Les Anglais peinent à trouver la faille face à une défense danoise très solide et au gardien danois Kasper Schmeichel, auteur d'une performance magistrale. Contre le cours du jeu, ce sont les Danois qui ouvrent le score en 1re période sur un coup franc somptueux tiré par Mikkel Damsgaard (0-1, 30e). C'est le premier but encaissé par les Anglais dans ce Championnat d'Europe. Cependant, les Anglais égalisent 10 minutes plus tard grâce à un but contre son camp de Simon Kjaer sous la pression de Harry Kane et de Raheem Sterling (1-1, 39e). En 2de période, les Anglais se montrent plus dangereux mais butent sur un Kasper Schmeichel héroïque qui arrête un total de 9 tirs. Au fur et à mesure que les minutes avancent, la défense danoise recule de plus en plus, les contres danois se raréfient. Malgré cela, les Danois tiennent et contraignent les Anglais à une prolongation. Dès le début de la prolongation, les Anglais se montrent très dangereux face à une défense danoise fatiguée. À la 103e minute de jeu, l'arbitre siffle un penalty pour une faute sur Raheem Sterling qui suscite la polémique,. La décision intervient alors que le contact sur Sterling n'est pas jugé flagrant, que deux ballons se situent sur le terrain (situation jugée réglementaire par L'Équipe dans ce cas particulier) et qu'un pointeur laser est employé contre le gardien danois. Le penalty est d'abord arrêté par Schmeichel, qui ne parvient pas à garder le ballon dans ses mains. Harry Kane en profite et le pousse dans les filets (2-1, 104e). Après cela, les Danois ne parviennent plus à se montrer dangereux et subissent la domination anglaise jusqu'au coup de sifflet final. Après avoir perdu ses deux précédentes demi-finales dans un Championnat d'Europe (1968 et 1996), l'Angleterre se qualifie pour sa première finale sur la scène continentale, 55 ans après sa dernière présence à ce stade d'une grande compétition internationale (le titre gagné à la Coupe du monde 1966). Bien que les Danois se déchaînent contre l'hymne sifflé et le penalty,, le Danemark reçoit un accueil triomphal lors de son retour au pays.

### Finale
| Match 51                   | Italie                                                | 1 - 1 a. p.           | Angleterre                                | Stade de Wembley, Londres                                                      |                                                                                |
| 11 juillet 2021 21h00 CEST | ( Verratti) Bonucci 67e                               | (0 - 1, 1 - 1, 1 - 1) | 2e Shaw (Trippier )                       | Spectateurs : 67 173 Arbitrage : Björn Kuipers Arbitre vidéo : Bastian Dankert | Spectateurs : 67 173 Arbitrage : Björn Kuipers Arbitre vidéo : Bastian Dankert |
| 11 juillet 2021 21h00 CEST | Rapport                                               |                       |                                           | Spectateurs : 67 173 Arbitrage : Björn Kuipers Arbitre vidéo : Bastian Dankert | Spectateurs : 67 173 Arbitrage : Björn Kuipers Arbitre vidéo : Bastian Dankert |
| 11 juillet 2021 21h00 CEST | Berardi · Belotti · Bonucci · Bernardeschi · Jorginho | Tirs au but 3 - 2     | Kane · Maguire · Rashford · Sancho · Saka | Spectateurs : 67 173 Arbitrage : Björn Kuipers Arbitre vidéo : Bastian Dankert | Spectateurs : 67 173 Arbitrage : Björn Kuipers Arbitre vidéo : Bastian Dankert |

| Italie | Angleterre |

| ITALIE :        |    |                       |       |       |
|                 |    |                       |       |       |
| Gardien de but  | 21 | Gianluigi Donnarumma  |       |       |
|                 | 13 | Emerson               |       | 118e  |
|                 | 3  | Giorgio Chiellini     | 90+6e |       |
|                 | 19 | Leonardo Bonucci      | 55e   |       |
|                 | 2  | Giovanni Di Lorenzo   |       |       |
|                 | 6  | Marco Verratti        |       | 96e   |
|                 | 8  | Jorginho              | 114e  |       |
|                 | 18 | Nicolò Barella        | 47e   | 54e   |
|                 | 10 | Lorenzo Insigne       | 84e   | 91e   |
|                 | 17 | Ciro Immobile         |       | 55e   |
|                 | 14 | Federico Chiesa       |       | 86e   |
| Remplaçants :   |    |                       |       |       |
|                 | 16 | Bryan Cristante       |       | 54e   |
|                 | 11 | Domenico Berardi      |       | 55e   |
|                 | 20 | Federico Bernardeschi |       | 86e   |
|                 | 9  | Andrea Belotti        |       | 90+1e |
|                 | 5  | Manuel Locatelli      |       | 96e   |
|                 | 24 | Alessandro Florenzi   |       | 118e  |
| Sélectionneur : |    |                       |       |       |
| Roberto Mancini |    |                       |       |       |

| ANGLETERRE :     |    |                  |      |      |      |
|                  |    |                  |      |      |      |
| Gardien de but   | 1  | Jordan Pickford  |      |      |      |
|                  | 6  | Harry Maguire    | 106e |      |      |
|                  | 5  | John Stones      |      |      |      |
|                  | 2  | Kyle Walker      |      | 120e |      |
|                  | 3  | Luke Shaw        |      |      |      |
|                  | 4  | Declan Rice      |      | 74e  |      |
|                  | 14 | Kalvin Phillips  |      |      |      |
|                  | 12 | Kieran Trippier  |      | 71e  |      |
|                  | 10 | Raheem Sterling  |      |      |      |
|                  | 19 | Mason Mount      |      | 99e  |      |
|                  | 9  | Harry Kane       |      |      |      |
| Remplaçants :    |    |                  |      |      |      |
|                  | 25 | Bukayo Saka      |      | 71e  |      |
|                  | 8  | Jordan Henderson |      | 74e  | 120e |
|                  | 7  | Jack Grealish    |      | 99e  |      |
|                  | 11 | Marcus Rashford  |      | 120e |      |
|                  | 17 | Jadon Sancho     |      | 120e |      |
| Sélectionneur :  |    |                  |      |      |      |
| Gareth Southgate |    |                  |      |      |      |

| Assistants : Sander van Roekel Erwin Zeinstra Quatrième arbitre : Carlos del Cerro Grande Homme du match : Leonardo Bonucci |

L'Italie affronte l'Angleterre à Wembley. L'Italie joue sa quatrième finale d'Euro (cinquième avec celle disputée deux fois contre la Yougoslavie en 1968) et peut remporter le deuxième titre de son histoire après celui de l'édition 1968. En face, l'Angleterre dispute sa première finale d'Euro. L'avant-match est marqué par plusieurs incidents impliquant des supporters anglais. L'enthousiasme du public anglais, qui investit les rues, les bars et les transports, suscite une ambiance de liesse populaire qui donne lieu à des incidents par endroits. Les voies d'accès au stade sont jonchées de débris de bouteilles cassées et de déchets. Des supporters sans billet tentent de forcer l'entrée du stade, tandis que d'autres prennent à partie des supporters italiens. Le sélectionneur de la Squadra Azzurra Roberto Mancini aligne son habituel 4-3-3 où Federico Chiesa a lentement supplanté Domenico Berardi à l'avant-droit et Emerson Palmieri a remplacé Leonardo Spinazzola, blessé, à l'arrière-gauche. Le sélectionneur anglais Gareth Southgate ressort la défense à trois qui avait permis d'atteindre les demi-finales de la Coupe du monde 2018 et d'éliminer l'Allemagne en 8e de finale.
Grâce au changement tactique anglais, les Three Lions ouvrent le score sur une contre-attaque menée rapidement où Kieran Trippier se place en position idéale devant la surface. Il centre pour Luke Shaw dont la reprise touche le poteau avant de rentrer dans le but (0-1, 2e). L'Angleterre se replie en défense. La défense anglaise se montre solide et l'Italie ne parvient pas à inquiéter le pays hôte jusqu'à la mi-temps. En 2e période, les Italiens montent en intensité. Le gardien Jordan Pickford s'impose à deux reprises contre Lorenzo Insigne et Federico Chiesa, mais il finit par concéder l'égalisation italienne ; sur un corner de l'entrant Domenico Berardi, Marco Verratti voit sa frappe déviée par Pickford avant que le ballon arrive sur Leonardo Bonucci qui marque à bout portant (1-1, 67e). Quelques minutes plus tard, Berardi profite d'une ouverture de Bonucci mais son ballon passe juste au-dessus du but de Pickford. Pour la huitième fois de la compétition, le match se poursuit en prolongation qui voit l'Angleterre affiche plus d'intentions offensives avec l'entrée de Jack Grealish. Néanmoins, le match doit se décider aux tirs au but. L'Angleterre prend l'avantage quand Jordan Pickford arrête la tentative de l'entrant Andrea Belotti, mais Marcus Rashford, entré spécialement à la 120e minute, manque son penalty en tirant sur le poteau. Le gardien italien Gianluigi Donnarumma, désigné ultérieurement meilleur joueur de la compétition, réalise deux arrêts décisifs face à Jadon Sancho, entré également à la 120e minute, et Bukayo Saka. Les trois joueurs anglais qui ont manqué leur penalty sont victimes d'injures racistes, condamnées par le Premier ministre britannique Boris Johnson qui félicite les joueurs anglais de leur parcours. L'Italie remporte son premier titre européen depuis cinquante-trois ans et reçoit un accueil triomphal lors du retour à Rome. D'ailleurs, en triomphant sur la pelouse de Wembley, Leonardo Bonucci avait parodié l'hymne adopté par les anglais, Football's coming home (le football revient à la maison), en s'écriant : « It's coming to Rome ! ».

## Statistiques et récompenses

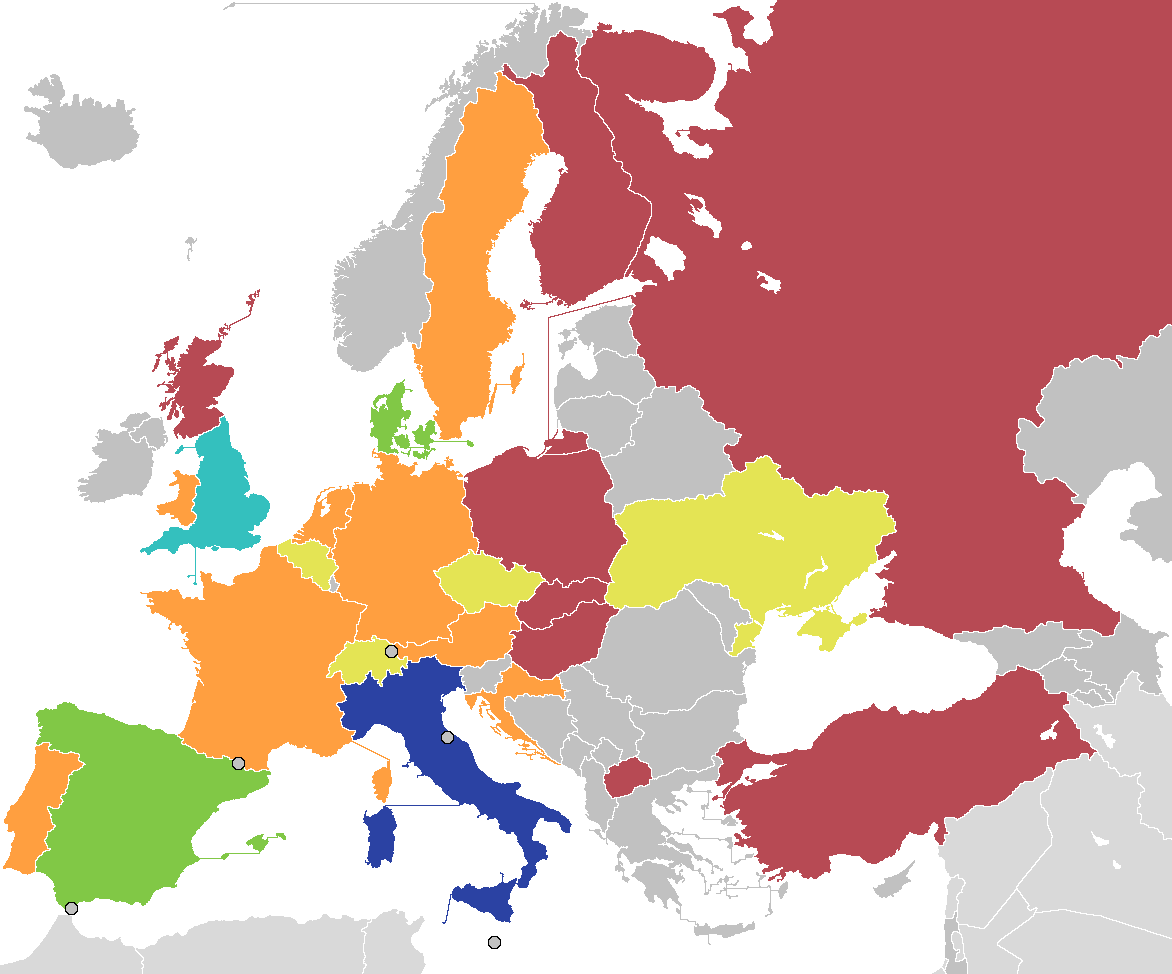
Carte de l'Europe en fonction du stade de la compétition atteint par les différents pays participants
Vainqueur
Finale
Demi-finale
Quart de finale
Huitième de finale
Premier tour
Pays non qualifié
Pays non-membre de l'UEFA

### Classement des buteurs
Cristiano Ronaldo remporte le titre de meilleur buteur en totalisant cinq buts, comme Patrik Schick, mais Ronaldo ayant délivré une passe décisive, il est le seul distingué par l'UEFA.

#### 5 buts
- Cristiano Ronaldo (soulier d'or)
- Patrik Schick

#### 4 buts
- Harry Kane
- Romelu Lukaku
- Karim Benzema
- Emil Forsberg

#### 3 buts
- Raheem Sterling
- Kasper Dolberg
- Álvaro Morata
- Georginio Wijnaldum
- Robert Lewandowski
- Haris Seferović
- Xherdan Shaqiri

#### 2 buts
- Kai Havertz
- Thorgan Hazard
- Ivan Perišić
- Mikkel Damsgaard
- Joakim Mæhle
- Yussuf Poulsen
- Pablo Sarabia
- Ferran Torres
- Federico Chiesa
- Ciro Immobile
- Lorenzo Insigne
- Manuel Locatelli
- Matteo Pessina
- Memphis Depay
- Denzel Dumfries
- Roman Iaremtchouk
- Andri Iarmolenko

#### 1 but
- Leon Goretzka
- Robin Gosens
- Harry Maguire
- Jordan Henderson
- Luke Shaw
- Marko Arnautović
- Christoph Baumgartner
- Michael Gregoritsch
- Saša Kalajdžić
- Stefan Lainer
- Kevin De Bruyne
- Thomas Meunier
- Luka Modrić
- Mislav Oršić
- Mario Pašalić
- Nikola Vlašić
- Martin Braithwaite
- Andreas Christensen
- Thomas Delaney
- Callum McGregor
- César Azpilicueta
- Aymeric Laporte
- Mikel Oyarzabal
- Joel Pohjanpalo
- Antoine Griezmann
- Paul Pogba
- Attila Fiola
- András Schäfer
- Ádám Szalai
- Nicolò Barella
- Leonardo Bonucci
- Ezǵan Alioski
- Goran Pandev
- Wout Weghorst
- Kieffer Moore
- Aaron Ramsey
- Connor Roberts
- Karol Linetty
- Raphaël Guerreiro
- Diogo Jota
- Tomáš Holeš
- Artiom Dziouba
- Alekseï Mirantchouk
- Milan Škriniar
- Viktor Claesson
- Breel Embolo
- Mario Gavranović
- İrfan Can Kahveci
- Artem Dovbyk
- Oleksandr Zintchenko

#### but contre son camp(csc)
- Mats Hummels (pour la France)
- Simon Kjær (pour l'Angleterre)
- Pedri (pour la Croatie)
- Lukáš Hrádecký (pour la Belgique)
- Wojciech Szczęsny (pour la Slovaquie)
- Rúben Dias (pour l'Allemagne)
- Raphaël Guerreiro (pour l'Allemagne)
- Martin Dúbravka (pour l'Espagne)
- Juraj Kucka (pour l'Espagne)
- Denis Zakaria (pour l'Espagne)
- Merih Demiral (pour l'Italie)

### Classement des passeurs
Les passes décisives peuvent être sujettes à différentes interprétations par rapport aux actions de jeu. Les passes énumérées ci-dessous ont été officiellement comptabilisées par l'UEFA. L'UEFA considère, par exemple, comme passeurs décisifs, les joueurs ayant provoqué un but contre son camp.

#### 4 passes décisives
- Steven Zuber

#### 3 passes décisives
- Luke Shaw
- Pierre-Emile Højbjerg
- Dani Olmo
- Marco Verratti

#### 2 passes décisives
- Robin Gosens (dont 1 sur  (csc))
- Joshua Kimmich (dont 1 sur  (csc))
- Jack Grealish
- David Alaba
- Kevin De Bruyne
- Thomas Meunier
- Jordi Alba (dont 1 sur  (csc))
- Gerard Moreno
- Pablo Sarabia (dont 1 sur  (csc))
- Ferran Torres
- Pau Torres (dont 1 sur  (csc))
- Roland Sallai
- Domenico Berardi (dont 1 sur  (csc))
- Leonardo Spinazzola
- Nicolò Barella
- Memphis Depay
- Donyell Malen
- Gareth Bale
- Rafa Silva
- Vladimír Coufal
- Dejan Kulusevski
- Alexander Isak
- Andri Iarmolenko

#### 1 passe décisive
- Mats Hummels
- Kalvin Phillips
- Raheem Sterling
- Mason Mount
- Bukayo Saka sur  (csc)
- Kieran Trippier
- Konrad Laimer
- Marcel Sabitzer
- Louis Schaub
- Eden Hazard
- Dries Mertens
- Thomas Vermaelen sur  (csc)
- Mateo Kovačić
- Andrej Kramarić
- Luka Modrić
- Mislav Oršić
- Ivan Perišić
- Andreas Cornelius
- Mikkel Damsgaard
- Mathias Jensen
- Joakim Mæhle
- Jens Stryger Larsen
- Jere Uronen
- Antoine Griezmann
- Lucas Hernandez sur  (csc)
- Kylian Mbappé
- Paul Pogba
- Ádám Szalai
- Francesco Acerbi
- Ciro Immobile
- Rafael Tolói
- Nathan Aké
- Joe Morrell
- Przemysław Frankowski
- Kamil Jóźwiak
- Maciej Rybus
- Piotr Zieliński
- Diogo Jota
- Cristiano Ronaldo
- Artyom Dziouba
- Marek Hamšík
- Róbert Mak sur  (csc)
- Xherdan Shaqiri
- Kevin Mbabu
- Granit Xhaka
- Remo Freuler
- Tomáš Holeš
- Tomáš Kalas
- Hakan Çalhanoğlu
- Roman Iaremtchouk
- Olexandr Karavaïev
- Rouslan Malinovsky

### Joueurs élus Homme du match
Le trophée d'Homme du match est attribué par les observateurs techniques de l'UEFA, qui élisent le joueur considéré comme le plus performant durant un match.

#### 2 fois
- Harry Kane
- Romelu Lukaku
- Sergio Busquets
- Leonardo Spinazzola
- Federico Chiesa
- Denzel Dumfries

#### 1 fois
- Robin Gosens
- Joshua Kimmich
- Harry Maguire
- Bukayo Saka
- Raheem Sterling
- David Alaba
- Florian Grillitsch
- Kevin De Bruyne
- Thorgan Hazard
- Luka Modrić
- Nikola Vlašić
- Andreas Christensen
- Christian Eriksen
- Kasper Dolberg
- Billy Gilmour
- Jordi Alba
- Unai Simón
- Karim Benzema
- Paul Pogba
- László Kleinheisler
- Leonardo Bonucci
- Lorenzo Insigne
- Manuel Locatelli
- Georginio Wijnaldum
- Gareth Bale
- Cristiano Ronaldo
- Alekseï Mirantchouk
- Milan Škriniar
- Emil Forsberg
- Alexander Isak
- Victor Lindelöf
- Breel Embolo
- Xherdan Shaqiri
- Granit Xhaka
- Tomáš Holeš
- Patrik Schick
- Andri Iarmolenko

### Discipline

#### Bilan par joueur

##### 1 carton rouge direct+ 1 carton jaune
- Marcus Danielson

##### 1 carton rouge direct
- Matthijs de Ligt
- Ethan Ampadu
- Harry Wilson
- Remo Freuler

##### 1 carton rouge à la suite de 2 cartons jaunes+ 1 carton jaune
- Grzegorz Krychowiak

##### 3 cartons jaunes
- Harry Maguire

##### 2 cartons jaunes
- Matthias Ginter
- Marcelo Brozović
- Duje Ćaleta-Car
- Dejan Lovren
- Daniel Wass
- Sergio Busquets
- Benjamin Pavard
- Endre Botka
- Nicolò Barella
- Leonardo Bonucci
- Kieffer Moore
- Jan Bořil
- Ondrej Duda
- Granit Xhaka
- Hakan Çalhanoğlu
- Çağlar Söyüncü
- Ezgjan Alioski

##### 1 carton jaune
- İlkay Gündoğan
- Kai Havertz
- Joshua Kimmich
- Leroy Sané
- Robin Gosens
- Phil Foden
- Harry Kane
- Kalvin Phillips
- Declan Rice
- Marko Arnautović
- Daniel Bachmann
- Aleksandar Dragović
- Martin Hinteregger
- Stefan Lainer
- Toby Alderweireld
- Thorgan Hazard
- Thomas Vermaelen
- Youri Tielemans
- Mateo Kovačić
- Mikkel Damsgaard
- Thomas Delaney
- Mathias Jensen
- John McGinn
- Scott McKenna
- Stephen O'Donnell
- Jordi Alba
- Rodri
- Pau Torres
- Aymeric Laporte
- Glen Kamara
- Robin Lod
- Daniel O'Shaughnessy
- Tim Sparv
- Kingsley Coman
- Antoine Griezmann
- Lucas Hernandez
- Presnel Kimpembe
- Hugo Lloris
- Raphaël Varane
- Attila Fiola
- Loïc Nego
- Willi Orban
- Ádám Szalai
- Domenico Berardi
- Giorgio Chiellini
- Giovanni Di Lorenzo
- Lorenzo Insigne
- Jorginho
- Matteo Pessina
- Rafael Tolói
- Marco Verratti
- Daniel Avramovski
- Tihomir Kostadinov
- Visar Musliu
- Stefan Ristovski
- Aleksandar Trajkovski
- Darko Velkovski
- Frenkie de Jong
- Denzel Dumfries
- Joe Allen
- Gareth Bale
- David Brooks
- Ben Davies
- Chris Gunter
- Chris Mepham
- Joe Rodon
- Kamil Glik
- Kamil Jóźwiak
- Mateusz Klich
- Robert Lewandowski
- Jakub Moder
- Diogo Dalot
- Rúben Dias
- João Palhinha
- Pepe
- Dmitri Barinov
- Igor Diveïev
- Gueorgui Djikiya
- Fiodor Koudriachov
- Magomed Ozdoïev
- Martin Dúbravka
- Tomáš Hubočan
- Milan Škriniar
- Vladimír Weiss
- Marcus Danielson
- Mikael Lustig
- Kristoffer Olsson
- Dejan Kulusevski
- Emil Forsberg
- Manuel Akanji
- Nico Elvedi
- Breel Embolo
- Mario Gavranović
- Kevin Mbabu
- Ricardo Rodríguez
- Fabian Schär
- Silvan Widmer
- Vladimír Coufal
- Adam Hložek
- Lukáš Masopust
- Michael Krmenčík
- Tomáš Kalas
- Mehmet Zeki Çelik
- Halil Dervişoğlu
- Burak Yılmaz
- Mykola Chaparenko
- Andri Iarmolenko
- Serhi Sydortchouk

### Meilleur joueur
Gianluigi Donnarumma est nommé meilleur joueur de l'Euro 2020. Il devient le troisième gardien de but à remporter ce titre, après Dino Zoff en 1968 et Peter Schmeichel en 1992.

### Équipe type
Le 13 juillet 2021, l'UEFA dévoile l'équipe-type de l'Euro 2020.
| Gardiens             | Défenseurs                                                     | Milieux                              | Attaquants                                    |
| -------------------- | -------------------------------------------------------------- | ------------------------------------ | --------------------------------------------- |
| Gianluigi Donnarumma | Kyle Walker Leonardo Bonucci Harry Maguire Leonardo Spinazzola | Pierre-Emile Højbjerg Jorginho Pedri | Federico Chiesa Romelu Lukaku Raheem Sterling |

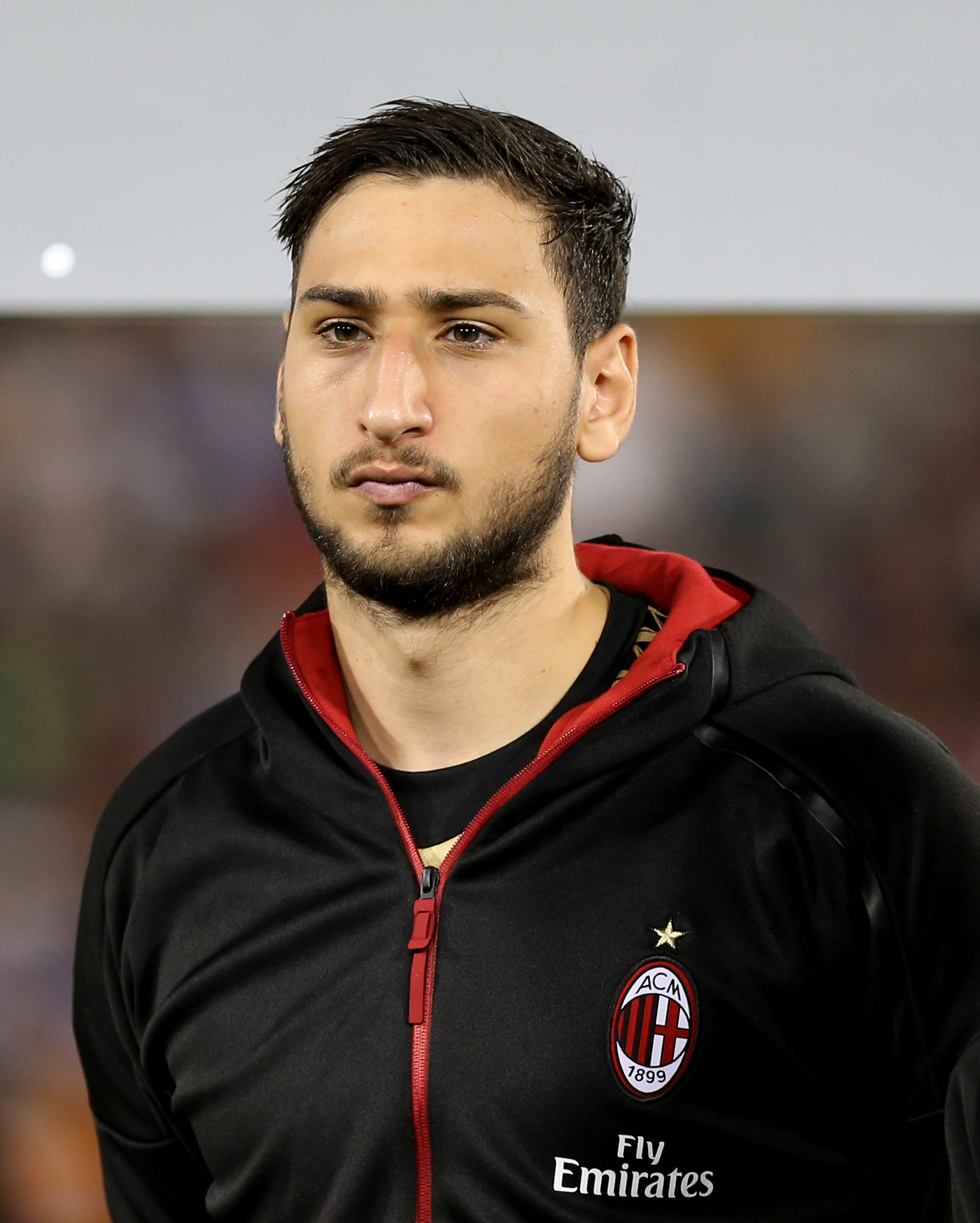
Gianluigi Donnarumma.
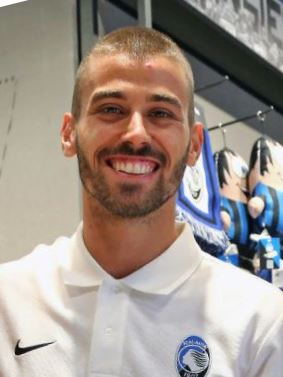
Leonardo Spinazzola.
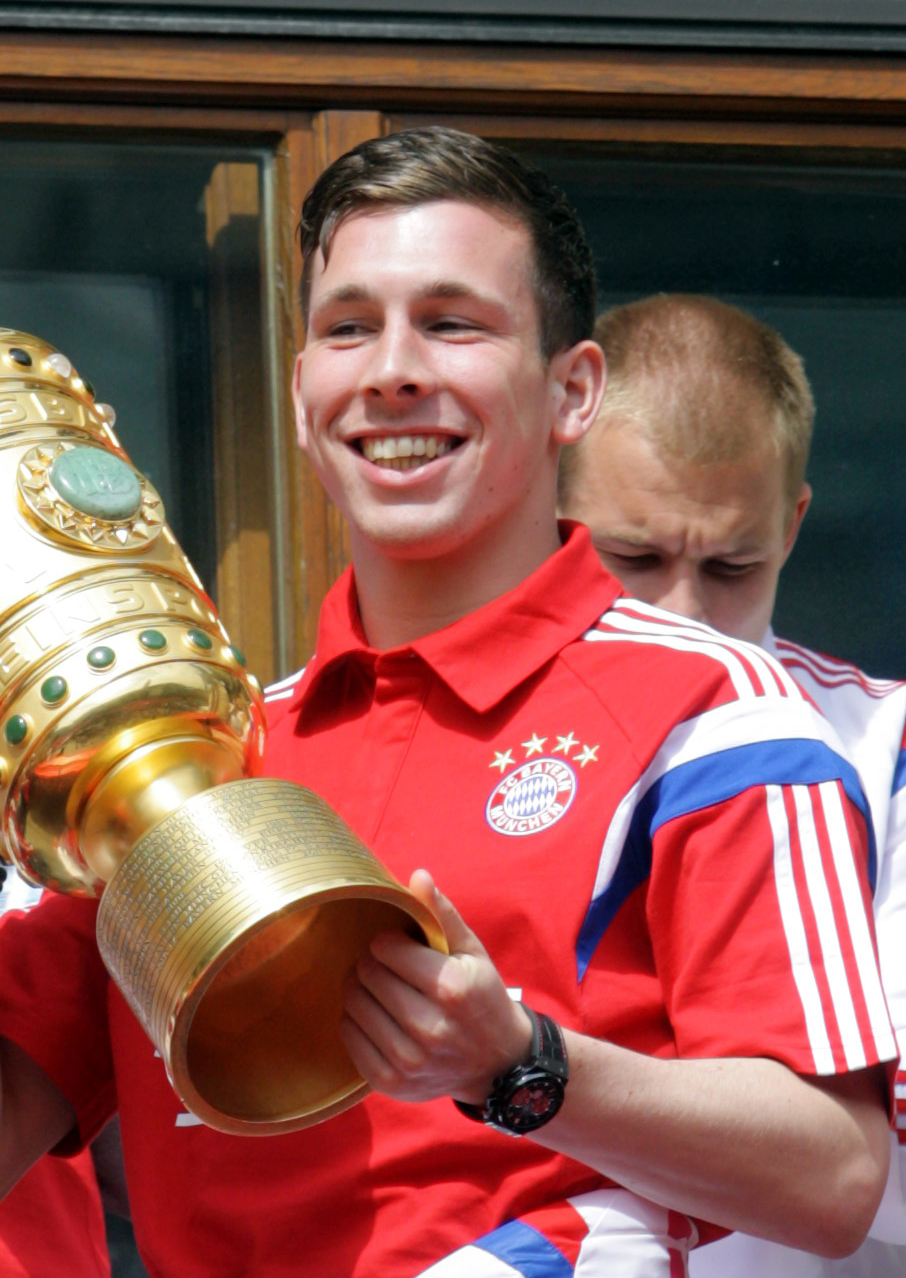
Pierre-Emile Højbjerg.
Romelu Lukaku.

### Affluences
| Place              | Match                  | Affluence | Stade               | Ville             | Stade de la compétition    |
| ------------------ | ---------------------- | --------- | ------------------- | ----------------- | -------------------------- |
| Médaille d'or      | Italie - Angleterre    | 67 173    | Stade de Wembley    | Londres           | Finale                     |
| Médaille d'argent  | Angleterre - Danemark  | 64 950    | Stade de Wembley    | Londres           | Demi-finale                |
| Médaille de bronze | Italie - Espagne       | 57 811    | Stade de Wembley    | Londres           | Demi-finale                |
| 4                  | Hongrie - France       | 55 998    | Stade Ferenc-Puskás | Budapest          | Premier tour (2e journée)  |
| 5                  | Hongrie - Portugal     | 55 662    | Stade Ferenc-Puskás | Budapest          | Premier tour (1re journée) |
| 6                  | Portugal - France      | 54 886    | Stade Ferenc-Puskás | Budapest          | Premier tour (3e journée)  |
| 7                  | Pays-Bas - Tchéquie    | 52 834    | Stade Ferenc-Puskás | Budapest          | Huitième de finale         |
| 8                  | Angleterre - Allemagne | 41 973    | Stade de Wembley    | Londres           | Huitième de finale         |
| 9                  | Belgique - Russie      | 26 264    | Stade Krestovski    | Saint-Pétersbourg | Premier tour (1re journée) |
| 10                 | Suisse - Espagne       | 24 764    | Stade Krestovski    | Saint-Pétersbourg | Quart de finale            |

### Résumé par équipe
Équipes classées selon leur progression et à progression identique, équipes classées par ordre alphabétique.
| Équipe            | J. | G. | N. | P. | BP | BC | Diff. | Averti | Carton rouge | Progression         | FIFA av. | FIFA apr. |
| ----------------- | -- | -- | -- | -- | -- | -- | ----- | ------ | ------------ | ------------------- | -------- | --------- |
| Italie            | 7  | 5  | 2  | 0  | 13 | 4  | +9    | 12     | 0            | Vainqueur           | 7        | 5         |
| Angleterre        | 7  | 5  | 2  | 0  | 11 | 2  | +9    | 6      | 0            | Finale              | 4        | 4         |
| Danemark          | 6  | 3  | 0  | 3  | 12 | 7  | +5    | 5      | 0            | Demi-finales        | 10       | 11        |
| Espagne           | 6  | 2  | 4  | 0  | 13 | 6  | +7    | 6      | 0            | Demi-finales        | 6        | 7         |
| Belgique          | 5  | 4  | 0  | 1  | 8  | 3  | +5    | 4      | 0            | Quarts de finale    | 1        | 1         |
| Suisse            | 5  | 1  | 3  | 1  | 8  | 9  | -1    | 11     | 1            | Quarts de finale    | 13       | 14        |
| Tchéquie          | 5  | 2  | 1  | 2  | 6  | 4  | +2    | 7      | 0            | Quarts de finale    | 40       | 31        |
| Ukraine           | 5  | 1  | 1  | 3  | 6  | 10 | -4    | 5      | 0            | Quarts de finale    | 24       | 25        |
| Allemagne         | 4  | 1  | 1  | 2  | 6  | 7  | -1    | 7      | 0            | Huitièmes de finale | 12       | 16        |
| Autriche          | 4  | 2  | 0  | 2  | 5  | 5  | 0     | 6      | 0            | Huitièmes de finale | 23       | 23        |
| Croatie           | 4  | 1  | 1  | 2  | 7  | 8  | -1    | 7      | 0            | Huitièmes de finale | 14       | 18        |
| France            | 4  | 1  | 3  | 0  | 7  | 6  | +1    | 8      | 0            | Huitièmes de finale | 2        | 3         |
| Pays de Galles    | 4  | 1  | 1  | 2  | 3  | 6  | -3    | 10     | 2            | Huitièmes de finale | 17       | 19        |
| Pays-Bas          | 4  | 3  | 0  | 1  | 8  | 4  | +4    | 3      | 1            | Huitièmes de finale | 16       | 12        |
| Portugal          | 4  | 1  | 1  | 2  | 7  | 7  | 0     | 4      | 0            | Huitièmes de finale | 5        | 8         |
| Suède             | 4  | 2  | 1  | 1  | 5  | 4  | +1    | 5      | 1            | Huitièmes de finale | 18       | 17        |
| Écosse            | 3  | 0  | 1  | 2  | 1  | 5  | -4    | 3      | 0            | Premier tour        | 44       | 49        |
| Finlande          | 3  | 1  | 0  | 2  | 1  | 3  | -2    | 4      | 0            | Premier tour        | 54       | 56        |
| Hongrie           | 3  | 0  | 2  | 1  | 3  | 6  | -3    | 6      | 0            | Premier tour        | 37       | 37        |
| Macédoine du Nord | 3  | 0  | 0  | 3  | 2  | 8  | -6    | 8      | 0            | Premier tour        | 62       | 72        |
| Pologne           | 3  | 0  | 1  | 2  | 4  | 6  | -2    | 8      | 1            | Premier tour        | 21       | 27        |
| Russie            | 3  | 1  | 0  | 2  | 2  | 7  | -5    | 5      | 0            | Premier tour        | 38       | 41        |
| Slovaquie         | 3  | 1  | 0  | 2  | 2  | 7  | -5    | 6      | 0            | Premier tour        | 36       | 38        |
| Turquie           | 3  | 0  | 0  | 3  | 1  | 8  | -7    | 7      | 0            | Premier tour        | 29       | 39        |

## Premières
- Au total, 55 pays, dont le Kosovo engagé pour la première fois, ont participé aux éliminatoires, un record.
- Le tournoi, initialement prévu en 2020, a dû être reporté d'un an en raison de la pandémie de Covid-19. Un tel report n'était jamais arrivé auparavant.
- Dans le contexte de la pandémie de Covid-19, pour la première fois, un total de cinq remplacements (au lieu de trois) par équipe au cours d'un match étaient autorisés (et six au lieu de quatre en cas de prolongation).
- Toujours en raison de la crise sanitaire, le nombre maximum de joueurs par sélection nationale est passé de 23 à 26, mais seuls 23 joueurs pouvaient être inscrits pour un match.
- Pour la première fois dans l'histoire de l'Euro, l'assistance vidéo à l'arbitrage (VAR) a été utilisée.
- Pour la première fois dans l'histoire du tournoi, une femme arbitre, la Française Stéphanie Frappart, a fait partie du corps arbitral. Elle a officié lors du match d'ouverture entre la Turquie et l'Italie en tant que remplaçante (quatrième arbitre).
- L'Italie a réussi pour la première fois de son histoire à marquer trois buts dans un match de phase finale de l'Euro (3-0 lors du match d'ouverture).
- Pour la première fois le premier but marqué dans le tournoi est un but contre son camp (Merih Demiral contre la Turquie).
- Première apparition en phase finale de la Finlande et de la Macédoine du Nord.
- Lors de la rencontre Belgique-Russie, le footballeur belge Thomas Meunier est devenu le premier joueur de l'histoire de l'Euro à marquer un but en première mi-temps alors qu'il n'était que remplaçant au coup d'envoi.
- Après deux participations et six matchs sans victoire, l'Autriche a enfin remporté son premier match en phase finale, contre la Macédoine du Nord.
- Jude Bellingham est devenu le plus jeune joueur à disputer le Championnat d'Europe après sa titularisation lors du match Angleterre-Croatie. Cependant, son record a été battu seulement six jours plus tard par le Polonais Kacper Kozłowski, qui est entré en jeu lors du match Espagne-Pologne à l'âge de 17 ans et 246 jours.
- Lors du match Écosse-Tchéquie, Patrik Schick a inscrit son deuxième but d'une distance d'environ 45 mètres, la plus longue frappe depuis que des calculs de mesure de distance sont effectués (1980).
- Avec deux buts marqués lors du match Hongrie-Portugal, Cristiano Ronaldo est devenu le meilleur buteur en cumulé de l'histoire du Championnat d'Europe, devançant ainsi Michel Platini, qui lui a marqué neuf buts, mais en une seule édition (1984). Ronaldo détient également le record de participations en tant que joueur (cinq phases finales).
- Lors du match match Portugal-France, 3 penalties ont été sifflés, un record.

## Liste des diffuseurs

### Europe
Initialement prévus mais sujets à modification en raison du report :
- En Allemagne, les chaînes du service public ARD (parfois aussi appelée Das Erste), et ZDF retransmettent gratuitement l’Euro 2020 en intégralité.
- En Autriche, le groupe public ORF retransmet gratuitement l'Euro 2020 en intégralité.
- En Belgique, du côté néerlandophone, le groupe public VRT retransmet gratuitement l’Euro 2020 en intégralité. Du côté francophone, c’est la RTBF qui retransmet gratuitement l’Euro 2020 en intégralité.
- En France métropolitaine, côté gratuit, TF1 et M6 se partagent la diffusion de 23 des 51 matchs de la compétition. Dans le détail : TF1, 12 rencontres, c'est-à-dire 6 matchs de groupes (dont match d'ouverture, Turquie / Italie, France / Hongrie, France / Portugal…), 3 huitièmes de finale (dont celui de l'équipe de France si elle est qualifiée), 2 quarts de finale, 1 demi-finale (de l'équipe de France si elle est qualifiée) ; M6, 11 rencontres, c'est-à-dire 6 matchs de groupes (dont Allemagne / France), 2 huitièmes de finale, 1 quart de finale (celui de l'équipe de France si elle est qualifiée), 1 demi-finale, la finale. Si l'équipe de France est en finale, le tarif d'un spot de 30 secondes diffusé à la mi-temps du match sur M6 s'élèverait à 330 000 euros[169]. Côté payant, beIN Sports retransmet l'intégralité de la compétition dont les 28 autres rencontres en exclusivité, aussi bien en France métropolitaine, qu'en Outre-mer.
  - Dans la France d'outre-mer, en Guadeloupe, Guyane, Nouvelle-Calédonie ainsi qu'à Mayotte, Saint-Martin, Saint-Barthélemy, Saint-Pierre-et-Miquelon et Wallis-et-Futuna, les chaînes du réseau La 1re diffusent gratuitement tous les matchs de l'équipe de France ainsi que la finale[170] ; en Martinique, Polynésie française et à La Réunion, les chaînes locales ViàATV, TNTV et Antenne Réunion retransmettent gratuitement 23 des 51 matchs de la compétition, dont ceux de l'équipe de France[171],[172],[173].
- En Italie, à Saint-Marin et au Vatican, côté gratuit, le groupe public RAI diffuse 27 matchs parmi les 51 que comporte la compétition (dont le match d’ouverture, tous les matchs de l’Italie, les plus belles affiches du premier tour, les demi-finales et la finale).
  - Côté payant, Sky Italia diffuse l’intégralité de la compétition (donc les 51 matchs), dont les 24 autres matchs en exclusivité.
- En Lituanie, le groupe LNK diffuse gratuitement l'Euro 2020 en intégralité.
- Aux Pays-Bas, le groupe public NOS retransmet gratuitement l'Euro 2020 en intégralité.
- En Pologne, le groupe public TVP diffuse gratuitement l'Euro 2020 en intégralité.
- En Espagne, le groupe privé Mediaset España retransmet gratuitement l’Euro 2020 en intégralité et en exclusivité.
- Au Portugal, les matchs sont diffusés en payant sur Sport.TV[174]. Le groupe public RTP et les chaînes privées SIC et TVI se partagent la diffusion des matchs du Portugal ainsi que les plus belles affiches[175].
- Au Royaume-Uni, le groupe public BBC et le groupe privé ITV retransmettent ensemble gratuitement l’Euro 2020 en intégralité.
- En Slovaquie, le groupe public RTVS diffuse gratuitement l'Euro 2020 en intégralité.
- En Suède, le groupe public SVT ainsi que la chaîne privée TV4 (Suède) retransmettent ensemble gratuitement l'Euro 2020 en intégralité.
- En Suisse, le groupe public suisse SRG SSR retransmet gratuitement l'Euro 2020 en intégralité. Elle est diffusée par la SRF en Suisse alémanique (Suisse germanophone), la RTS en Suisse romande (Suisse francophone) et la RSI en Suisse italienne (Suisse italophone)
- En Turquie le groupe public TRT diffuse gratuitement l'Euro 2020 en intégralité.

### Amérique du Nord
- Au Canada, dans la région canadienne du Québec, la chaîne TVA Sports diffuse l’intégralité de la compétition[176],[177].

### MENA (Moyen-Orient et Afrique du Nord)
- Au Moyen-Orient et en Afrique du Nord, beIN Sports (Mena) diffuse l’intégralité de la compétition.

### Asie
- En Corée du Sud, CJ ENM (TVN, XTVN, TVING) diffuse l’intégralité de la compétition[178].

## Controverse du «Rainbowgate»
La ville de Munich demande à l'UEFA d'illuminer le stade de l'Allianz Arena aux couleurs LGBTQIA+ durant le match Allemagne-Hongrie, en signe de protestation contre les lois anti-LGBTQI adoptées en Hongrie le 15 juin 2021. L'UEFA refuse, en raison de l'aspect politique de cet acte dans un milieu sportif, jugé contraire à ses principes,,.
Le hashtag #rainbowgate apparaît sur les réseaux sociaux en Allemagne en réaction à cette décision, et plusieurs villes d'Allemagne illuminent leur stade en guise de protestation contre cette décision.
Manuel Neuer arbore un brassard LGBT durant les matches, déclenchant une enquête de l'UEFA, aussitôt abandonnée. L'UEFA autorise le capitaine allemand à arborer son brassard, arguant qu'il constitue un symbole de diversité,,.